# ВТБ јунајтед лига 2012/13.
ВТБ јунајтед лига 2012/13. била је четврта комплетна сезона ВТБ јунајтед лиге. Почела је у октобру 2012. године првим колом регуларног дела сезоне, а завршила се у јуну 2013. године последњом утакмицом финала.
ЦСКА Москва је одбранио шампионску титулу. 

## Формат
У регуларном делу сезоне тимови су били подељени у две групе од по 10 екипа. По две првопласиране екипе из обе групе оствариле су пласман у четвртфинале плеј-офа. Екипе које су оствариле пласман од 3. до 6. места пласирале су се у осмину финала плеј-офа. 

## Тимови
Укупно 20 тимова из девет земаља такмичи се у лиги, укључујући девет из Русије, три из Литваније, две из Украјине, по једну из Белорусије, Естоније, Казахстана, Летоније, Пољске и Чешке.

## Група А
|    | Тим                     | Игр. | Поб. | Изг. | П+   | П-   | П+/- | Бод |
| -- | ----------------------- | ---- | ---- | ---- | ---- | ---- | ---- | --- |
| 1  | Химки                   | 18   | 14   | 4    | 1451 | 1305 | +146 | 32  |
| 2  | УНИКС                   | 18   | 14   | 4    | 1328 | 1169 | +159 | 32  |
| 3  | Краснаја Крила          | 18   | 12   | 6    | 1353 | 1304 | +49  | 30  |
| 4  | Спартак Санкт Петербург | 18   | 12   | 6    | 1292 | 1174 | +118 | 30  |
| 5  | Астана                  | 18   | 10   | 8    | 1332 | 1416 | -84  | 28  |
| 6  | Доњецк                  | 18   | 9    | 9    | 1364 | 1325 | +39  | 27  |
| 7  | Лијетувос Ритас         | 18   | 9    | 9    | 1402 | 1397 | +5   | 27  |
| 8  | Туров                   | 18   | 4    | 14   | 1318 | 1403 | -85  | 22  |
| 9  | Азовмаш                 | 18   | 3    | 15   | 1287 | 1447 | -160 | 21  |
| 10 | Калев                   | 18   | 3    | 15   | 1202 | 1389 | -187 | 21  |

Легенда:

## Резултати
Домаћини су наведени у левој колони.
| Екипа | АСТ    | АЗО   | ДОЊ   | КАЛ   | КК    | ЛР    | ССП   | ТУР   | УНИ   | ХИМ   |
| ----- | ------ | ----- | ----- | ----- | ----- | ----- | ----- | ----- | ----- | ----- |
| АСТ   | XXX    | 75:72 | 96:90 | 93:78 | 75:78 | 72:71 | 78:75 | 81:61 | 62:80 | 92:77 |
| АЗО   | 82:89  | XXX   | 68:75 | 76:71 | 73:92 | 88:94 | 76:81 | 76:66 | 71:78 | 77:91 |
| ДОЊ   | 76:56  | 83:66 | XXX   | 67:46 | 96:87 | 95:79 | 88:80 | 99:85 | 63:74 | 66:84 |
| КАЛ   | 81:85  | 73:77 | 61:60 | XXX   | 73:83 | 60:73 | 53:71 | 72:68 | 52:70 | 57:65 |
| КК    | 61:66  | 72:62 | 64:59 | 83:73 | XXX   | 89:72 | 75:70 | 81:77 | 56:69 | 76:67 |
| ЛР    | 93:60  | 75:56 | 99:97 | 95:73 | 81:70 | XXX   | 63:83 | 78:71 | 87:80 | 79:88 |
| ССП   | 74:57  | 74:58 | 59:63 | 80:59 | 61:63 | 75:48 | XXX   | 76:74 | 84:68 | 74:69 |
| ТУР   | 93:66  | 78:69 | 83:81 | 80:81 | 74:76 | 86:78 | 59:63 | XXX   | 64:69 | 79:86 |
| УНИ   | 70:54  | 89:67 | 66:48 | 86:72 | 74:66 | 74:68 | 51:52 | 80:48 | XXX   | 76:70 |
| ХИМ   | 104:75 | 91:73 | 72:58 | 77:67 | 82:81 | 80:69 | 72:60 | 91:72 | 85:74 | XXX   |

### Резултати по датуму одигравања

#### Октобар
| 2. октобар 2012. 19:00 |                                                                              | Астана | 72 : 71                                                         | Лијетувос Ритас | Стадион Алау, Астана Судије: Борис Рижик, Борис Шуљга, Александар Сирица |  |
| 2. октобар 2012. 19:00 | Четвртине: 25:21, 17:26, 14:13, 16:11                                        |        |                                                                 |                 | Стадион Алау, Астана Судије: Борис Рижик, Борис Шуљга, Александар Сирица |  |
| 2. октобар 2012. 19:00 | Поени: Рол Маршал 17 Скокови: Антон Пономарјов 10 Асистенције: Џери Џонсон 6 |        | Јанис Блумс 22 Три играча по 5 Немања Недовић, Јанис Блумс по 4 |                 | Стадион Алау, Астана Судије: Борис Рижик, Борис Шуљга, Александар Сирица |  |

| 7. октобар 2012. 18:00 |                                                                               | УНИКС | 66 : 48                                                            | Доњецк | Баскет хол Казањ, Казањ Судије: Мурат Бириџик, Аре Халико, Борис Габара |  |
| 7. октобар 2012. 18:00 | Четвртине: 13:13, 17:12, 23:13, 13:10                                         |       |                                                                    |        | Баскет хол Казањ, Казањ Судије: Мурат Бириџик, Аре Халико, Борис Габара |  |
| 7. октобар 2012. 18:00 | Поени: Терел Лидеј 18 Скокови: Мајер Четмен 7 Асистенције: Четири играча по 2 |       | Даријус Сонгајла 14 Дорон Перкинс 8 Дорон Перкинс, Диор Фишер по 4 |        | Баскет хол Казањ, Казањ Судије: Мурат Бириџик, Аре Халико, Борис Габара |  |

| 7. октобар 2012. 14:00 |                                                                                                   | Азовмаш | 73 : 92                                 | Краснаја крила | Азовмаш арена, Маријупољ Судије: Роберт Виклицки, Ингус Бауманис, Дариуш Ленчовски |  |
| 7. октобар 2012. 14:00 | Четвртине: 20:28, 14:25, 22:18, 17:21                                                             |         |                                         |                | Азовмаш арена, Маријупољ Судије: Роберт Виклицки, Ингус Бауманис, Дариуш Ленчовски |  |
| 7. октобар 2012. 14:00 | Поени: Лин Грир 17 Скокови: Тадија Драгићевић 6 Асистенције: Немања Гордић, Артјом Слипенчук по 3 |         | Омар Томас 17 Андре Смит 7 Арон Мајлс 7 |                | Азовмаш арена, Маријупољ Судије: Роберт Виклицки, Ингус Бауманис, Дариуш Ленчовски |  |

| 8. октобар 2012. 18:00 | | Спартак Санкт Петербург | 75 : 48                                                                       | Лијетувос Ритас | Спортски центар Јубилејни, Санкт Петербург Судије: Олег Латишев, Иво Долинек, Сергеј Зашчук |  |
| 8. октобар 2012. 18:00 | Четвртине: 22:15, 23:12, 11:15, 19:6                                                                          |                         |                                                                               |                 | Спортски центар Јубилејни, Санкт Петербург Судије: Олег Латишев, Иво Долинек, Сергеј Зашчук |  |
| 8. октобар 2012. 18:00 | Поени: Лукас Маврокефалидис, Џошуа Картер по 19 Скокови: Лукас Маврокефалидис 7 Асистенције: Патрик Беверли 6 |                         | Реналдас Сејбутис 15 Артурас Јомантас, Еимантас Бенџијус по 4 Пет играча по 1 |                 | Спортски центар Јубилејни, Санкт Петербург Судије: Олег Латишев, Иво Долинек, Сергеј Зашчук |  |

| 8. октобар 2012. 17:45 |                                                                                  | Туров | 80 : 81                                                   | Калев | Центрум Спортове, Згожелец Судије: Роберт Паулик, Александар Сирица, Мирослав Томов |  |
| 8. октобар 2012. 17:45 | Четвртине: 21:31, 21:14, 19:18, 19:18                                            |       |                                                           |       | Центрум Спортове, Згожелец Судије: Роберт Паулик, Александар Сирица, Мирослав Томов |  |
| 8. октобар 2012. 17:45 | Поени: Ђорђе Мићић 19 Скокови: Иван Жигерановић 8 Асистенције: Вукашин Алексић 3 |       | Кит Маклауд 25 Грегор Арбет 5 Кит Маклауд, Танел Сок по 3 |       | Центрум Спортове, Згожелец Судије: Роберт Паулик, Александар Сирица, Мирослав Томов |  |

| 8. октобар 2012. 19:30 | | Химки | 104 : 75                                                      | Астана | Кошаркашки центар Химки, Химки Судије: Мурат Бириџик, Аре Халико, Борис Габара |  |
| 8. октобар 2012. 19:30 | Четвртине: 30:22, 24:13, 27:17, 23:23                                                              |       |                                                               |        | Кошаркашки центар Химки, Химки Судије: Мурат Бириџик, Аре Халико, Борис Габара |  |
| 8. октобар 2012. 19:30 | Поени: Кеј Си Риверс 17 Скокови: Џејмс Огастин 9 Асистенције: Петери Копонен, Дмитриј Хвостов по 7 |       | Дејвид Сајмон 18 Дејвид Сајмон, Рол Маршал по 5 Џери Џонсон 5 |        | Кошаркашки центар Химки, Химки Судије: Мурат Бириџик, Аре Халико, Борис Габара |  |

| 14. октобар 2012. 17:00 |                                                                                            | Астана | 75 : 72                                              | Азовмаш | Стадион Алау, Астана Судије: Сергеј Михаилов, Максим Количев, Семјон Овинов |  |
| 14. октобар 2012. 17:00 | Четвртине: 22:14, 20:20, 11:20, 22:18                                                      |        |                                                      |         | Стадион Алау, Астана Судије: Сергеј Михаилов, Максим Количев, Семјон Овинов |  |
| 14. октобар 2012. 17:00 | Поени: Дејвид Сајмон 18 Скокови: Рол Маршал, Дејвид Сајмон по 9 Асистенције: Џери Џонсон 4 |        | Мирослав Радуљица 13 Мирослав Радуљица 11 Лин Грир 5 |         | Стадион Алау, Астана Судије: Сергеј Михаилов, Максим Количев, Семјон Овинов |  |

| 14. октобар 2012. 17:45 |                                                                                   | Туров | 79 : 86                                                              | Химки | Спортски центар Згожелец, Згожелец Судије: Петри Ментиле, Апостолос Калпакас, Мирослав Томов |  |
| 14. октобар 2012. 17:45 | Четвртине: 16:18, 15:28, 28:22, 20:18                                             |       |                                                                      |       | Спортски центар Згожелец, Згожелец Судије: Петри Ментиле, Апостолос Калпакас, Мирослав Томов |  |
| 14. октобар 2012. 17:45 | Поени: Михал Чилински 23 Скокови: Иван Жигерановић 8 Асистенције: Дејвид Џексон 4 |       | Сергеј Моња 17 Џејмс Огастин 12 Зоран Планинић, Виталиј Фридзон по 3 |       | Спортски центар Згожелец, Згожелец Судије: Петри Ментиле, Апостолос Калпакас, Мирослав Томов |  |

| 15. октобар 2012. 19:00 |                                                                                                   | УНИКС | 51 : 52                                                     | Спартак Санкт Петербург | Баскет хол Казањ, Казањ Судије: Саша Пукл, Олег Латишев, Алексеј Давидов |  |
| 15. октобар 2012. 19:00 | Четвртине: 14:15, 19:18, 7:13, 11:6                                                               |       |                                                             |                         | Баскет хол Казањ, Казањ Судије: Саша Пукл, Олег Латишев, Алексеј Давидов |  |
| 15. октобар 2012. 19:00 | Поени: Чак Ајдсон, Терел Лидеј по 13 Скокови: Костас Кајмакоглу 6 Асистенције: Пјотр Самојленко 3 |       | Лукас Маврокефалидис 14 Фјодор Дмитријев 6 Патрик Беверли 4 |                         | Баскет хол Казањ, Казањ Судије: Саша Пукл, Олег Латишев, Алексеј Давидов |  |

| 15. октобар 2012. 19:00 |                                                                                         | Лијетувос Ритас | 81 : 70                                                       | Краснаја крила | Сименс арена, Вилњус Судије: Срђан Дозаи, Арнис Озолс, Лахдо Шаро |  |
| 15. октобар 2012. 19:00 | Четвртине: 8:22, 27:22, 27:10, 19:16                                                    |                 |                                                               |                | Сименс арена, Вилњус Судије: Срђан Дозаи, Арнис Озолс, Лахдо Шаро |  |
| 15. октобар 2012. 19:00 | Поени: Степонас Бабраускас 13 Скокови: Миндаугас Кателинас 7 Асистенције: Јанис Блумс 4 |                 | Честер Симонс 31 Арон Мајлс, Никита Балашов по 6 Арон Мајлс 6 |                | Сименс арена, Вилњус Судије: Срђан Дозаи, Арнис Озолс, Лахдо Шаро |  |

| 15. октобар 2012. 19:00 |                                                                                   | Доњецк | 67 : 46                                          | Калев | Арена Дружба, Доњецк Судије: Генадиј Пономарјов, Андрис Аункрогерс, Пјотр Ивашков |  |
| 15. октобар 2012. 19:00 | Четвртине: 17:9, 16:6, 19:17, 15:14                                               |        |                                                  |       | Арена Дружба, Доњецк Судије: Генадиј Пономарјов, Андрис Аункрогерс, Пјотр Ивашков |  |
| 15. октобар 2012. 19:00 | Поени: Даријус Сонгајла 13 Скокови: Олександр Липовиј 8 Асистенције: Рамел Кари 6 |        | Гари Вилкинсон 17 Гари Вилкинсон 9 Герт Дорбек 3 |       | Арена Дружба, Доњецк Судије: Генадиј Пономарјов, Андрис Аункрогерс, Пјотр Ивашков |  |

| 21. октобар 2012. 14:00 |                                                                                  | Азовмаш | 76 : 66                                     | Туров | Азовмаш арена, Маријупољ Судије: Томас Јасевичијус, Алексеј Давидов, Пјотр Ивашков |  |
| 21. октобар 2012. 14:00 | Четвртине: 22:19, 17:16, 16:14, 21:17                                            |         |                                             |       | Азовмаш арена, Маријупољ Судије: Томас Јасевичијус, Алексеј Давидов, Пјотр Ивашков |  |
| 21. октобар 2012. 14:00 | Поени: Тадија Драгићевић 16 Скокови: Мирослав Радуљица 7 Асистенције: Лин Грир 6 |         | Дејвид Џексон 23 Арон Сел 7 Дејвид Џексон 4 |       | Азовмаш арена, Маријупољ Судије: Томас Јасевичијус, Алексеј Давидов, Пјотр Ивашков |  |

| 22. октобар 2012. 20:00 |                                                                                      | УНИКС | 74 : 68                                         | Лијетувос Ритас | Баскет хол Казањ, Казањ Судије: Јакуб Замојски, Борис Шуљга, Аре Халико |  |
| 22. октобар 2012. 20:00 | Четвртине: 18:12, 26:11, 14:13, 16:32                                                |       |                                                 |                 | Баскет хол Казањ, Казањ Судије: Јакуб Замојски, Борис Шуљга, Аре Халико |  |
| 22. октобар 2012. 20:00 | Поени: Костас Кајмакоглу 18 Скокови: Костас Кајмакоглу 7 Асистенције: Мајер Четмен 5 |       | Немања Недовић 21 Дејан Иванов 6 Дејан Иванов 4 |                 | Баскет хол Казањ, Казањ Судије: Јакуб Замојски, Борис Шуљга, Аре Халико |  |

| 22. октобар 2012. 19:00 |                                                                       | Калев | 53 : 71                                                                   | Спартак Санкт Петербург | Саку Сурхал арена, Талин Судије: Иво Долинек, Јургис Лавринавичијус, Атанасиос Иконому |  |
| 22. октобар 2012. 19:00 | Четвртине: 18:9, 13:18, 7:31, 15:13                                   |       |                                                                           |                         | Саку Сурхал арена, Талин Судије: Иво Долинек, Јургис Лавринавичијус, Атанасиос Иконому |  |
| 22. октобар 2012. 19:00 | Поени: Герт Дорбек 10 Скокови: Герт Дорбек 7 Асистенције: Танел Сок 3 |       | Лукас Маврокефалидис, Џошуа Картер по 12 Три играча по 5 Патрик Беверли 6 |                         | Саку Сурхал арена, Талин Судије: Иво Долинек, Јургис Лавринавичијус, Атанасиос Иконому |  |

| 22. октобар 2012. 19:30 |                                                                                   | Химки | 72 : 58                                                                          | Доњецк | Кошаркашки центар Химки, Химки Судије: Роберт Виклицки, Миндаугас Виткаускас, Александар Сирица |  |
| 22. октобар 2012. 19:30 | Четвртине: 22:17, 25:4, 11:17, 14:20                                              |       |                                                                                  |        | Кошаркашки центар Химки, Химки Судије: Роберт Виклицки, Миндаугас Виткаускас, Александар Сирица |  |
| 22. октобар 2012. 19:30 | Поени: Виталиј Фридзон 16 Скокови: Џејмс Огастин 8 Асистенције: Дмитриј Хвостов 4 |       | Рамел Кари 13 Диор Фишер, Војдан Стојановски по 6 Денис Лукашов, Диор Фишер по 2 |        | Кошаркашки центар Химки, Химки Судије: Роберт Виклицки, Миндаугас Виткаускас, Александар Сирица |  |

| 22. октобар 2012. 19:00 |                                                                           | Краснаја крила | 61 : 66                                             | Астана | МТЛ арена, Самара Судије: Борис Рижик, Олег Латишев, Томаш Кудлицки |  |
| 22. октобар 2012. 19:00 | Четвртине: 20:11, 13:22, 14:15, 14:18                                     |                |                                                     |        | МТЛ арена, Самара Судије: Борис Рижик, Олег Латишев, Томаш Кудлицки |  |
| 22. октобар 2012. 19:00 | Поени: Арон Мајлс 21 Скокови: Никита Балашов 13 Асистенције: Арон Мајлс 6 |                | Бранко Цветковић 14 Дејвид Сајмон 10 Џерри Џонсон 4 |        | МТЛ арена, Самара Судије: Борис Рижик, Олег Латишев, Томаш Кудлицки |  |

| 28. октобар 2012. 14:00 |                                                                         | Азовмаш | 68 : 75                                                             | Доњецк | Азовмаш арена, Маријупољ Судије: Иво Долинек, Сергеј Чебишев, Оскар Лучис |  |
| 28. октобар 2012. 14:00 | Четвртине: 16:12, 15:16, 27:22, 10:25                                   |         |                                                                     |        | Азовмаш арена, Маријупољ Судије: Иво Долинек, Сергеј Чебишев, Оскар Лучис |  |
| 28. октобар 2012. 14:00 | Поени: Лин Грир 12 Скокови: Игор Зајцев 10 Асистенције: Немања Гордић 4 |         | Рамел Кари 27 Калојан Иванов, Даријус Сонгајла по 7 Дорон Перкинс 3 |        | Азовмаш арена, Маријупољ Судије: Иво Долинек, Сергеј Чебишев, Оскар Лучис |  |

| 28. октобар 2012. 17:45 |                                                                    | Туров | 74 : 76                                                             | Краснаја крила | Спортски центар Згожелец, Згожелец Судије: Томас Јасевичијус, Борис Габара, Јурис Кокаинис |  |
| 28. октобар 2012. 17:45 | Четвртине: 20:20, 20:21, 22:16, 12:19                              |       |                                                                     |                | Спортски центар Згожелец, Згожелец Судије: Томас Јасевичијус, Борис Габара, Јурис Кокаинис |  |
| 28. октобар 2012. 17:45 | Поени: Арон Сел 19 Скокови: Арон Сел 7 Асистенције: Дамјан Кулиг 4 |       | Таутвидас Лидека 15 Никита Балашов, Јуриј Васиљев по 6 Арон Мајлс 8 |                | Спортски центар Згожелец, Згожелец Судије: Томас Јасевичијус, Борис Габара, Јурис Кокаинис |  |

| 29. октобар 2012. 19:30 | | Спартак Санкт Петербург | 74 : 69                                           | Химки | Спортски центар Јубилејни, Санкт Петербург Судије: Сергеј Зашчук, Мирослав Томов, Аре Халико |  |
| 29. октобар 2012. 19:30 | Четвртине: 17:20, 18:11, 16:13, 23:25                                                                                                |                         |                                                   |       | Спортски центар Јубилејни, Санкт Петербург Судије: Сергеј Зашчук, Мирослав Томов, Аре Халико |  |
| 29. октобар 2012. 19:30 | Поени: Владимир Драгићевић 20 Скокови: Владимир Драгићевић, Никита Курбанов по 9 Асистенције: Патрик Беверли, Василиј Заворујев по 5 |                         | Кеј Си Риверс 16 Џејмс Огастин 4 Зоран Планинић 7 |       | Спортски центар Јубилејни, Санкт Петербург Судије: Сергеј Зашчук, Мирослав Томов, Аре Халико |  |

| 29. октобар 2012. 19:00 | | УНИКС | 86 : 72                                                     | Калев | Баскет хол Казањ, Казањ Судије: Роберт Виклицки, Ингус Бауманис, Пјотр Ивашков |  |
| 29. октобар 2012. 19:00 | Четвртине: 32:11, 13:16, 17:19, 24:26                                                              |       |                                                             |       | Баскет хол Казањ, Казањ Судије: Роберт Виклицки, Ингус Бауманис, Пјотр Ивашков |  |
| 29. октобар 2012. 19:00 | Поени: Терел Лидеј 23 Скокови: Костас Кајмакоглу 9 Асистенције: Костас Кајмакоглу, Чак Ајдсон по 4 |       | Кит Маклауд 20 Френк Елегар 9 Кит Маклауд, Герт Дорбек по 3 |       | Баскет хол Казањ, Казањ Судије: Роберт Виклицки, Ингус Бауманис, Пјотр Ивашков |  |

#### Новембар
| 10. новембар 2012. 18:00 |                                                                             | Краснаја крила | 64 : 59                                         | Доњецк | МТЛ арена, Самара Судије: Петри Ментиле, Марек Малишевски, Пјотр Ивашков |  |
| 10. новембар 2012. 18:00 | Четвртине: 15:16, 14:12, 13:18, 22:13                                       |                |                                                 |        | МТЛ арена, Самара Судије: Петри Ментиле, Марек Малишевски, Пјотр Ивашков |  |
| 10. новембар 2012. 18:00 | Поени: Честер Симонс 24 Скокови: Никита Балашов 8 Асистенције: Арон Мајлс 7 |                | Рамел Кари 14 Иван Раденовић 6 Калојан Иванов 4 |        | МТЛ арена, Самара Судије: Петри Ментиле, Марек Малишевски, Пјотр Ивашков |  |

| 11. новембар 2012. 18:00 |                                                                   | Азовмаш | 76 : 81                                                                             | Спартак | Азовмаш арена, Маријупољ Судије: Јакуб Замојски, Арнис Озолс, Александар Сирица |  |
| 11. новембар 2012. 18:00 | Четвртине: 27:22, 19:17, 13:18, 17:24                             |         |                                                                                     |         | Азовмаш арена, Маријупољ Судије: Јакуб Замојски, Арнис Озолс, Александар Сирица |  |
| 11. новембар 2012. 18:00 | Поени: Лин Грир 25 Скокови: Мени Харис 11 Асистенције: Лин Грир 8 |         | Лукас Маврокефалидис 30 Лукас Маврокефалидис 10 Лукас Маврокефалидис, Зак Рајт по 5 |         | Азовмаш арена, Маријупољ Судије: Јакуб Замојски, Арнис Озолс, Александар Сирица |  |

| 11. новембар 2012. 17:45 |                                                                                         | Туров | 93 : 66                                                    | Астана | Спортски центар Згожелец, Згожелец Судије: Олег Латишев, Јургис Лавринавичијус, Вацлав Лукеш |  |
| 11. новембар 2012. 17:45 | Четвртине: 31:14, 19:18, 25:16, 18:18                                                   |       |                                                            |        | Спортски центар Згожелец, Згожелец Судије: Олег Латишев, Јургис Лавринавичијус, Вацлав Лукеш |  |
| 11. новембар 2012. 17:45 | Поени: Арон Сел 32 Скокови: Арон Сел 12 Асистенције: Дејвид Џексон, Михал Чилински по 5 |       | Дејвид Сајмон 20 Раул Маршал 6 Лука Дрча, Џери Џонсон по 2 |        | Спортски центар Згожелец, Згожелец Судије: Олег Латишев, Јургис Лавринавичијус, Вацлав Лукеш |  |

| 12. новембар 2012. 19:00 |                                                                                          | Калев | 60 : 73                                                  | Лијетувос Ритас | Саку Сурхал арена, Талин Судије: Роберт Виклицки, Томаш Кудлицки, Максим Количев |  |
| 12. новембар 2012. 19:00 | Четвртине: 18:17, 10:18, 13:18, 19:20                                                    |       |                                                          |                 | Саку Сурхал арена, Талин Судије: Роберт Виклицки, Томаш Кудлицки, Максим Количев |  |
| 12. новембар 2012. 19:00 | Поени: Кит Маклауд 20 Скокови: Френк Елегар, Танел Сок по 7 Асистенције: Три играча по 2 |       | Немања Недовић 18 Предраг Самарџиски 7 Седам играча по 1 |                 | Саку Сурхал арена, Талин Судије: Роберт Виклицки, Томаш Кудлицки, Максим Количев |  |

| 12. новембар 2012. 19:30 |                                                                               | Химки | 85 : 74                                                                     | УНИКС | Кошаркашки центар Химки, Химки Судије: Фернандо Роша, Петри Ментиле, Арнис Озолс |  |
| 12. новембар 2012. 19:30 | Четвртине: 19:18, 24:16, 24:15, 18:25                                         |       |                                                                             |       | Кошаркашки центар Химки, Химки Судије: Фернандо Роша, Петри Ментиле, Арнис Озолс |  |
| 12. новембар 2012. 19:30 | Поени: Зоран Планинић 18 Скокови: Пол Дејвис 8 Асистенције: Дмитриј Хвостов 5 |       | Костас Кајмакоглу 20 Пјотр Самојленко 8 Костас Кајмакоглу, Терел Лидеј по 3 |       | Кошаркашки центар Химки, Химки Судије: Фернандо Роша, Петри Ментиле, Арнис Озолс |  |

| 16. новембар 2012. 19:00 |                                                                                                   | Спартак Санкт Петербург | 61 : 63                                       | Краснаја крила | Спортски центар Јубилејни, Санкт Петербург Судије: Сергеј Круг, Сергеј Михаилов, Семјон Овинов |  |
| 16. новембар 2012. 19:00 | Четвртине: 12:10, 14:11, 14:17, 11:13                                                             |                         |                                               |                | Спортски центар Јубилејни, Санкт Петербург Судије: Сергеј Круг, Сергеј Михаилов, Семјон Овинов |  |
| 16. новембар 2012. 19:00 | Поени: Лукас Маврокефалидис 12 Скокови: Патрик Беверли, Џошуа Картер по 6 Асистенције: Зак Рајт 4 |                         | Честер Симонс 22 Честер Симонс 7 Арон Мајлс 6 |                | Спортски центар Јубилејни, Санкт Петербург Судије: Сергеј Круг, Сергеј Михаилов, Семјон Овинов |  |

| 17. новембар 2012. 18:00 |                                                                                | УНИКС | 89 : 67                                                                 | Азовмаш | Баскет хол Казањ, Казањ Судије: Вацлав Лукеш, Јурис Кокаинис, Милан Брзјак |  |
| 17. новембар 2012. 18:00 | Четвртине: 15:15, 27:14, 25:24, 22:14                                          |       |                                                                         |         | Баскет хол Казањ, Казањ Судије: Вацлав Лукеш, Јурис Кокаинис, Милан Брзјак |  |
| 17. новембар 2012. 18:00 | Поени: Терел Лидеј 23 Скокови: Владимир Веременко 9 Асистенције: Терел Лидеј 4 |       | Мирослав Радуљица 25 Олексиј Печеров, Мирослав Радуљица по 6 Лин Грир 5 |         | Баскет хол Казањ, Казањ Судије: Вацлав Лукеш, Јурис Кокаинис, Милан Брзјак |  |

| 19. новембар 2012. 19:00 | | Лијетувос Ритас | 78 : 71                                             | Туров | Сименс арена, Вилњус Судије: Петри Ментиле, Роберт Паулик, Владислав Исаченко |  |
| 19. новембар 2012. 19:00 | Четвртине: 26:17, 22:25, 18:14, 12:15                                                                            |                 |                                                     |       | Сименс арена, Вилњус Судије: Петри Ментиле, Роберт Паулик, Владислав Исаченко |  |
| 19. новембар 2012. 19:00 | Поени: Реналдас Сејбутис 15 Скокови: Степонас Бабраускас 9 Асистенције: Степонас Бабраускас, Немања Недовић по 3 |                 | Дејвид Џексон 11 Иван Жигерановић 5 Дејвид Џексон 4 |       | Сименс арена, Вилњус Судије: Петри Ментиле, Роберт Паулик, Владислав Исаченко |  |

| 19. новембар 2012. 19:30 |                                                                                 | Химки | 77 : 67                                                       | Калев | Кошаркашки центар Химки, Химки Судије: Борис Рижик, Мурат Бириџик, Милан Брзјак |  |
| 19. новембар 2012. 19:30 | Четвртине: 24:21, 17:12, 17:19, 19:15                                           |       |                                                               |       | Кошаркашки центар Химки, Химки Судије: Борис Рижик, Мурат Бириџик, Милан Брзјак |  |
| 19. новембар 2012. 19:30 | Поени: Зоран Планинић 14 Скокови: Џејмс Огастин 8 Асистенције: Зоран Планинић 6 |       | Френк Елегар 17 Грегор Арбет, Френк Елегар по 6 Кит Маклауд 3 |       | Кошаркашки центар Химки, Химки Судије: Борис Рижик, Мурат Бириџик, Милан Брзјак |  |

| 25. новембар 2012. 16:00 |                                                                                      | Доњецк | 76 : 56                                                                  | Астана | Арена Дружба, Доњецк Судије: Сретен Радовић, Гинтарас Виткаускас, Семјон Овинов |  |
| 25. новембар 2012. 16:00 | Четвртине: 19:11, 22:12, 18:16, 17:17                                                |        |                                                                          |        | Арена Дружба, Доњецк Судије: Сретен Радовић, Гинтарас Виткаускас, Семјон Овинов |  |
| 25. новембар 2012. 16:00 | Поени: Иван Раденовић 14 Скокови: Иван Раденовић 9 Асистенције: Војдан Стојановски 4 |        | Раул Маршал 15 Антон Пономарјов 6 Максим Војејков, Бранко Цветковић по 2 |        | Арена Дружба, Доњецк Судије: Сретен Радовић, Гинтарас Виткаускас, Семјон Овинов |  |

#### Децембар
| 2. децембар 2012. 18:00 |                                                                                   | Азовмаш | 76 : 71                                   | Калев | Азовмаш арена, Маријупољ Судије: Гинтарас Виткаускас, Александар Сирица, Сергеј Бељаков |  |
| 2. децембар 2012. 18:00 | Четвртине: 27:16, 17:22, 16:14, 16:19                                             |         |                                           |       | Азовмаш арена, Маријупољ Судије: Гинтарас Виткаускас, Александар Сирица, Сергеј Бељаков |  |
| 2. децембар 2012. 18:00 | Поени: Мирослав Радуљица 21 Скокови: Мирослав Радуљица 7 Асистенције: Лин Грир 10 |         | Рајт Кирлес 13 Бамба Фол 11 Герт Дорбек 5 |       | Азовмаш арена, Маријупољ Судије: Гинтарас Виткаускас, Александар Сирица, Сергеј Бељаков |  |

| 2. децембар 2012. 19:00 | | Краснаја крила | 56 : 69                                                                | УНИКС | МТЛ арена, Самара Судије: Станислав Валијев, Максим Јаковенко, Максим Житлухин |  |
| 2. децембар 2012. 19:00 | Четвртине: 11:18, 20:20, 10:16, 15:15                                                                           |                |                                                                        |       | МТЛ арена, Самара Судије: Станислав Валијев, Максим Јаковенко, Максим Житлухин |  |
| 2. децембар 2012. 19:00 | Поени: Честер Симонс, Никита Балашов по 10 Скокови: Честер Симонс 5 Асистенције: Честер Симонс, Арон Мајлс по 4 |                | Костас Кајмакоглу 15 Костас Кајмакоглу, Терел Лидеј по 6 Јан Вујукас 3 |       | МТЛ арена, Самара Судије: Станислав Валијев, Максим Јаковенко, Максим Житлухин |  |

| 3. децембар 2012. 17:45 |                                                                            | Туров | 83 : 81                                       | Доњецк | Спортски центар Згожелец, Згожелец Судије: Јургис Лавринавичијус, Борис Габара, Иља Путенко |  |
| 3. децембар 2012. 17:45 | Четвртине: 19:18, 23:20, 19:10, 11:24                                      |       |                                               |        | Спортски центар Згожелец, Згожелец Судије: Јургис Лавринавичијус, Борис Габара, Иља Путенко |  |
| 3. децембар 2012. 17:45 | Поени: Дамјан Кулиг 16 Скокови: Арон Сел 11 Асистенције: Вукашин Алексић 7 |       | Диор Фишер 23 Диор Фишер 7 Четири играча по 3 |        | Спортски центар Згожелец, Згожелец Судије: Јургис Лавринавичијус, Борис Габара, Иља Путенко |  |

| 3. децембар 2012. 19:30 |                                                                                                  | Химки | 80 : 69                                            | Лијетувос Ритас | Кошаркашки центар Химки, Химки Судије: Миливоје Јовчић, Олег Латишев, Роман Пономаренко |  |
| 3. децембар 2012. 19:30 | Четвртине: 21:14, 15:19, 24:16, 20:20                                                            |       |                                                    |                 | Кошаркашки центар Химки, Химки Судије: Миливоје Јовчић, Олег Латишев, Роман Пономаренко |  |
| 3. децембар 2012. 19:30 | Поени: Зоран Планинић 20 Скокови: Џејмс Огастин 7 Асистенције: Зоран Планинић, Дмитриј Хвостов 4 |       | Леон Радошевић 15 Дејан Иванов 7 Дејвидас Дулкис 3 |                 | Кошаркашки центар Химки, Химки Судије: Миливоје Јовчић, Олег Латишев, Роман Пономаренко |  |

| 8. децембар 2012. 18:00 |                                                                             | Калев | 73 : 83                                     | Краснаја крила | Саку Сурхал арена, Талин |  |
| 8. децембар 2012. 18:00 | Четвртине: 19:17, 14:22, 21:17, 19:27                                       |       |                                             |                | Саку Сурхал арена, Талин |  |
| 8. децембар 2012. 18:00 | Поени: Грегор Арбет 15 Скокови: Френк Елегар 9 Асистенције: Армандс Шкеле 5 |       | Честер Симонс 25 Џереми Меси 9 Арон Мајлс 3 |                | Саку Сурхал арена, Талин |  |

| 9. децембар 2012. 19:00 | | Лијетувос Ритас | 99 : 97                                         | Доњецк | Сименс арена, Вилњус |  |
| 9. децембар 2012. 19:00 | Четвртине: 20:35, 25:18, 25:23, 22:16                                                                                                 |                 |                                                 |        | Сименс арена, Вилњус |  |
| 9. децембар 2012. 19:00 | Поени: Миндаугас Кателинас 18 Скокови: Миндаугас Кателинас, Еимантас Бенџијус по 6 Асистенције: Степонас Бабраускас, Јанис Блумс по 3 |                 | Рамел Кари 22 Диор Фишер 8 Војдан Стојановски 3 |        | Сименс арена, Вилњус |  |

| 9. децембар 2012. 17:45 |                                                                                | Туров | 59 : 63                                                         | Спартак | Спортски центар Згожелец, Згожелец Судије: Срдан Дозаи, Роберт Виклицки, Жденко Зубак |  |
| 9. децембар 2012. 17:45 | Четвртине: 14:18, 21:15, 11:15, 13:15                                          |       |                                                                 |         | Спортски центар Згожелец, Згожелец Судије: Срдан Дозаи, Роберт Виклицки, Жденко Зубак |  |
| 9. децембар 2012. 17:45 | Поени: Дејвид Џексон 15 Скокови: Дејвид Џексон 10 Асистенције: Дејвид Џексон 4 |       | Лукас Маврокефалидис 17 Лукас Маврокефалидис 11 Три играча по 3 |         | Спортски центар Згожелец, Згожелец Судије: Срдан Дозаи, Роберт Виклицки, Жденко Зубак |  |

| 9. децембар 2012. 18:00 | | УНИКС | 70 : 54                                                                 | Астана | Баскет хол Казањ, Казањ Судије: Арнис Озолс, Атанасиос Иконому, Мартинас Гудас |  |
| 9. децембар 2012. 18:00 | Четвртине: 17:9, 24:16, 14:15, 15:14                                                                         |       |                                                                         |        | Баскет хол Казањ, Казањ Судије: Арнис Озолс, Атанасиос Иконому, Мартинас Гудас |  |
| 9. децембар 2012. 18:00 | Поени: Чак Ајдсон 16 Скокови: Владимир Веременко, Чак Ајдсон по 9 Асистенције: Мајер Четмен, Чак Ајдсон по 3 |       | Бранко Цветковић 19 Дејвид Сајмон 14 Дмитриј Климов, Дејвид Сајмон по 3 |        | Баскет хол Казањ, Казањ Судије: Арнис Озолс, Атанасиос Иконому, Мартинас Гудас |  |

| 10. децембар 2012. 19:30 | Отчёт | Химки                                                                     | 91 : 73 | Азовмаш                                                                   | Кошаркашки центар Химки, Химки Судије: Илија Белошевић, Атанасиос Иконому, Мартинас Гудас |  |
| 10. децембар 2012. 19:30 | Отчёт | Четвртине: 28:22, 18:16, 23:19, 22:16                                     |         |                                                                           | Кошаркашки центар Химки, Химки Судије: Илија Белошевић, Атанасиос Иконому, Мартинас Гудас |  |
| 10. децембар 2012. 19:30 | Отчёт | Поени: Пол Дејвис 22 Скокови: Три играча по 4 Асистенције: Егор Вјалцев 7 |         | Мирослав Радуљица 16 Алексеј Печеров 7 Иван Паунић, Артјом Слипенчук по 2 | Кошаркашки центар Химки, Химки Судије: Илија Белошевић, Атанасиос Иконому, Мартинас Гудас |  |

| 16. децембар 2012. 17:00 |                                                                               | Астана | 93 : 78                                                 | Калев | Стадион Алау, Астана Судије: Сергеј Михаилов, Алексеј Давидов, Игор Деменков |  |
| 16. децембар 2012. 17:00 | Четвртине: 33:18, 17:21, 24:23, 19:16                                         |        |                                                         |       | Стадион Алау, Астана Судије: Сергеј Михаилов, Алексеј Давидов, Игор Деменков |  |
| 16. децембар 2012. 17:00 | Поени: Дејвид Сајмон 20 Скокови: Антон Пономарјов 6 Асистенције: Брајон Раш 5 |        | Герт Дорбек 18 Бамба Фол 6 Грегор Арбет, Танел Сок по 3 |       | Стадион Алау, Астана Судије: Сергеј Михаилов, Алексеј Давидов, Игор Деменков |  |

| 16. децембар 2012. 18:00 |                                                                         | Азовмаш | 88 : 94                                                        | Лијетувос Ритас | Азовмаш арена, Маријупољ Судије: Антон Махлин, Владимир Охрименко, Оскар Лучис |  |
| 16. децембар 2012. 18:00 | Четвртине: 26:23, 16:21, 15:29, 31:21                                   |         |                                                                |                 | Азовмаш арена, Маријупољ Судије: Антон Махлин, Владимир Охрименко, Оскар Лучис |  |
| 16. децембар 2012. 18:00 | Поени: Лин Грир 32 Скокови: Тадија Драгићевић 6 Асистенције: Лин Грир 6 |         | Реналдас Сејбутис 18 Миндаугас Кателинас 6 Реналдас Сејбутис 6 |                 | Азовмаш арена, Маријупољ Судије: Антон Махлин, Владимир Охрименко, Оскар Лучис |  |

| 16. децембар 2012. 17:45 |                                                                                           | Туров | 64 : 69                                                   | УНИКС | Спортски центар Згожелец, Згожелец Судије: Апостолос Калпакас, Милан Брзјак, Миндаугас Вечерскис |  |
| 16. децембар 2012. 17:45 | Четвртине: 19:22, 20:13, 17:19, 8:15                                                      |       |                                                           |       | Спортски центар Згожелец, Згожелец Судије: Апостолос Калпакас, Милан Брзјак, Миндаугас Вечерскис |  |
| 16. децембар 2012. 17:45 | Поени: Арон Сел, Иван Жигерановић по 11 Скокови: Иван Опачак 8 Асистенције: Ђорђе Мићић 4 |       | Јан Вујукас, Мајр Четмен по 17 Чак Ајдсон 9 Мајр Четмен 5 |       | Спортски центар Згожелец, Згожелец Судије: Апостолос Калпакас, Милан Брзјак, Миндаугас Вечерскис |  |

| 17. децембар 2012. 17:00 |                                                                          | Краснаја крила | 76 : 67                                         | Химки | МТЛ арена, Самара Судије: Томас Јасевичијус, Иво Долинек, Иља Путенко |  |
| 17. децембар 2012. 17:00 | Четвртине: 17:13, 9:19, 21:18, 29:17                                     |                |                                                 |       | МТЛ арена, Самара Судије: Томас Јасевичијус, Иво Долинек, Иља Путенко |  |
| 17. децембар 2012. 17:00 | Поени: Честер Симонс 19 Скокови: Андре Смит 7 Асистенције: Аарон Мајлс 8 |                | Зоран Планинић 16 Пол Дејвис 6 Зоран Планинић 7 |       | МТЛ арена, Самара Судије: Томас Јасевичијус, Иво Долинек, Иља Путенко |  |

| 17. децембар 2012. 19:00 | | Спартак Санкт Петербург | 59 : 63                                               | Доњецк | Спортски центар Јубилејни, Санкт Петербург Судије: Петри Ментиле, Мартинас Гудас, Борис Габара |  |
| 17. децембар 2012. 19:00 | Четвртине: 12:15, 18:19, 8:8, 21:21                                                                           |                         |                                                       |        | Спортски центар Јубилејни, Санкт Петербург Судије: Петри Ментиле, Мартинас Гудас, Борис Габара |  |
| 17. децембар 2012. 19:00 | Поени: Лукас Маврокефалидис 15 Скокови: Лукас Маврокефалидис 10 Асистенције: Зак Рајт, Јанис Стрелнијекс по 4 |                         | Даријус Сонгајла 16 Иван Раденовић 9 Иван Раденовић 4 |        | Спортски центар Јубилејни, Санкт Петербург Судије: Петри Ментиле, Мартинас Гудас, Борис Габара |  |

#### Јануар
| 6. јануар 2013. 18:00 |                                                                                                  | Доњецк | 63 : 74                                          | УНИКС | Арена Дружба, Доњецк Судије: Олег Латишев, Роберт Виклицки, Марек Малишевски |  |
| 6. јануар 2013. 18:00 | Четвртине: 18:22, 12:11, 13:24, 20:17                                                            |        |                                                  |       | Арена Дружба, Доњецк Судије: Олег Латишев, Роберт Виклицки, Марек Малишевски |  |
| 6. јануар 2013. 18:00 | Поени: Рамел Кари, Даријус Сонгајла по 15 Скокови: Даријус Сонгајла 11 Асистенције: Диор Фишер 6 |        | Терел Лидеј 20 Костас Кајмакоглу 7 Мајр Четмен 4 |       | Арена Дружба, Доњецк Судије: Олег Латишев, Роберт Виклицки, Марек Малишевски |  |

| 6. јануар 2013. 19:00 |                                                                                             | Лијетувос Ритас | 63 : 83                                                   | Спартак Санкт Петербург | Сименс арена, Вилњус Судије: Миливоје Јовчић, Борис Рижик, Ладо Шаро |  |
| 6. јануар 2013. 19:00 | Четвртине: 24:26, 20:17, 12:19, 7:21                                                        |                 |                                                           |                         | Сименс арена, Вилњус Судије: Миливоје Јовчић, Борис Рижик, Ладо Шаро |  |
| 6. јануар 2013. 19:00 | Поени: Јанис Блумс 15 Скокови: Дејан Иванов 9 Асистенције: Јанис Блумс, Немања Недовић по 3 |                 | Зак Рајт 23 Владимир Драгичевић, Зак Рајт по 7 Зак Рајт 7 |                         | Сименс арена, Вилњус Судије: Миливоје Јовчић, Борис Рижик, Ладо Шаро |  |

| 7. јануар 2013. 19:00 |                                                                                                | Астана | 92 : 77                                           | Химки | Стадион Алау, Астана Судије: Борис Шуљга, Сергеј Чебишев, Александар Сирица |  |
| 7. јануар 2013. 19:00 | Четвртине: 19:27, 20:10, 27:22, 26:18                                                          |        |                                                   |       | Стадион Алау, Астана Судије: Борис Шуљга, Сергеј Чебишев, Александар Сирица |  |
| 7. јануар 2013. 19:00 | Поени: Брајон Раш, Бранко Цветковић по22 Скокови: Бранко Цветковић 7 Асистенције: Брајон Раш 6 |        | Виталиј Фридзон 20 Сергеј Моња 5 Зоран Планинић 3 |       | Стадион Алау, Астана Судије: Борис Шуљга, Сергеј Чебишев, Александар Сирица |  |

| 7. јануар 2013. 18:00 |                                                                            | Краснаја крила | 72 : 62                                             | Азовмаш | МТЛ арена, Самара Судије: Јакуб Замојски, Петри Ментиле, Ингус Бауманис |  |
| 7. јануар 2013. 18:00 | Четвртине: 19:11, 23:20, 11:14, 19:17                                      |                |                                                     |         | МТЛ арена, Самара Судије: Јакуб Замојски, Петри Ментиле, Ингус Бауманис |  |
| 7. јануар 2013. 18:00 | Поени: Никита Балашов 18 Скокови: Андре Смит 10 Асистенције: Арон Мајлс 10 |                | Тадија Драгићевић 16 Тадија Драгићевић 9 Лин Грир 8 |         | МТЛ арена, Самара Судије: Јакуб Замојски, Петри Ментиле, Ингус Бауманис |  |

| 7. јануар 2013. 19:00 |                                                                         | Калев | 72 : 68                                     | Туров | Саку Сурхал арена, Талин Судије: Борис Рижик, Лахдо Шаро, Мартинас Гудас |  |
| 7. јануар 2013. 19:00 | Четвртине: 18:10, 14:30, 22:15, 18:13                                   |       |                                             |       | Саку Сурхал арена, Талин Судије: Борис Рижик, Лахдо Шаро, Мартинас Гудас |  |
| 7. јануар 2013. 19:00 | Поени: Грегор Арбет 18 Скокови: Бамба Фол 8 Асистенције: Кејт Маклауд 5 |       | Ђорђе Мићић 24 Арон Сел 8 Вукашин Алексић 5 |       | Саку Сурхал арена, Талин Судије: Борис Рижик, Лахдо Шаро, Мартинас Гудас |  |

| 12. јануар 2013. 18:00 |                                                                                | Краснаја крила | 89 : 72                                                                        | Лијетувос Ритас | МТЛ арена, Самара Судије: Олег Латишев, Сергеј Чебишев, Пјотр Ивашков |  |
| 12. јануар 2013. 18:00 | Четвртине: 23:14, 20:19, 29:19, 17:20                                          |                |                                                                                |                 | МТЛ арена, Самара Судије: Олег Латишев, Сергеј Чебишев, Пјотр Ивашков |  |
| 12. јануар 2013. 18:00 | Поени: Честер Симонс 20 Скокови: Таутвидас Лидека 8 Асистенције: Арон Мајлс 13 |                | Реналдас Сејбутис 22 Предраг Самарџиски, Дејан Иванов по 6 Реналдас Сејбутис 7 |                 | МТЛ арена, Самара Судије: Олег Латишев, Сергеј Чебишев, Пјотр Ивашков |  |

| 13. јануар 2013. 18:00 |                                                                     | Азовмаш | 82 : 86                                                   | Астана | Азовмаш арена, Маријупољ Судије: Томас Јасевичијус, Сергеј Михаилов, Игор Деменков |  |
| 13. јануар 2013. 18:00 | Четвртине: 21:23, 19:23, 23:17, 19:23                               |         |                                                           |        | Азовмаш арена, Маријупољ Судије: Томас Јасевичијус, Сергеј Михаилов, Игор Деменков |  |
| 13. јануар 2013. 18:00 | Поени: Мени Харис 24 Скокови: Мени Харис 8 Асистенције: Лин Грир 11 |         | Бранко Цветковић 24 Дејвид Сајмон 6 Рустам Мурзагалијев 4 |        | Азовмаш арена, Маријупољ Судије: Томас Јасевичијус, Сергеј Михаилов, Игор Деменков |  |

| 13. јануар 2013. 17:00 |                                                                                          | Калев | 61 : 60                                                                    | Доњецк | Саку Сурхал арена, Талин Судије: Петри Ментиле, Оскар Лучис, Ингус Бауманис |  |
| 13. јануар 2013. 17:00 | Четвртине: 16:17, 13:8, 10:20, 22:15                                                     |       |                                                                            |        | Саку Сурхал арена, Талин Судије: Петри Ментиле, Оскар Лучис, Ингус Бауманис |  |
| 13. јануар 2013. 17:00 | Поени: Армандс Шкеле 20 Скокови: Бамба Фол 12 Асистенције: Танел Сок, Армандс Шкеле по 2 |       | Даријус Сонгајла 20 Даријус Сонгајла, Кирил Фесенко по 10 Дмитриј Глебов 3 |        | Саку Сурхал арена, Талин Судије: Петри Ментиле, Оскар Лучис, Ингус Бауманис |  |

| 13. јануар 2013. 14:00 |                                                                                                | Спартак Санкт Петербург | 84 : 68                                                       | УНИКС | Спортски центар Јубилејни, Санкт Петербург Судије: Илија Белошевић, Жденко Зубак, Семјон Овинов |  |
| 13. јануар 2013. 14:00 | Четвртине: 20:15, 19:17, 21:17, 24:19                                                          |                         |                                                               |       | Спортски центар Јубилејни, Санкт Петербург Судије: Илија Белошевић, Жденко Зубак, Семјон Овинов |  |
| 13. јануар 2013. 14:00 | Поени: Џошуа Картер 16 Скокови: Владимир Драгичевић, Џошуа Картер по 5 Асистенције: Зак Рајт 7 |                         | Никита Шабалкин 22 Кели Макарти, Чак Ајдсон по 4 Чак Ајдсон 5 |       | Спортски центар Јубилејни, Санкт Петербург Судије: Илија Белошевић, Жденко Зубак, Семјон Овинов |  |

| 14. јануар 2013. 19:30 |                                                                                     | Химки | 91 : 72                                                   | Туров | Кошаркашки центар Химки, Химки Судије: Арнис Озолс, Жденко Зубак, Андреј Шарапа |  |
| 14. јануар 2013. 19:30 | Четвртине: 22:16, 19:18, 29:21, 21:17                                               |       |                                                           |       | Кошаркашки центар Химки, Химки Судије: Арнис Озолс, Жденко Зубак, Андреј Шарапа |  |
| 14. јануар 2013. 19:30 | Поени: Петери Копонен 20 Скокови: Алексеј Жукањенко 7 Асистенције: Зоран Планинић 7 |       | Дејвид Џексон, Ђорђе Мићић по 11 Арон Сел 6 Ђорђе Мићић 4 |       | Кошаркашки центар Химки, Химки Судије: Арнис Озолс, Жденко Зубак, Андреј Шарапа |  |

| 19. јануар 2013. 17:00 | | Астана | 75 : 78                                 | Краснаја крила | Стадион Алау, Астана Судије: Мурат Бириџик, Оскар Лучис, Сергеј Чајковски |  |
| 19. јануар 2013. 17:00 | Четвртине: 23:20, 14:14, 19:18, 19:26                                                              |        |                                         |                | Стадион Алау, Астана Судије: Мурат Бириџик, Оскар Лучис, Сергеј Чајковски |  |
| 19. јануар 2013. 17:00 | Поени: Дејвид Сајмон 19 Скокови: Бранко Цветковић 7 Асистенције: Рол Маршал, Бранко Цветковић по 4 |        | Арон Мајлс 17 Андре Смит 9 Арон Мајлс 5 |                | Стадион Алау, Астана Судије: Мурат Бириџик, Оскар Лучис, Сергеј Чајковски |  |

| 20. јануар 2013. 17:00 |                                                                            | Спартак Санкт Петербург | 80 : 59                                               | Калев | Спортски центар Јубилејни, Санкт Петербург Судије: Матеј Болтаузер, Вацлав Лукеш, Андреј Шарапа |  |
| 20. јануар 2013. 17:00 | Четвртине: 23:17, 19:16, 25:14, 13:12                                      |                         |                                                       |       | Спортски центар Јубилејни, Санкт Петербург Судије: Матеј Болтаузер, Вацлав Лукеш, Андреј Шарапа |  |
| 20. јануар 2013. 17:00 | Поени: Зак Рајт 14 Скокови: Лукас Маврокефалидис 9 Асистенције: Зак Рајт 5 |                         | Бамба Фол 17 Френк Елегар, Бамба Фол по 7 Танел Сок 4 |       | Спортски центар Јубилејни, Санкт Петербург Судије: Матеј Болтаузер, Вацлав Лукеш, Андреј Шарапа |  |

| 20. јануар 2013. 19:00 | | Лијетувос Ритас | 87 : 80                                        | УНИКС | Сименс арена, Вилњус Судије: Јакуб Замојски, Иво Долинек, Борис Шуљга |  |
| 20. јануар 2013. 19:00 | Четвртине: 23:24, 25:19, 14:19, 25:18                                                                |                 |                                                |       | Сименс арена, Вилњус Судије: Јакуб Замојски, Иво Долинек, Борис Шуљга |  |
| 20. јануар 2013. 19:00 | Поени: Степонас Бабраускас 18 Скокови: Дејан Иванов 10 Асистенције: Јанис Блумс, Милтон Паласио по 3 |                 | Никита Шабалкин 15 Мајер Четмен 8 Чак Ајдсон 5 |       | Сименс арена, Вилњус Судије: Јакуб Замојски, Иво Долинек, Борис Шуљга |  |

| 21. јануар 2013. 17:45 |                                                                                              | Туров | 78 : 69                                                    | Азовмаш | Спортски центар Згожелец, Згожелец Судије: Олег Латишев, Аре Халико, Иља Путенко |  |
| 21. јануар 2013. 17:45 | Четвртине: 20:13, 11:15, 18:22, 29:19                                                        |       |                                                            |         | Спортски центар Згожелец, Згожелец Судије: Олег Латишев, Аре Халико, Иља Путенко |  |
| 21. јануар 2013. 17:45 | Поени: Дамјан Кулиг 20 Скокови: Пет играча по 5 Асистенције: Дејвид Џексон, Ђорђе Мићић по 5 |       | Игор Зајцев, Олексиј Печеров по 18 Мени Харис 7 Лин Грир 3 |         | Спортски центар Згожелец, Згожелец Судије: Олег Латишев, Аре Халико, Иља Путенко |  |

| 28. јануар 2013. 19:00 |                                                                                                 | Доњецк | 66 : 84                                      | Химки | Арена Дружба, Доњецк Судије: Вацлав Лукеш, Јургис Лавринавичијус, Јурис Кокаинис |  |
| 28. јануар 2013. 19:00 | Четвртине: 14:15, 10:23, 27:23, 15:23                                                           |        |                                              |       | Арена Дружба, Доњецк Судије: Вацлав Лукеш, Јургис Лавринавичијус, Јурис Кокаинис |  |
| 28. јануар 2013. 19:00 | Поени: Даријус Сонгајла 18 Скокови: Диор Фишер, Даријус Сонгајла по 7 Асистенције: Рамел Кари 5 |        | Пол Дејвис 24 Пол Дејвис 11 Зоран Планинић 9 |       | Арена Дружба, Доњецк Судије: Вацлав Лукеш, Јургис Лавринавичијус, Јурис Кокаинис |  |

| 31. јануар 2013. 19:00 |                                                                            | Астана | 81 : 61                                                        | Туров | Стадион Алау, Астана Судије: Владимир Охрименко, Максим Количев, Јевгениј Ветров |  |
| 31. јануар 2013. 19:00 | Четвртине: 25:23, 23:15, 19:15, 14:8                                       |        |                                                                |       | Стадион Алау, Астана Судије: Владимир Охрименко, Максим Количев, Јевгениј Ветров |  |
| 31. јануар 2013. 19:00 | Поени: Антон Пономарјов 22 Скокови: Рол Маршал 7 Асистенције: Рол Маршал 5 |        | Иван Опачак, Михал Чилински по 12 Дамјан Кулиг 8 Ђорђе Мићић 4 |       | Стадион Алау, Астана Судије: Владимир Охрименко, Максим Количев, Јевгениј Ветров |  |

#### Фебруар
| 3. фебруар 2013. 19:00 |                                                                          | Лијетувос Ритас | 93 : 60                                                | Астана | Сименс арена, Вилњус Судије: Петри Ментиле, Апостолос Калпакас, Семјон Овинов |  |
| 3. фебруар 2013. 19:00 | Четвртине: 20:17, 29:11, 25:15, 19:17                                    |                 |                                                        |        | Сименс арена, Вилњус Судије: Петри Ментиле, Апостолос Калпакас, Семјон Овинов |  |
| 3. фебруар 2013. 19:00 | Поени: Јанис Блумс 19 Скокови: Дејан Иванов 7 Асистенције: Јанис Блумс 5 |                 | Дејвид Сајмон 11 Антон Пономарјов 6 Бранко Цветковић 3 |        | Сименс арена, Вилњус Судије: Петри Ментиле, Апостолос Калпакас, Семјон Овинов |  |

| 3. фебруар 2013. 18:00 |                                                                              | Краснаја крила | 81 : 77                                                    | Туров | МТЛ арена, Самара Судије: Роберт Виклицки, Гинтарас Виткаускас, Александар Сирица |  |
| 3. фебруар 2013. 18:00 | Четвртине: 16:16, 25:17, 24:20, 16:24                                        |                |                                                            |       | МТЛ арена, Самара Судије: Роберт Виклицки, Гинтарас Виткаускас, Александар Сирица |  |
| 3. фебруар 2013. 18:00 | Поени: Честер Симонс 14 Скокови: Честер Симонс 10 Асистенције: Арон Мајлс 10 |                | Дамја Кулиг 16 Арон Сел 9 Дејвид Џексон, Дамјан Кулиг по 3 |       | МТЛ арена, Самара Судије: Роберт Виклицки, Гинтарас Виткаускас, Александар Сирица |  |

| 3. фебруар 2013. 16:00 |                                                                      | Доњецк | 83 : 66                                              | Азовмаш | Арена Дружба, Доњецк Судије: Мартинас Гудас, Сергеј Чајковски, Андреј Шарапа |  |
| 3. фебруар 2013. 16:00 | Четвртине: 16:19, 18:13, 23:15, 26:19                                |        |                                                      |         | Арена Дружба, Доњецк Судије: Мартинас Гудас, Сергеј Чајковски, Андреј Шарапа |  |
| 3. фебруар 2013. 16:00 | Поени: Диор Фишер 22 Скокови: Диор Фишер 8 Асистенције: Рамел Кари 7 |        | Мирослав Радуљица 17 Мирослав Радуљица 11 Лин Грир 8 |         | Арена Дружба, Доњецк Судије: Мартинас Гудас, Сергеј Чајковски, Андреј Шарапа |  |

| 3. фебруар 2013. 17:00 |                                                                          | Калев | 52 : 70                                                                | УНИКС | Саку Сурхал арена, Талин Судије: Томас Јасевичијус, Марек Малишевски, Сергеј Зашчук |  |
| 3. фебруар 2013. 17:00 | Четвртине: 15:20, 12:22, 7:14, 18:14                                     |       |                                                                        |       | Саку Сурхал арена, Талин Судије: Томас Јасевичијус, Марек Малишевски, Сергеј Зашчук |  |
| 3. фебруар 2013. 17:00 | Поени: Гери Вилкинсон 13 Скокови: Френк Елегар 9 Асистенције: Тај Абот 4 |       | Костас Кајмакоглу 16 Владимир Веременко 8 Терел Лидеј, Чак Ајдсон по 4 |       | Саку Сурхал арена, Талин Судије: Томас Јасевичијус, Марек Малишевски, Сергеј Зашчук |  |

| 4. фебруар 2013. 19:30 |                                                                               | Химки | 72 : 60                           | Спартак Санкт Петербург | Кошаркашки центар Химки, Химки Судије: Саша Пукл, Јакуб Замојски, Олег Латишев |  |
| 4. фебруар 2013. 19:30 | Четвртине: 14:5, 19:18, 21:13, 18:24                                          |       |                                   |                         | Кошаркашки центар Химки, Химки Судије: Саша Пукл, Јакуб Замојски, Олег Латишев |  |
| 4. фебруар 2013. 19:30 | Поени: Виталиј Фридзон 25 Скокови: Пол Дејвис 6 Асистенције: Зоран Планинић 4 |       | Зак Рајт 17 Зак Рајт 5 Зак Рајт 4 |                         | Кошаркашки центар Химки, Химки Судије: Саша Пукл, Јакуб Замојски, Олег Латишев |  |

| 10. фебруар 2013. 19:00 |                                                                                | Лијетувос Ритас | 95 : 73                                                          | Калев | Сименс арена, Вилњус Судије: Јурис Кокаинис, Борис Габара, Мирослав Томов |  |
| 10. фебруар 2013. 19:00 | Четвртине: 11:16, 20:18, 35:18, 29:21                                          |                 |                                                                  |       | Сименс арена, Вилњус Судије: Јурис Кокаинис, Борис Габара, Мирослав Томов |  |
| 10. фебруар 2013. 19:00 | Поени: Немања Недовић 19 Скокови: Дејан Иванов 9 Асистенције: Милтон Паласио 5 |                 | Гери Вилкинсон 19 Бамба Фол 8 Индрек Кајупанк, Кејт Маклауд по 3 |       | Сименс арена, Вилњус Судије: Јурис Кокаинис, Борис Габара, Мирослав Томов |  |

| 10. фебруар 2013. 17:00 |                                                                                                | Спартак | 74 : 58                               | Азовмаш | Спортски центар Јубилејни, Санкт Петербург Судије: Марек Малишевски, Миндаугас Вечерскис, Јоханес Сарекоски |  |
| 10. фебруар 2013. 17:00 | Четвртине: 23:16, 23:7, 13:14, 15:21                                                           |         |                                       |         | Спортски центар Јубилејни, Санкт Петербург Судије: Марек Малишевски, Миндаугас Вечерскис, Јоханес Сарекоски |  |
| 10. фебруар 2013. 17:00 | Поени: Лукас Маврокефалидис 20 Скокови: Владимир Драгичевић 8 Асистенције: Јанис Стрелнијекс 6 |         | Мени Харис 24 Мени Харис 8 Лин Грир 5 |         | Спортски центар Јубилејни, Санкт Петербург Судије: Марек Малишевски, Миндаугас Вечерскис, Јоханес Сарекоски |  |

| 11. фебруар 2013. 13:00 |                                                                                           | УНИКС | 76 : 70                                                               | Химки | Баскет хол Казањ, Казањ Судије: Сергеј Зашчук, Арнис Озолс, Јургис Лавринавичијус |  |
| 11. фебруар 2013. 13:00 | Четвртине: 22:17, 12:15, 24:22, 18:16                                                     |       |                                                                       |       | Баскет хол Казањ, Казањ Судије: Сергеј Зашчук, Арнис Озолс, Јургис Лавринавичијус |  |
| 11. фебруар 2013. 13:00 | Поени: Костас Кајмакоглу 21 Скокови: Костас Кајмакоглу 6 Асистенције: Костас Кајмакоглу 4 |       | Сергеј Моња, Виталиј Фридзон по 14 Виталиј Фридзон 7 Зоран Планинић 5 |       | Баскет хол Казањ, Казањ Судије: Сергеј Зашчук, Арнис Озолс, Јургис Лавринавичијус |  |

| 15. фебруар 2013. 20:00 |                                                                      | Краснаја крила | 75 : 70                                         | Спартак Санкт Петербург | МТЛ арена, Самара Судије: Јакуб Замојски, Иво Долинек, Алексеј Давидов |  |
| 15. фебруар 2013. 20:00 | Четвртине: 16:15, 21:11, 17:14, 21:30                                |                |                                                 |                         | МТЛ арена, Самара Судије: Јакуб Замојски, Иво Долинек, Алексеј Давидов |  |
| 15. фебруар 2013. 20:00 | Поени: Андре Смит 19 Скокови: Андре Смит 6 Асистенције: Арон Мајлс 7 |                | Јанис Стрелнијекс 17 Андреј Кошчев 9 Зак Рајт 4 |                         | МТЛ арена, Самара Судије: Јакуб Замојски, Иво Долинек, Алексеј Давидов |  |

| 17. фебруар 2013. 17:45 |                                                                        | Туров | 86 : 78                                        | Лијетувос Ритас | Спортски центар Згожелец, Згожелец Судије: Вацлав Лукеш, Рафаел Ганијев, Андреј Шарапа |  |
| 17. фебруар 2013. 17:45 | Четвртине: 26:16, 10:23, 23:15, 27:24                                  |       |                                                |                 | Спортски центар Згожелец, Згожелец Судије: Вацлав Лукеш, Рафаел Ганијев, Андреј Шарапа |  |
| 17. фебруар 2013. 17:45 | Поени: Дејвид Џексон 19 Скокови: Арон Сел 8 Асистенције: Ђорђе Мићић 4 |       | Дејан Иванов 14 Дејан Иванов 9 Три играча по 3 |                 | Спортски центар Згожелец, Згожелец Судије: Вацлав Лукеш, Рафаел Ганијев, Андреј Шарапа |  |

| 17. фебруар 2013. 17:00 |                                                                                    | Астана | 96 : 90                                                 | Доњецк | Стадион Алау, Астана Судије: Јакуб Замојски, Иво Долинек, Сергеј Круг |  |
| 17. фебруар 2013. 17:00 | Четвртине: 19:23, 15:13, 20:20, 23:21                                              |        |                                                         |        | Стадион Алау, Астана Судије: Јакуб Замојски, Иво Долинек, Сергеј Круг |  |
| 17. фебруар 2013. 17:00 | Поени: Бранко Цветковић 31 Скокови: Антон Пономарјов 10 Асистенције: Џери Џонсон 7 |        | Даријус Сонгајла 24 Даријус Сонгајла 8 Иван Раденовић 7 |        | Стадион Алау, Астана Судије: Јакуб Замојски, Иво Долинек, Сергеј Круг |  |

| 17. фебруар 2013. 18:00 |                                                                       | Азовмаш | 71 : 78                                    | УНИКС | Азовмаш арена, Маријупољ Судије: Илија Белошевић, Оскар Лучис, Гинтарас Виткаускас |  |
| 17. фебруар 2013. 18:00 | Четвртине: 25:24, 13:20, 16:21, 17:13                                 |         |                                            |       | Азовмаш арена, Маријупољ Судије: Илија Белошевић, Оскар Лучис, Гинтарас Виткаускас |  |
| 17. фебруар 2013. 18:00 | Поени: Лин Грир 18 Скокови: Олексиј Печеров 7 Асистенције: Лин Грир 7 |         | Чак Ајдсон 18 Терел Лидеј 7 Мајер Четмен 8 |       | Азовмаш арена, Маријупољ Судије: Илија Белошевић, Оскар Лучис, Гинтарас Виткаускас |  |

| 18. фебруар 2013. 19:00 |                                                                                        | Калев | 57 : 65                                            | Химки | Саку Сурхал арена, Талин Судије: Мартинас Гудас, Јоханес Сарекоски, Пјотр Ивашков |  |
| 18. фебруар 2013. 19:00 | Четвртине: 16:20, 15:4, 10:22, 16:19                                                   |       |                                                    |       | Саку Сурхал арена, Талин Судије: Мартинас Гудас, Јоханес Сарекоски, Пјотр Ивашков |  |
| 18. фебруар 2013. 19:00 | Поени: Армандс Шкеле 20 Скокови: Бамба Фол 10 Асистенције: Кејт Маклауд, Тај Абот по 3 |       | Зоран Планинић 12 Џејмс Огастин 8 Зоран Планинић 6 |       | Саку Сурхал арена, Талин Судије: Мартинас Гудас, Јоханес Сарекоски, Пјотр Ивашков |  |

| 22. фебруар 2013. 19:00 |                                                                            | Доњецк | 96 : 87                                       | Краснаја крила | Арена Дружба, Доњецк Судије: Марек Цмикевич, Аре Халико, Вилијус Мачијулаитис |  |
| 22. фебруар 2013. 19:00 | Четвртине: 24:28, 24:24, 21:18, 27:17                                      |        |                                               |                | Арена Дружба, Доњецк Судије: Марек Цмикевич, Аре Халико, Вилијус Мачијулаитис |  |
| 22. фебруар 2013. 19:00 | Поени: Рамел Кари 23 Скокови: Кирил Фесенко 8 Асистенције: Кертис Милајг 9 |        | Честер Симонс 22 Честер Симонс 8 Арон Мајлс 8 |                | Арена Дружба, Доњецк Судије: Марек Цмикевич, Аре Халико, Вилијус Мачијулаитис |  |

#### Март
| 2. март 2013. 17:00 |                                                                                                | Астана | 78 : 75                                                 | Спартак | Спортски центар Јубилејни, Санкт Петербург Судије: Борис Шуљга, Борис Габара, Андреј Шарапа |  |
| 2. март 2013. 17:00 | Четвртине: 17:17, 14:18, 28:16, 19:24                                                          |        |                                                         |         | Спортски центар Јубилејни, Санкт Петербург Судије: Борис Шуљга, Борис Габара, Андреј Шарапа |  |
| 2. март 2013. 17:00 | Поени: Дејвид Сајмон 22 Скокови: Џери Џонсон, Антон Пономарјов по 6 Асистенције: Џери Џонсон 6 |        | Зак Рајт 20 Лукас Маврокефалидис 12 Јанис Стрелнијекс 4 |         | Спортски центар Јубилејни, Санкт Петербург Судије: Борис Шуљга, Борис Габара, Андреј Шарапа |  |

| 3. март 2013. 13:00 |                                                                       | УНИКС | 74 : 66                                     | Краснаја крила | Баскет хол Казањ, Казањ Судије: Томас Јасевичијус, Владимир Охрименко, Антон Махлин |  |
| 3. март 2013. 13:00 | Четвртине: 21:20, 12:15, 19:13, 22:18                                 |       |                                             |                | Баскет хол Казањ, Казањ Судије: Томас Јасевичијус, Владимир Охрименко, Антон Махлин |  |
| 3. март 2013. 13:00 | Поени: Јан Вујукас 18 Скокови: Чак Ајдсон 6 Асистенције: Чак Ајдсон 9 |       | Честер Симонс 20 Андре Смит 10 Арон Мајлс 6 |                | Баскет хол Казањ, Казањ Судије: Томас Јасевичијус, Владимир Охрименко, Антон Махлин |  |

| 3. март 2013. 17:00 | | Спартак | 74 : 57                                        | Астана | Спортски центар Јубилејни, Санкт Петербург Судије: Сергеј Зашчук, Аре Халико, Оскар Лучис |  |
| 3. март 2013. 17:00 | Четвртине: 18:13, 20:15, 15:13, 21:16                                                                      |         |                                                |        | Спортски центар Јубилејни, Санкт Петербург Судије: Сергеј Зашчук, Аре Халико, Оскар Лучис |  |
| 3. март 2013. 17:00 | Поени: Зак Рајт 17 Скокови: Лукас Маврокефалидис 12 Асистенције: Василиј Заворујев, Јанис Стрелнијекс по 3 |         | Дејвид Сајмон 23 Дејвид Сајмон 8 Џери Џонсон 4 |        | Спортски центар Јубилејни, Санкт Петербург Судије: Сергеј Зашчук, Аре Халико, Оскар Лучис |  |

| 4. март 2013. 19:00 |                                                                                     | Лијетувос Ритас | 79 : 88                                                              | Химки | Сименс арена, Вилњус Судије: Матеј Болтаузер, Марек Цмикевич, Роберт Виклицки |  |
| 4. март 2013. 19:00 | Четвртине: 12:27, 27:16, 21:22, 19:23                                               |                 |                                                                      |       | Сименс арена, Вилњус Судије: Матеј Болтаузер, Марек Цмикевич, Роберт Виклицки |  |
| 4. март 2013. 19:00 | Поени: Реналдас Сејбутис 14 Скокови: Дејан Иванов 6 Асистенције: Четири играча по 2 |                 | Пол Дејвис 20 Крешимир Лончар 5 Крешимир Лончар, Зоран Планинић по 4 |       | Сименс арена, Вилњус Судије: Матеј Болтаузер, Марек Цмикевич, Роберт Виклицки |  |

| 4. март 2013. 19:00 |                                                                         | Калев | 73 : 77                                              | Азовмаш | Саку Сурхал арена, Талин Судије: Лахдо Шаро, Андрис Аукоргес, Игор Деменков |  |
| 4. март 2013. 19:00 | Четвртине: 26:19, 17:23, 18:14, 12:21                                   |       |                                                      |         | Саку Сурхал арена, Талин Судије: Лахдо Шаро, Андрис Аукоргес, Игор Деменков |  |
| 4. март 2013. 19:00 | Поени: Френк Елегар 16 Скокови: Бамба Фол 8 Асистенције: Кејт Маклауд 4 |       | Мирослав Радуљица 14 Тадија Драгићевић 10 Лин Грир 8 |         | Саку Сурхал арена, Талин Судије: Лахдо Шаро, Андрис Аукоргес, Игор Деменков |  |

| 4. март 2013. 19:00 |                                                                                    | Доњецк | 99 : 85                              | Туров | Арена Дружба, Доњецк Судије: Јургис Лавринавичијус, Геннадиј Пономарјов, Александар Сирица |  |
| 4. март 2013. 19:00 | Четвртине: 17:24, 31:20, 25:20, 26:21                                              |        |                                      |       | Арена Дружба, Доњецк Судије: Јургис Лавринавичијус, Геннадиј Пономарјов, Александар Сирица |  |
| 4. март 2013. 19:00 | Поени: Даријус Сонгајла 29 Скокови: Иван Раденовић 9 Асистенције: Иван Раденовић 7 |        | Арон Сел 13 Арон Сел 5 Ђорђе Мићић 4 |       | Арена Дружба, Доњецк Судије: Јургис Лавринавичијус, Геннадиј Пономарјов, Александар Сирица |  |

| 9. март 2013. 20:00 |                                                                             | Краснаја крила | 83 : 73                                 | Калев | МТЛ арена, Самара Судије: Арнис Озолс, Роберт Паулик, Миндаугас Вечерскис |  |
| 9. март 2013. 20:00 | Четвртине: 20:20, 16:25, 31:20, 16:8                                        |                |                                         |       | МТЛ арена, Самара Судије: Арнис Озолс, Роберт Паулик, Миндаугас Вечерскис |  |
| 9. март 2013. 20:00 | Поени: Честер Симонс 17 Скокови: Никита Балашов 6 Асистенције: Арон Мајлс 7 |                | Тај Абот 17 Бамба Фол 7 Армандс Шкеле 4 |       | МТЛ арена, Самара Судије: Арнис Озолс, Роберт Паулик, Миндаугас Вечерскис |  |

| 9. март 2013. |                                                                                          | Астана | 62 : 80                                   | УНИКС | Баскет хол Казањ, Казањ Судије: Олег Латишев, Роберт Виклицки, Петри Ментиле |  |
| 9. март 2013. | Четвртине: 19:20, 9:24, 18:12, 16:24                                                     |        |                                           |       | Баскет хол Казањ, Казањ Судије: Олег Латишев, Роберт Виклицки, Петри Ментиле |  |
| 9. март 2013. | Поени: Џери Џонсон, Рол Маршал по 13 Скокови: Дејвид Сајмон 6 Асистенције: Џери Џонсон 6 |        | Мајер Четмен 19 Чак Ајдсон 8 Чак Ајдсон 6 |       | Баскет хол Казањ, Казањ Судије: Олег Латишев, Роберт Виклицки, Петри Ментиле |  |

| 10. март 2013. 17:00 | | Спартак Санкт Петербург | 76 : 74                                                              | Туров | Спортски центар Јубилејни, Санкт Петербург Судије: Арнис Озолс, Роберт Паулик, Миндаугас Вечерскис |  |
| 10. март 2013. 17:00 | Четвртине: 15:18, 22:21, 24:13, 15:22                                                                 |                         |                                                                      |       | Спортски центар Јубилејни, Санкт Петербург Судије: Арнис Озолс, Роберт Паулик, Миндаугас Вечерскис |  |
| 10. март 2013. 17:00 | Поени: Зак Рајт 18 Скокови: Никита Курбанов, Лукас Маврокефалидис по 6 Асистенције: Никита Курбанов 5 |                         | Расел Робинсон 21 Дејвид Џексон, Пјотр Стелмах по 5 Расел Робинсон 5 |       | Спортски центар Јубилејни, Санкт Петербург Судије: Арнис Озолс, Роберт Паулик, Миндаугас Вечерскис |  |

| 10. март 2013. 16:00 |                                                                      | Доњецк | 95 : 79                                        | Лијетувос Ритас | Арена Дружба, Доњецк Судије: Срђан Дозаи, Жденко Зубак, Сергеј Бељаков |  |
| 10. март 2013. 16:00 | Четвртине: 21:17, 22:18, 28:18, 24:26                                |        |                                                |                 | Арена Дружба, Доњецк Судије: Срђан Дозаи, Жденко Зубак, Сергеј Бељаков |  |
| 10. март 2013. 16:00 | Поени: Диор Фишер 21 Скокови: Диор Фишер 8 Асистенције: Диор Фишер 7 |        | Јанис Блумс 12 Дејан Иванов 6 Немања Недовић 7 |                 | Арена Дружба, Доњецк Судије: Срђан Дозаи, Жденко Зубак, Сергеј Бељаков |  |

| 11. март 2013. 18:00 |                                                                        | Азовмаш | 77 : 91                                              | Химки | Азовмаш арена, Маријупољ Судије: Срђан Дозаи, Аре Халико, Жденко Зубак |  |
| 11. март 2013. 18:00 | Четвртине: 19:34, 7:17, 30:20, 21:20                                   |         |                                                      |       | Азовмаш арена, Маријупољ Судије: Срђан Дозаи, Аре Халико, Жденко Зубак |  |
| 11. март 2013. 18:00 | Поени: Лин Грир 21 Скокови: Олексиј Печеров 7 Асистенције: Лин Грир 12 |         | Петери Копонен 16 Петери Копонен 7 Зоран Планинић 10 |       | Азовмаш арена, Маријупољ Судије: Срђан Дозаи, Аре Халико, Жденко Зубак |  |

| 23. март 2013. 16:00 |                                                                       | Доњецк | 88 : 80                                                                                  | Спартак | Арена Дружба, Доњецк Судије: Марек Малишевски, Аре Халико, Александар Сирица |  |
| 23. март 2013. 16:00 | Четвртине: 22:21, 23:19, 23:19, 20:21                                 |        |                                                                                          |         | Арена Дружба, Доњецк Судије: Марек Малишевски, Аре Халико, Александар Сирица |  |
| 23. март 2013. 16:00 | Поени: Рамел Кари 22 Скокови: Диор Фишер 12 Асистенције: Рамел Кари 6 |        | Лукас Маврокефалидис 18 Лукас Маврокефалидис 6 Василиј Заворујев, Јанис Стрелнијекс по 5 |         | Арена Дружба, Доњецк Судије: Марек Малишевски, Аре Халико, Александар Сирица |  |

| 24. март 2013. 19:00 | | Лијетувос Ритас | 75 : 56                                             | Азовмаш | Сименс арена, Вилњус Судије: Иво Долинек, Сергеј Круг, Сашо Петек |  |
| 24. март 2013. 19:00 | Четвртине: 24:15, 17:13, 19:8, 15:20                                                                  |                 |                                                     |         | Сименс арена, Вилњус Судије: Иво Долинек, Сергеј Круг, Сашо Петек |  |
| 24. март 2013. 19:00 | Поени: Јанис Блумс 18 Скокови: Томислав Зубчић 9 Асистенције: Томислав Зубчић, Реналдас Сејбутис по 4 |                 | Мирослав Радуљица 18 Четири играча по 4 Лин Грир 10 |         | Сименс арена, Вилњус Судије: Иво Долинек, Сергеј Круг, Сашо Петек |  |

| 24. март 2013. 19:00 |                                                                       | Калев | 81 : 85                                                   | Астана | Саку Сурхал арена, Талин Судије: Петри Ментиле, Вацлав Лукеш, Иља Путенко |  |
| 24. март 2013. 19:00 | Четвртине: 23:16, 11:19, 22:22, 14:13                                 |       |                                                           |        | Саку Сурхал арена, Талин Судије: Петри Ментиле, Вацлав Лукеш, Иља Путенко |  |
| 24. март 2013. 19:00 | Поени: Бамба Фол 16 Скокови: Френк Елегар 14 Асистенције: Танел Сок 3 |       | Брајон Раш 20 Рол Маршал, Брајон Раш по 7 Три играча по 3 |        | Саку Сурхал арена, Талин Судије: Петри Ментиле, Вацлав Лукеш, Иља Путенко |  |

| 24. март 2013. 18:00 |                                                                                                  | УНИКС | 80 : 48                                                                                  | Туров | Баскет хол Казањ, Казањ Судије: Фернандо Роша, Мартинас Гудас, Пјотр Ивашков |  |
| 24. март 2013. 18:00 | Четвртине: 22:16, 27:14, 19:14, 12:4                                                             |       |                                                                                          |       | Баскет хол Казањ, Казањ Судије: Фернандо Роша, Мартинас Гудас, Пјотр Ивашков |  |
| 24. март 2013. 18:00 | Поени: Јан Вујукас, Чак Ајдсон по 15 Скокови: Владимир Веременко 10 Асистенције: Три играча по 4 |       | Иван Жигерановић 13 Иван Жигерановић, Арон Сел по 7 Вукашин Алексић, Расел Робинсон по 2 |       | Баскет хол Казањ, Казањ Судије: Фернандо Роша, Мартинас Гудас, Пјотр Ивашков |  |

| 25. март 2013. 19:30 | | Химки | 82 : 81                                      | Краснаја крила | Кошаркашки центар Химки, Химки Судије: Фернандо Роша, Мурат Бириџик, Антон Махлин |  |
| 25. март 2013. 19:30 | Четвртине: 20:22, 31:17, 17:25, 14:17                                                                               |       |                                              |                | Кошаркашки центар Химки, Химки Судије: Фернандо Роша, Мурат Бириџик, Антон Махлин |  |
| 25. март 2013. 19:30 | Поени: Петери Копонен, Крешимир Лончар по 16 Скокови: Крешимир Лончар 7 Асистенције: Егор Вјалцев, Сергеј Моња по 5 |       | Честер Симонс 17 Андре Смит 11 Арон Мајлс 10 |                | Кошаркашки центар Химки, Химки Судије: Фернандо Роша, Мурат Бириџик, Антон Махлин |  |

## Група Б
|    | Тим              | Игр. | Поб. | Изг. | П+   | П-   | П+/- | Бод |
| -- | ---------------- | ---- | ---- | ---- | ---- | ---- | ---- | --- |
| 1  | Жалгирис         | 18   | 16   | 2    | 1499 | 1269 | +230 | 34  |
| 2  | ЦСКА             | 18   | 15   | 3    | 1390 | 1160 | +230 | 33  |
| 3  | Локомотива Кубањ | 18   | 12   | 6    | 1423 | 1318 | +105 | 30  |
| 4  | ВЕФ              | 18   | 11   | 7    | 1523 | 1446 | +77  | 29  |
| 5  | Нижњи Новгород   | 18   | 10   | 8    | 1320 | 1256 | +64  | 28  |
| 6  | Тријумф          | 18   | 9    | 9    | 1413 | 1362 | +51  | 27  |
| 7  | Јенисеј          | 18   | 6    | 12   | 1268 | 1438 | -170 | 24  |
| 8  | Нимбурк          | 18   | 5    | 13   | 1282 | 1448 | -166 | 23  |
| 9  | Цмоки-Минск      | 18   | 3    | 15   | 1246 | 1451 | -205 | 21  |
| 10 | Нептунас         | 18   | 3    | 15   | 1381 | 1597 | -216 | 21  |

Легенда:

## Резултати
Домаћини су наведени у левој колони.
| Екипа | ВЕФ   | ЖАЛ   | ЈЕН   | ЛОК   | НЕП    | НН    | НИМ   | ТРИ    | ЦМО     | ЦСК   |
| ----- | ----- | ----- | ----- | ----- | ------ | ----- | ----- | ------ | ------- | ----- |
| ВЕФ   | XXX   | 77:72 | 85:69 | 72:77 | 94:89  | 87:89 | 85:89 | 101:78 | 98:73   | 67:75 |
| ЖАЛ   | 86:71 | XXX   | 86:61 | 89:81 | 111:87 | 69:62 | 90:70 | 80:76  | 81:57   | 76:66 |
| ЈЕН   | 96:93 | 64:99 | XXX   | 87:94 | 63:77  | 62:67 | 81:59 | 74:78  | 77:74   | 64:73 |
| ЛОК   | 95:98 | 70:78 | 93:64 | XXX   | 84:48  | 75:74 | 75:54 | 74:65  | 89:74   | 61:72 |
| НЕП   | 60:86 | 62:90 | 88:89 | 83:95 | XXX    | 72:90 | 96:86 | 88:97  | 110:106 | 72:83 |
| НН    | 82:86 | 58:76 | 84:44 | 54:61 | 84:63  | XXX   | 82:66 | 76:80  | 55:54   | 70:68 |
| НИМ   | 81:83 | 84:90 | 69:61 | 81:74 | 84:78  | 73:81 | XXX   | 68:96  | 65:56   | 63:76 |
| ТРИ   | 78:80 | 69:70 | 77:81 | 78:89 | 83:80  | 71:59 | 89:52 | XXX    | 80:66   | 62:82 |
| ЦМО   | 74:85 | 86:82 | 65:79 | 64:80 | 93:71  | 66:93 | 71:63 | 62:85  | XXX     | 48:90 |
| ЦСКА  | 83:75 | 68:74 | 77:52 | 83:56 | 79:57  | 83:60 | 84:75 | 80:71  | 68:57   | XXX   |

### Резултати по датуму одигравања

#### Октобар
| 6. октобар 2012. 17:00 |                                                                            | Локомотива Кубањ | 70 : 78                                                      | Жалгирис | Баскет хол арена, Краснодар Судије: Иво Долинек, Олег Латишев, Сергеј Зашчук |  |
| 6. октобар 2012. 17:00 | Четвртине: 12:20, 15:17, 17:17, 26:24                                      |                  |                                                              |          | Баскет хол арена, Краснодар Судије: Иво Долинек, Олег Латишев, Сергеј Зашчук |  |
| 6. октобар 2012. 17:00 | Поени: Ник Калатес 15 Скокови: Алекс Марић 10 Асистенције: Никос Калатес 5 |                  | Римантас Каукенас 14 Паулијус Јанкунас 7 Римантас Каукенас 4 |          | Баскет хол арена, Краснодар Судије: Иво Долинек, Олег Латишев, Сергеј Зашчук |  |

| 7. октобар 2012. 17:30 |                                                                          | Нижњи Новгород | 82 : 66                                       | Нимбурк | Палата спортова Нижњи Новгород, Нижњи Новгород Судије: Јургис Лавринавичијус, Оскар Лучис, Сергеј Чебишев |  |
| 7. октобар 2012. 17:30 | Четвртине: 19:15, 25:8, 21:16, 17:27                                     |                |                                               |         | Палата спортова Нижњи Новгород, Нижњи Новгород Судије: Јургис Лавринавичијус, Оскар Лучис, Сергеј Чебишев |  |
| 7. октобар 2012. 17:30 | Поени: Оби Тротер 14 Скокови: Примож Брежец 9 Асистенције: Оби Тротер 10 |                | Обри Колман 20 Едријан Абрамс 7 Обри Колман 3 |         | Палата спортова Нижњи Новгород, Нижњи Новгород Судије: Јургис Лавринавичијус, Оскар Лучис, Сергеј Чебишев |  |

| 7. октобар 2012. 16:10 | | Нептунас | 72 : 83                                         | ЦСКА | Клајпедска арена, Клајпеда Судије: Јакуб Замојски, Арнис Озолс, Борис Шуљга |  |
| 7. октобар 2012. 16:10 | Четвртине: 13:24, 23:22, 14:13, 22:24                                                                             |          |                                                 |      | Клајпедска арена, Клајпеда Судије: Јакуб Замојски, Арнис Озолс, Борис Шуљга |  |
| 7. октобар 2012. 16:10 | Поени: Маријус Рункаускас 16 Скокови: Витаутас Шаракаускас 8 Асистенције: Никита Баринов, Маријус Рункаускас по 3 |          | Ненад Крстић 22 Виктор Хрјапа 9 Виктор Хрјапа 8 |      | Клајпедска арена, Клајпеда Судије: Јакуб Замојски, Арнис Озолс, Борис Шуљга |  |

| 8. октобар 2012. 19:30 |                                                                                            | ВЕФ | 101 : 78                                     | Тријумф | Арена Рига, Рига Судије: Јакуб Замојски, Борис Шуљга, Томас Јасевичијус |  |
| 8. октобар 2012. 19:30 | Четвртине: 29:24, 30:21, 25:25, 17:8                                                       |     |                                              |         | Арена Рига, Рига Судије: Јакуб Замојски, Борис Шуљга, Томас Јасевичијус |  |
| 8. октобар 2012. 19:30 | Поени: Ерл Роуланд 24 Скокови: Ерл Роуланд 9 Асистенције: Ерл Роуланд, Гатис Јаховичс по 4 |     | Кајл Ландри 18 Кајл Ландри 10 Тајвејн Маки 9 |         | Арена Рига, Рига Судије: Јакуб Замојски, Борис Шуљга, Томас Јасевичијус |  |

| 11. октобар 2012. 19:00 |                                                                                              | Цмоки-Минск | 65 : 79                                        | Јенисеј | Минск арена, Минск Судије: Борис Шуљга, Миндаугас Вечерскис, Марек Малишевски |  |
| 11. октобар 2012. 19:00 | Четвртине: 18:28, 10:19, 21:19, 16:13                                                        |             |                                                |         | Минск арена, Минск Судије: Борис Шуљга, Миндаугас Вечерскис, Марек Малишевски |  |
| 11. октобар 2012. 19:00 | Поени: Скот Кристоферсон 16 Скокови: Алексеј Лашкевич 5 Асистенције: Александар Кудрјавцев 4 |             | Џејсон Рич 27 Пјотр Губанов 8 Забијан Даудел 3 |         | Минск арена, Минск Судије: Борис Шуљга, Миндаугас Вечерскис, Марек Малишевски |  |

| 14. октобар 2012. 15:00 |                                                                            | Нимбурк | 81 : 74                                                                  | Локомотива Кубањ | ЧЕЗ Арена, Нимбурк Судије: Илија Белошевић, Мартинас Гудас, Марчин Ковалски |  |
| 14. октобар 2012. 15:00 | Четвртине: 14:21, 16:14, 31:13, 20:26                                      |         |                                                                          |                  | ЧЕЗ Арена, Нимбурк Судије: Илија Белошевић, Мартинас Гудас, Марчин Ковалски |  |
| 14. октобар 2012. 15:00 | Поени: Адријан Абрамс 25 Скокови: Дру Нејмик 12 Асистенције: Мајк Тејлор 5 |         | Мантас Калнијетис, Алекс Марић, по 16 Алекс Марић 14 Мантас Калнијетис 4 |                  | ЧЕЗ Арена, Нимбурк Судије: Илија Белошевић, Мартинас Гудас, Марчин Ковалски |  |

| 14. октобар 2012. 17:00 |                                                                            | ЦСКА | 77 : 52                                                                                           | Јенисеј | Универзални спортски комплекс ЦСКА, Москва Судије: Антон Махлин, Оскар Лучис, Алексеј Давидов |  |
| 14. октобар 2012. 17:00 | Четвртине: 21:10, 18:15, 19:14, 19:13                                      |      |                                                                                                   |         | Универзални спортски комплекс ЦСКА, Москва Судије: Антон Махлин, Оскар Лучис, Алексеј Давидов |  |
| 14. октобар 2012. 17:00 | Поени: Дру Николас 14 Скокови: Виктор Хрјапа 10 Асистенције: Дру Николас 4 |      | Алексеј Котишевски, Забијан Даудел по 10 Андреј Комаровски, Хасан Ризвић по 5 Андреј Комаровски 4 |         | Универзални спортски комплекс ЦСКА, Москва Судије: Антон Махлин, Оскар Лучис, Алексеј Давидов |  |

| 14. октобар 2012. 16:00 | | Жалгирис | 80 : 76                                                     | Тријумф | Жалгирис арена, Каунас Судије: Срђан Дозаи, Арнис Озолс, Ладо Шаро |  |
| 14. октобар 2012. 16:00 | Четвртине: 23:22, 14:22, 22:18, 15:12                                                                   |          |                                                             |         | Жалгирис арена, Каунас Судије: Срђан Дозаи, Арнис Озолс, Ладо Шаро |  |
| 14. октобар 2012. 16:00 | Поени: Кшиштоф Лавринович 20 Скокови: Марио Делаш 10 Асистенције: Марко Поповић, Римантас Каукенас по 3 |          | Јувал Наими 27 Кајл Ландри 8 Јувал Наими, Тајвејн Маки по 6 |         | Жалгирис арена, Каунас Судије: Срђан Дозаи, Арнис Озолс, Ладо Шаро |  |

| 15. октобар 2012. 19:00 |                                                                                          | Цмоки-Минск | 66 : 93                                          | Нижњи Новгород | Минск арена, Минск Судије: Томас Јасевичијус, Сергеј Чебишевј Дариуш Ленчовски |  |
| 15. октобар 2012. 19:00 | Четвртине: 17:23, 15:16, 14:27, 20:27                                                    |             |                                                  |                | Минск арена, Минск Судије: Томас Јасевичијус, Сергеј Чебишевј Дариуш Ленчовски |  |
| 15. октобар 2012. 19:00 | Поени: Александар Кудрјавцев 17 Скокови: Павел Улијанко 7 Асистенције: Стефан Петковић 2 |             | Примож Брежец 20 Семјон Антонов 9 Иван Савељев 4 |                | Минск арена, Минск Судије: Томас Јасевичијус, Сергеј Чебишевј Дариуш Ленчовски |  |

| 16. октобар 2012. 18:00 | | Нептунас | 60 : 86                                         | ВЕФ | Клајпедска арена, Клајпеда Судије: Миливоје Јовчић, Сергеј Круг, Сергеј Бељаков |  |
| 16. октобар 2012. 18:00 | Четвртине: 16:28, 19:13, 17:18, 8:27                                                                        |          |                                                 |     | Клајпедска арена, Клајпеда Судије: Миливоје Јовчић, Сергеј Круг, Сергеј Бељаков |  |
| 16. октобар 2012. 18:00 | Поени: Мартинас Мажејка 19 Скокови: Дејвидас Гајлијус, Витаутас Шаракаускас по 5 Асистенције: Рашаон Брад 4 |          | Ерл Роуланд 21 Каспарс Берзињш 10 Ерл Роуланд 6 |     | Клајпедска арена, Клајпеда Судије: Миливоје Јовчић, Сергеј Круг, Сергеј Бељаков |  |

| 21. октобар 2012. 17:00 |                                                                              | Локомотива Кубањ | 89 : 74                                                             | Цмоки-Минск | Баскет хол арена, Краснодар Судије: Борис Рижик, Роберт Виклицки, Миндаугас Виткаускас |  |
| 21. октобар 2012. 17:00 | Четвртине: 33:19, 14:16, 14:18, 28:21                                        |                  |                                                                     |             | Баскет хол арена, Краснодар Судије: Борис Рижик, Роберт Виклицки, Миндаугас Виткаускас |  |
| 21. октобар 2012. 17:00 | Поени: Никос Калатес 22 Скокови: Алекс Марић 12 Асистенције: Никос Калатес 8 |                  | Александар Кудрјавцев 20 Четире играча по 5 Александар Кудрјавцев 4 |             | Баскет хол арена, Краснодар Судије: Борис Рижик, Роберт Виклицки, Миндаугас Виткаускас |  |

| 21. октобар 2012. 17:00 |                                                                             | ВЕФ | 67 : 75                                          | ЦСКА | Арена Рига, Рига Судије: Иво Долинек, Јургис Лавринавичијус, Атанасиос Иконому |  |
| 21. октобар 2012. 17:00 | Четвртине: 19:21, 15:24, 16:11, 17:19                                       |     |                                                  |      | Арена Рига, Рига Судије: Иво Долинек, Јургис Лавринавичијус, Атанасиос Иконому |  |
| 21. октобар 2012. 17:00 | Поени: Ерл Роуланд 19 Скокови: Каспарс Берзињш 8 Асистенције: Ерл Роуланд 5 |     | Три играча по 13 Ненад Крстић 7 Милош Теодосић 7 |      | Арена Рига, Рига Судије: Иво Долинек, Јургис Лавринавичијус, Атанасиос Иконому |  |

| 21. октобар 2012. 18:00 | | Тријумф | 89 : 52                                                               | Нимбурк | Спортска палата Тријумф, Љуберци Судије: Олег Латишев, Томаш Кудлицки, Александар Сирица |  |
| 21. октобар 2012. 18:00 | Четвртине: 21:19, 25:12, 22:10, 21:11                                                               |         |                                                                       |         | Спортска палата Тријумф, Љуберци Судије: Олег Латишев, Томаш Кудлицки, Александар Сирица |  |
| 21. октобар 2012. 18:00 | Поени: Тајвејн Макки, Јувал Наими по 15 Скокови: Јевгениј Валијев 10 Асистенције: Сергеј Карасјов 4 |         | Мајк Тејлор 11 Четире играча по 4 Адријан Абрамс, Миљан Павковић по 1 |         | Спортска палата Тријумф, Љуберци Судије: Олег Латишев, Томаш Кудлицки, Александар Сирица |  |

| 28. октобар 2012. 19:10 | | Јенисеј | 96 : 93                                          | ВЕФ | Спортска палата Иван Јаригин, Краснојарск Судије: Илија Белошевић, Мирослав Томов, Аре Халико |  |
| 28. октобар 2012. 19:10 | Четвртине: 26:22, 24:17, 19:18, 17:29                                                                                    |         |                                                  |     | Спортска палата Иван Јаригин, Краснојарск Судије: Илија Белошевић, Мирослав Томов, Аре Халико |  |
| 28. октобар 2012. 19:10 | Поени: Елмедин Кикановић 21 Скокови: Забијан Даудел, Андреј Комаровски по 5 Асистенције: Забијан Даудел, Џејсон Рич по 3 |         | Ерл Роуланд 21 Донатас Завацкас 12 Ерл Роуланд 8 |     | Спортска палата Иван Јаригин, Краснојарск Судије: Илија Белошевић, Мирослав Томов, Аре Халико |  |

| 28. октобар 2012. 15;00 |                                                                                          | Жалгирис | 76 : 66                                                                                  | ЦСКА | Жалгирис арена, Каунас Судије: Борис Шуљга, Арнис Озолс, Лахдо Шаро |  |
| 28. октобар 2012. 15;00 | Четвртине: 19:17, 24:24, 10:13, 23:12                                                    |          |                                                                                          |      | Жалгирис арена, Каунас Судије: Борис Шуљга, Арнис Озолс, Лахдо Шаро |  |
| 28. октобар 2012. 15;00 | Поени: Кшиштоф Лавринович 19 Скокови: Кшиштоф Лавринович 8 Асистенције: Оливер Лафајет 5 |          | Сони Вимс 13 Ненад Крстић, Андреј Воронцевич по 5 Андреј Воронцевич, Милош Теодосић по 3 |      | Жалгирис арена, Каунас Судије: Борис Шуљга, Арнис Озолс, Лахдо Шаро |  |

| 28. октобар 2012. 15:00 |                                                                                               | Нимбурк | 84 : 78                                                  | Нептунас | ЧЕЗ Арена, Нимбурк Судије: Петри Ментиле, Милан Брзјак, Војцех Лишка |  |
| 28. октобар 2012. 15:00 | Четвртине: 17:20, 25:18, 26:13, 16:27                                                         |         |                                                          |          | ЧЕЗ Арена, Нимбурк Судије: Петри Ментиле, Милан Брзјак, Војцех Лишка |  |
| 28. октобар 2012. 15:00 | Поени: Лукаш Пализа 18 Скокови: Дру Нејмик, Миљан Павковић по 6 Асистенције: Миљан Павковић 5 |         | Дејвидас Гајлијус 24 Дејвидас Гајлијус 7 Три играча по 2 |          | ЧЕЗ Арена, Нимбурк Судије: Петри Ментиле, Милан Брзјак, Војцех Лишка |  |

| 28. октобар 2012. 17:00 |                                                                                | Цмоки-Минск | 62 : 85                                     | Тријумф | Минск арена, Минск Судије: Јургис Лавринавичијус, Роберт Паулик, Роберт Виклицки |  |
| 28. октобар 2012. 17:00 | Четвртине: 12:21, 12:20, 10:25, 28:19                                          |             |                                             |         | Минск арена, Минск Судије: Јургис Лавринавичијус, Роберт Паулик, Роберт Виклицки |  |
| 28. октобар 2012. 17:00 | Поени: Александар Фомин 15 Скокови: Хуан Смит 8 Асистенције: Стефан Петковић 4 |             | Јувал Наими 23 Кајл Ландри 9 Тајвејн Маки 3 |         | Минск арена, Минск Судије: Јургис Лавринавичијус, Роберт Паулик, Роберт Виклицки |  |

| 28. октобар 2012. 17:30 |                                                                                             | Нижњи Новгород | 54 : 61                                            | Локомотива Кубањ | Палата спортова Нижњи Новгород, Нижњи Новгород Судије: Сергеј Круг, Сергеј Михаилов, Алексеј Давидов |  |
| 28. октобар 2012. 17:30 | Четвртине: 9:12, 16:15, 19:12, 10:22                                                        |                |                                                    |                  | Палата спортова Нижњи Новгород, Нижњи Новгород Судије: Сергеј Круг, Сергеј Михаилов, Алексеј Давидов |  |
| 28. октобар 2012. 17:30 | Поени: Филип Виденов 13 Скокови: Вадим Панин 7 Асистенције: Филип Виденов, Вадим Панин по 2 |                | Максим Шелекето 17 Три играча по 7 Никос Калатес 2 |                  | Палата спортова Нижњи Новгород, Нижњи Новгород Судије: Сергеј Круг, Сергеј Михаилов, Алексеј Давидов |  |

| 31. октобар 2012. 19:00 |                                                                                             | Нептунас | 110 : 106                                                        | Цмоки-Минск | Клајпедска арена, Клајпеда Судије: Сретен Радовић, Рафаел Ганијев, Јевгениј Ветров |  |
| 31. октобар 2012. 19:00 | Четвртине: 19:25, 33:22, 17:20, 21:23                                                       |          |                                                                  |             | Клајпедска арена, Клајпеда Судије: Сретен Радовић, Рафаел Ганијев, Јевгениј Ветров |  |
| 31. октобар 2012. 19:00 | Поени: Мартинас Мажејка 33 Скокови: Витаутас Шаракаускас 13 Асистенције: Евалдус Дајнијус 6 |          | Александар Кудрјавцев 37 Денис Коршук 10 Александар Кудрјавцев 5 |             | Клајпедска арена, Клајпеда Судије: Сретен Радовић, Рафаел Ганијев, Јевгениј Ветров |  |

#### Новембар
| 4. новембар 2012. 18:00 | | Нептунас | 62 : 90                                                                     | Жалгирис | Клајпедска арена, Клајпеда Судије: Јургис Лавринавичијус, Миндаугас Виткаускас, Мартинас Гудас |  |
| 4. новембар 2012. 18:00 | Четвртине: 18:23, 14:26, 12:20, 18:21                                                                     |          |                                                                             |          | Клајпедска арена, Клајпеда Судије: Јургис Лавринавичијус, Миндаугас Виткаускас, Мартинас Гудас |  |
| 4. новембар 2012. 18:00 | Поени: Дејвидас Гајлијус 15 Скокови: Дејвид Маклур 9 Асистенције: Евалдус Дајнијус, Мартинас Мажејка по 3 |          | Кшиштоф Лавринович 16 Три играча по 7 Дарјуш Лавринович, Марко Поповић по 3 |          | Клајпедска арена, Клајпеда Судије: Јургис Лавринавичијус, Миндаугас Виткаускас, Мартинас Гудас |  |

| 11. новембар 2012. 13:00 |                                                                                                   | ЦСКА | 84 : 75                                                       | Нимбурк | Универзални спортски комплекс ЦСКА, Москва Судије: Томас Јасевичијус, Фернандо Роша, Марек Малишевски |  |
| 11. новембар 2012. 13:00 | Четвртине: 20:22, 18:18, 16:17, 30:18                                                             |      |                                                               |         | Универзални спортски комплекс ЦСКА, Москва Судије: Томас Јасевичијус, Фернандо Роша, Марек Малишевски |  |
| 11. новембар 2012. 13:00 | Поени: Виктор Хрјапа 15 Скокови: Виктор Хрјапа 13 Асистенције: Виктор Хрјапа, Милош Теодосић по 5 |      | Мајк Тејлор 22 Јиржи Велш, Лукаш Пализа по 5 Миљан Павковић 4 |         | Универзални спортски комплекс ЦСКА, Москва Судије: Томас Јасевичијус, Фернандо Роша, Марек Малишевски |  |

| 11. новембар 2012. 15:00 |                                                                                                   | Локомотива Кубањ | 93 : 64                                                     | Јенисеј | Баскет хол арена, Краснодар Судије: Сергеј Круг, Алексеј Давидов, Иља Путенко |  |
| 11. новембар 2012. 15:00 | Четвртине: 22:15, 36:26, 19:10, 16:13                                                             |                  |                                                             |         | Баскет хол арена, Краснодар Судије: Сергеј Круг, Алексеј Давидов, Иља Путенко |  |
| 11. новембар 2012. 15:00 | Поени: Џими Барон 23 Скокови: Алекс Марић, Никита Шабалкин по 8 Асистенције: Мантас Калнијетис 11 |                  | Елмедин Кикановић 16 Максим Кривошејев 5 Вјачеслав Зајцев 3 |         | Баскет хол арена, Краснодар Судије: Сергеј Круг, Алексеј Давидов, Иља Путенко |  |

| 11. новембар 2012. 17:00 |                                                                              | ВЕФ | 77 : 72                                                    | Жалгирис | Арена Рига, Рига Судије: Роберт Виклицки, Томаш Кудлицки, Жденко Зубак |  |
| 11. новембар 2012. 17:00 | Четвртине: 23:22, 20:23, 19:19, 15:8                                         |     |                                                            |          | Арена Рига, Рига Судије: Роберт Виклицки, Томаш Кудлицки, Жденко Зубак |  |
| 11. новембар 2012. 17:00 | Поени: Донатас Завацкас 17 Скокови: Ерл Роуланд 9 Асистенције: Ерл Роуланд 8 |     | Кшиштоф Лавринович 18 Кшиштоф Лавринович 6 Ибрахим Џабер 4 |          | Арена Рига, Рига Судије: Роберт Виклицки, Томаш Кудлицки, Жденко Зубак |  |

| 11. новембар 2012. 18:00 |                                                                                                 | Тријумф | 71 : 59                                                         | Нижњи Новгород | Спортска палата Тријумф, Љуберци Судије: Антон Махлин, Владимир Охрименко, Семјон Овинов |  |
| 11. новембар 2012. 18:00 | Четвртине: 15:20, 22:9, 18:19, 16:11                                                            |         |                                                                 |                | Спортска палата Тријумф, Љуберци Судије: Антон Махлин, Владимир Охрименко, Семјон Овинов |  |
| 11. новембар 2012. 18:00 | Поени: Тајвејн Маки 22 Скокови: Кајл Ландри 10 Асистенције: Тајвејн Маки, Јевгениј Валијев по 3 |         | Семјон Антонов 18 Вадим Панин 7 Семјон Антонов, Оби Тротер по 3 |                | Спортска палата Тријумф, Љуберци Судије: Антон Махлин, Владимир Охрименко, Семјон Овинов |  |

| 17. новембар 2012. 17:00 |                                                                                             | Цмоки-Минск | 48 : 90                                                    | ЦСКА | Минск арена, Минск Судије: Мурат Бириџик, Мартинас Гудас, Ингус Бауманис |  |
| 17. новембар 2012. 17:00 | Четвртине: 9:22, 19:25, 11:26, 9:17                                                         |             |                                                            |      | Минск арена, Минск Судије: Мурат Бириџик, Мартинас Гудас, Ингус Бауманис |  |
| 17. новембар 2012. 17:00 | Поени: Александар Пустогвар 17 Скокови: Александар Пустогвар 8 Асистенције: Најџел Мансон 3 |             | Дионте Крисмас 16 Андреј Воронцевич 14 Андреј Воронцевич 3 |      | Минск арена, Минск Судије: Мурат Бириџик, Мартинас Гудас, Ингус Бауманис |  |

| 18. новембар 2012. 16:30 |                                                                           | Нимбурк | 81 : 83                                        | ВЕФ | ЧЕЗ Арена, Нимбурк Судије: Томас Јасевичијус, Атанасиос Иконому, Борис Габара |  |
| 18. новембар 2012. 16:30 | Четвртине: 20:24, 22:20, 19:20, 20:19                                     |         |                                                |     | ЧЕЗ Арена, Нимбурк Судије: Томас Јасевичијус, Атанасиос Иконому, Борис Габара |  |
| 18. новембар 2012. 16:30 | Поени: Радослав Ранчик 20 Скокови: Јиржи Велш 8 Асистенције: Јиржи Велш 5 |         | Ерл Роуланд 26 Каспарс Берзињш 9 Ерл Роуланд 8 |     | ЧЕЗ Арена, Нимбурк Судије: Томас Јасевичијус, Атанасиос Иконому, Борис Габара |  |

| 18. новембар 2012. 17:00 |                                                                                                | Локомотива Кубањ | 74 : 65                                       | Тријумф | Баскет хол арена, Краснодар Судије: Иво Долинек, Сергеј Михаилов, Рафаел Ганијев |  |
| 18. новембар 2012. 17:00 | Четвртине: 12:18, 20:13, 19:20, 23:14                                                          |                  |                                               |         | Баскет хол арена, Краснодар Судије: Иво Долинек, Сергеј Михаилов, Рафаел Ганијев |  |
| 18. новембар 2012. 17:00 | Поени: Андреј Зубков, Никос Калатес по 16 Скокови: Алекс Марић 10 Асистенције: Никос Калатес 8 |                  | Тајвејн Маки Девин Сирси 9 Јевгениј Валијев 3 |         | Баскет хол арена, Краснодар Судије: Иво Долинек, Сергеј Михаилов, Рафаел Ганијев |  |

| 19. новембар 2012. 19:10 |                                                                           | Нижњи Новгород | 84 : 63                                            | Нептунас | Палата спортова Нижњи Новгород, Нижњи Новгород Судије: Олег Латишев, Роман Пономаренко, Танел Суслов |  |
| 19. новембар 2012. 19:10 | Четвртине: 26:16, 18:16, 20:16, 20:15                                     |                |                                                    |          | Палата спортова Нижњи Новгород, Нижњи Новгород Судије: Олег Латишев, Роман Пономаренко, Танел Суслов |  |
| 19. новембар 2012. 19:10 | Поени: Вадим Панин 23 Скокови: Вадим Панин 11 Асистенције: Иван Савељев 7 |                | Дејвидас Гајлијус 12 Дејвид Маклур 10 Рашон Брад 5 |          | Палата спортова Нижњи Новгород, Нижњи Новгород Судије: Олег Латишев, Роман Пономаренко, Танел Суслов |  |

| 23. новембар 2012. 19:10 |                                                                                | Јенисеј | 62 : 67                                       | Нижњи Новгород | Спортска палата Иван Јаригин, Краснојарск Судије: Сергеј Михаилов, Игор Деменков, Миндаугас Виткаускас |  |
| 23. новембар 2012. 19:10 | Четвртине: 21:15, 21:20, 11:19, 9:13                                           |         |                                               |                | Спортска палата Иван Јаригин, Краснојарск Судије: Сергеј Михаилов, Игор Деменков, Миндаугас Виткаускас |  |
| 23. новембар 2012. 19:10 | Поени: Пјотр Губанов 21 Скокови: Пјотр Губанов 8 Асистенције: Забијан Даудел 3 |         | Примож Брежец 17 Примож Брежец 9 Оби Тротер 5 |                | Спортска палата Иван Јаригин, Краснојарск Судије: Сергеј Михаилов, Игор Деменков, Миндаугас Виткаускас |  |

#### Децембар
| 1. децембар 2012. 17:00 |                                                                                  | ВЕФ | 98 : 73                                                                    | Цмоки-Минск | Арена Рига, Рига Судије: Миндаугас Вечерскис, Максим Количев, Танел Суслов |  |
| 1. децембар 2012. 17:00 | Четвртине: 30:22, 26:13, 16:19, 26:19                                            |     |                                                                            |             | Арена Рига, Рига Судије: Миндаугас Вечерскис, Максим Количев, Танел Суслов |  |
| 1. децембар 2012. 17:00 | Поени: Донатас Завацкас 24 Скокови: Каспарс Берзињш 9 Асистенције: Ерл Роуланд 5 |     | Хуан Смит 21 Атер Маџок, Александар Пустогвар по 6 Александар Кудрјавцев 4 |             | Арена Рига, Рига Судије: Миндаугас Вечерскис, Максим Количев, Танел Суслов |  |

| 2. децембар 2012. 18:00 |                                                                                   | Тријумф | 77 : 81                                                                     | Јенисеј | Спортска палата Тријумф, Љуберци Судије: Олег Латишев, Сергеј Круг, Јевгениј Ветров |  |
| 2. децембар 2012. 18:00 | Четвртине: 23:13, 24:18, 14:29, 16:21                                             |         |                                                                             |         | Спортска палата Тријумф, Љуберци Судије: Олег Латишев, Сергеј Круг, Јевгениј Ветров |  |
| 2. децембар 2012. 18:00 | Поени: Тајвејн Маки 21 Скокови: Сергеј Карасјов 6 Асистенције: Јевгениј Валијев 3 |         | Алексеј Котишевски 17 Хасан Ризвић, Забијан Даудел по 5 Андреј Комаровски 3 |         | Спортска палата Тријумф, Љуберци Судије: Олег Латишев, Сергеј Круг, Јевгениј Ветров |  |

| 2. децембар 2012. 18:00 |                                                                                             | Нептунас | 83 : 95                                                        | Локомотива Кубањ | Клајпедска арена, Клајпеда Судије: Томаш Кудлицки, Оскар Лучис, Танел Суслов |  |
| 2. децембар 2012. 18:00 | Четвртине: 20:26, 24:27, 13:20, 26:22                                                       |          |                                                                |                  | Клајпедска арена, Клајпеда Судије: Томаш Кудлицки, Оскар Лучис, Танел Суслов |  |
| 2. децембар 2012. 18:00 | Поени: Дејвидас Гајлијус 19 Скокови: Лавринас Микалаускас 7 Асистенције: Четири играча по 2 |          | Дерик Браун 22 Дерик Браун, Алекс Марић по 10 Никос Калатес 13 |                  | Клајпедска арена, Клајпеда Судије: Томаш Кудлицки, Оскар Лучис, Танел Суслов |  |

| 2. децембар 2012. 17:10 |                                                                             | ЦСКА | 83 : 60                                            | Нижњи Новгород | Универзални спортски комплекс ЦСКА, Москва Судије: Владимир Охрименко, Рафаел Ганијев, Семјон Овинов |  |
| 2. децембар 2012. 17:10 | Четвртине: 28:10, 21:20, 12:15, 22:15                                       |      |                                                    |                | Универзални спортски комплекс ЦСКА, Москва Судије: Владимир Охрименко, Рафаел Ганијев, Семјон Овинов |  |
| 2. децембар 2012. 17:10 | Поени: Сони Вимс 13 Скокови: Виктор Хрјапа 7 Асистенције: Антон Понкрашов 5 |      | Семјон Антонов 19 Вадим Панин 8 Четири играча по 2 |                | Универзални спортски комплекс ЦСКА, Москва Судије: Владимир Охрименко, Рафаел Ганијев, Семјон Овинов |  |

| 2. децембар 2012. 16:00 |                                                                                    | Жалгирис | 90 : 70                                  | Нимбурк | Жалгирис арена, Каунас Судије: Арнис Озолс, Аре Халико, Игор Деменков |  |
| 2. децембар 2012. 16:00 | Четвртине: 18:25, 22:18, 31:18, 19:9                                               |          |                                          |         | Жалгирис арена, Каунас Судије: Арнис Озолс, Аре Халико, Игор Деменков |  |
| 2. децембар 2012. 16:00 | Поени: Кшиштоф Лавринович 19 Скокови: Тремел Дарден 7 Асистенције: Марко Поповић 5 |          | Мајк Тејлор 19 Дру Најмик 8 Јиржи Велш 4 |         | Жалгирис арена, Каунас Судије: Арнис Озолс, Аре Халико, Игор Деменков |  |

| 9. децембар 2012. 16:00 | | Жалгирис | 81 : 57                                                                                           | Цмоки-Минск | Жалгирис арена, Каунас Судије: Петри Ментиле, Војцех Лишка, Јевгениј Ветров |  |
| 9. децембар 2012. 16:00 | Четвртине: 23:10, 16:21, 16:10, 26:16                                                                              |          |                                                                                                   |             | Жалгирис арена, Каунас Судије: Петри Ментиле, Војцех Лишка, Јевгениј Ветров |  |
| 9. децембар 2012. 16:00 | Поени: Оливер Лафајет, Кшиштоф Лавринович по 12 Скокови: Тремел Дарден, Џеф Фут по 5 Асистенције: Оливер Лафајет 5 |          | Александар Пустагвар 11 Алексеј Лашкевич, Атер Маџок по 7 Најџел Мансон, Алексеј Тростинецки по 3 |             | Жалгирис арена, Каунас Судије: Петри Ментиле, Војцех Лишка, Јевгениј Ветров |  |

| 9. децембар 2012. 17:40 |                                                                               | Нижњи Новгород | 82 : 86                                    | ВЕФ | Палата спортова Нижњи Новгород, Нижњи Новгород Судије: Томаш Кудлицки, Аре Халико, Роберт Паулик |  |
| 9. децембар 2012. 17:40 | Четвртине: 25:30, 19:16, 26:20, 12:20                                         |                |                                            |     | Палата спортова Нижњи Новгород, Нижњи Новгород Судије: Томаш Кудлицки, Аре Халико, Роберт Паулик |  |
| 9. децембар 2012. 17:40 | Поени: Семјон Антонов 13 Скокови: Семјон Антонов 10 Асистенције: Оби Тротер 6 |                | Ерл Роуланд 17 Ерл Роуланд 8 Ерл Роуланд 5 |     | Палата спортова Нижњи Новгород, Нижњи Новгород Судије: Томаш Кудлицки, Аре Халико, Роберт Паулик |  |

| 9. децембар 2012. 18:00 |                                                                                  | Локомотива Кубањ | 61 : 72                                            | ЦСКА | Баскет хол арена, Краснодар Судије: Илија Белошевић, Јакуб Замојски, Сергеј Зашчук |  |
| 9. децембар 2012. 18:00 | Четвртине: 18:19, 15:21, 12:17, 16:15                                            |                  |                                                    |      | Баскет хол арена, Краснодар Судије: Илија Белошевић, Јакуб Замојски, Сергеј Зашчук |  |
| 9. децембар 2012. 18:00 | Поени: Максим Григоријев 16 Скокови: Алекс Марић 12 Асистенције: Никос Калатес 5 |                  | Милош Теодосић 23 Виктор Хрјапа 7 Милош Теодосић 5 |      | Баскет хол арена, Краснодар Судије: Илија Белошевић, Јакуб Замојски, Сергеј Зашчук |  |

| 9. децембар 2012. 18:00 |                                                                                               | Тријумф | 83 : 80                                                        | Нептунас | Спортска палата Тријумф, Љуберци Судије: Марек Малишевски, Борис Габара, Ингус Бауманис |  |
| 9. децембар 2012. 18:00 | Четвртине: 15:26, 21:18, 18:23, 29:13                                                         |         |                                                                |          | Спортска палата Тријумф, Љуберци Судије: Марек Малишевски, Борис Габара, Ингус Бауманис |  |
| 9. децембар 2012. 18:00 | Поени: Сергеј Карасјов 25 Скокови: Тајвејн Маки, Кајл Ландри по 8 Асистенције: Тајвејн Маки 5 |         | Мартинас Мажејка 16 Витаутас Шаракаускас 10 Евалдус Дајнијус 5 |          | Спортска палата Тријумф, Љуберци Судије: Марек Малишевски, Борис Габара, Ингус Бауманис |  |

| 10. децембар 2012. 18:00 |                                                                          | Нимбурк | 69 : 61                                                                 | Јенисеј | ЧЕЗ Арена, Нимбурк Судије: Срђан Дозаи, Жденко Зубак, Роберт Виклицки |  |
| 10. децембар 2012. 18:00 | Четвртине: 14:16, 16:11, 22:22, 17:12                                    |         |                                                                         |         | ЧЕЗ Арена, Нимбурк Судије: Срђан Дозаи, Жденко Зубак, Роберт Виклицки |  |
| 10. децембар 2012. 18:00 | Поени: Мајк Тејлор 14 Скокови: Дру Најмик 9 Асистенције: Демонд Картер 5 |         | Андреј Комаровски 18 Хасан Ризвич 11 Пјотр Губанов, Забијан Даудел по 4 |         | ЧЕЗ Арена, Нимбурк Судије: Срђан Дозаи, Жденко Зубак, Роберт Виклицки |  |

| 13. децембар 2012. 19:00 |                                                                                 | Нептунас | 88 : 89                                              | Јенисеј | Клајпедска арена, Клајпеда Судије: Вацлав Лукеш, Атанасиос Иконому, Јурис Кокаинис |  |
| 13. децембар 2012. 19:00 | Четвртине: 22:16, 14:20, 19:14, 19:24                                           |          |                                                      |         | Клајпедска арена, Клајпеда Судије: Вацлав Лукеш, Атанасиос Иконому, Јурис Кокаинис |  |
| 13. децембар 2012. 19:00 | Поени: Дејвидас Гајлијус 21 Скокови: Дејвид Маклур 12 Асистенције: Рашон Брад 5 |          | Девон Џеферсон 19 Девон Џеферсон 13 Забијан Даудел 4 |         | Клајпедска арена, Клајпеда Судије: Вацлав Лукеш, Атанасиос Иконому, Јурис Кокаинис |  |

| 16. децембар 2012. 17:00 |                                                                               | ЦСКА | 80 : 71                                          | Тријумф | Универзални спортски комплекс ЦСКА, Москва Судије: Томас Јасевичијус, Иво Долинек, Сергеј Бељаков |  |
| 16. децембар 2012. 17:00 | Четвртине: 20:13, 18:22, 28:15, 14:21                                         |      |                                                  |         | Универзални спортски комплекс ЦСКА, Москва Судије: Томас Јасевичијус, Иво Долинек, Сергеј Бељаков |  |
| 16. децембар 2012. 17:00 | Поени: Виктор Хрјапа 19 Скокови: Виктор Хрјапа 7 Асистенције: Виктор Хрјапа 4 |      | Сергеј Карасјов 19 Девин Сирси 10 Тајвејн Маки 5 |         | Универзални спортски комплекс ЦСКА, Москва Судије: Томас Јасевичијус, Иво Долинек, Сергеј Бељаков |  |

| 16. децембар 2012. 15:00 |                                                                       | Нимбурк | 65 : 56                                                 | Цмоки-Минск | ЧЕЗ Арена, Нимбурк Судије: Арнис Озолс, Мирослав Томов, Дариуш Ленчовски |  |
| 16. децембар 2012. 15:00 | Четвртине: 18:13, 12:15, 21:20, 14:8                                  |         |                                                         |             | ЧЕЗ Арена, Нимбурк Судије: Арнис Озолс, Мирослав Томов, Дариуш Ленчовски |  |
| 16. децембар 2012. 15:00 | Поени: Петр Бенда 18 Скокови: Петр Бенда 13 Асистенције: Јиржи Велш 7 |         | Хуан Смит 19 Хуан Смит, Павел Улијанко по 6 Хуан Смит 4 |             | ЧЕЗ Арена, Нимбурк Судије: Арнис Озолс, Мирослав Томов, Дариуш Ленчовски |  |

| 17. децембар 2012. 19:10 |                                                                             | Нижњи Новгород | 58 : 76                                                        | Жалгирис | Палата спортова Нижњи Новгород, Нижњи Новгород Судије: Вацлав Лукеш, Ингус Бауманис, Александар Сирица |  |
| 17. децембар 2012. 19:10 | Четвртине: 15:16,, 13:20, 19:19, 11:21                                      |                |                                                                |          | Палата спортова Нижњи Новгород, Нижњи Новгород Судије: Вацлав Лукеш, Ингус Бауманис, Александар Сирица |  |
| 17. децембар 2012. 19:10 | Поени: Вадим Панин 11 Скокови: Вадим Панин 9 Асистенције: Дмитриј Головин 6 |                | Кшиштоф Лавринович 16 Кшиштоф Лавринович 6 Паулијус Јанкунас 3 |          | Палата спортова Нижњи Новгород, Нижњи Новгород Судије: Вацлав Лукеш, Ингус Бауманис, Александар Сирица |  |

| 17. децембар 2012. 19:30 | | ВЕФ | 72 : 77                                         | Локомотива Кубањ | Арена Рига, Рига Судије: Сретен Радовић, Јургис Лавринавичијус, Сергеј Чебишев |  |
| 17. децембар 2012. 19:30 | Четвртине: 26:22, 15:18, 17:15, 14:22                                                                             |     |                                                 |                  | Арена Рига, Рига Судије: Сретен Радовић, Јургис Лавринавичијус, Сергеј Чебишев |  |
| 17. децембар 2012. 19:30 | Поени: Ерл Роуланд 24 Скокови: Донатас Завацкас, Ерл Роуланд по 6 Асистенције: Донатас Завацкас, Ерл Роуланд по 3 |     | Никос Калатес 21 Алекс Марић 12 Никос Калатес 9 |                  | Арена Рига, Рига Судије: Сретен Радовић, Јургис Лавринавичијус, Сергеј Чебишев |  |

| 20. децембар 2012. 19:00 | | Јенисеј | 64 : 99                                              | Жалгирис | Спортска палата Иван Јаригин, Краснојарск Судије: Јакуб Замојски, Иво Долинек, Пјотр Ивашков |  |
| 20. децембар 2012. 19:00 | Четвртине: 19:27, 19:25, 17:20, 9:27                                                                     |         |                                                      |          | Спортска палата Иван Јаригин, Краснојарск Судије: Јакуб Замојски, Иво Долинек, Пјотр Ивашков |  |
| 20. децембар 2012. 19:00 | Поени: Забијан Даудел, Андреј Комаровски по 13 Скокови: Пет играча по 2 Асистенције: Андреј Комаровски 5 |         | Марио Делаш 19 Кшиштоф Лавринович 7 Оливер Лафајет 6 |          | Спортска палата Иван Јаригин, Краснојарск Судије: Јакуб Замојски, Иво Долинек, Пјотр Ивашков |  |

#### Јануар
| 6. јануар 2013. 14:00 |                                                                                 | ЦСКА | 79 : 57                                                                       | Нептунас | Универзални спортски комплекс ЦСКА, Москва Судије: Аре Халико, Жденко Зубак, Илија Белошевић |  |
| 6. јануар 2013. 14:00 | Четвртине: 18:15, 25:15, 20:17, 16:10                                           |      |                                                                               |          | Универзални спортски комплекс ЦСКА, Москва Судије: Аре Халико, Жденко Зубак, Илија Белошевић |  |
| 6. јануар 2013. 14:00 | Поени: Владимир Мицов 15 Скокови: Ненад Крстић 10 Асистенције: Милош Теодосић 4 |      | Валдас Василијус, Дејвидас Гајлијус по 10 Симас Галдикас 5 Четири играча по 2 |          | Универзални спортски комплекс ЦСКА, Москва Судије: Аре Халико, Жденко Зубак, Илија Белошевић |  |

| 6. јануар 2013. 19:10 |                                                                                  | Јенисеј | 77 : 74                                                                 | Цмоки-Минск | Спортска палата Иван Јаригин, Краснојарск Судије: Томаш Кудлицки, Андрис Аукоргес, Јурис Кокаинис |  |
| 6. јануар 2013. 19:10 | Четвртине: 25:16, 19:15, 25:22, 8:21                                             |         |                                                                         |             | Спортска палата Иван Јаригин, Краснојарск Судије: Томаш Кудлицки, Андрис Аукоргес, Јурис Кокаинис |  |
| 6. јануар 2013. 19:10 | Поени: Забијан Даудел 20 Скокови: Девон Џеферсон 5 Асистенције: Забијан Даудел 6 |         | Александар Кудрјавцев 22 Александар Пустогвар 7 Александар Кудрјавцев 5 |             | Спортска палата Иван Јаригин, Краснојарск Судије: Томаш Кудлицки, Андрис Аукоргес, Јурис Кокаинис |  |

| 6. јануар 2013. 13:00 |                                                                               | Нимбурк | 73 : 81                                            | Нижњи Новгород | ЧЕЗ Арена, Нимбурк Судије: Оскар Лучис, Борис Габара, Арнис Озолс |  |
| 6. јануар 2013. 13:00 | Четвртине: 16:28, 26:18, 17:16, 14:19                                         |         |                                                    |                | ЧЕЗ Арена, Нимбурк Судије: Оскар Лучис, Борис Габара, Арнис Озолс |  |
| 6. јануар 2013. 13:00 | Поени: Радослав Ранчик 21 Скокови: Радек Нечас 7 Асистенције: Демонд Картер 4 |         | Примож Брежец 22 Артјом Јаковенко 9 Иван Савељев 6 |                | ЧЕЗ Арена, Нимбурк Судије: Оскар Лучис, Борис Габара, Арнис Озолс |  |

| 6. јануар 2013. 16:00 |                                                                                        | Жалгирис | 89 : 81                                                                         | Локомотива Кубањ | Жалгирис арена, Каунас Судије: Фернандо Роша, Атанасиос Иконому |  |
| 6. јануар 2013. 16:00 | Четвртине: 27:19, 32:15, 14:29, 16:18                                                  |          |                                                                                 |                  | Жалгирис арена, Каунас Судије: Фернандо Роша, Атанасиос Иконому |  |
| 6. јануар 2013. 16:00 | Поени: Кшиштоф Лавринович 16 Скокови: Паулијус Јанкунас 8 Асистенције: Марко Поповић 5 |          | Дерик Браун 20 Алекс Марић, Симас Јасаитис по 7 Дерик Браун, Никос Калатес по 9 |                  | Жалгирис арена, Каунас Судије: Фернандо Роша, Атанасиос Иконому |  |

| 6. јануар 2013. 18:00 |                                                                                          | Тријумф | 78 : 80                                                                 | ВЕФ | Спортска палата Тријумф, Љуберци Судије: Јакуб Замојски, Петри Ментиле, Иво Долинек |  |
| 6. јануар 2013. 18:00 | Четвртине: 33:24, 24:23, 15:13, 6:20                                                     |         |                                                                         |     | Спортска палата Тријумф, Љуберци Судије: Јакуб Замојски, Петри Ментиле, Иво Долинек |  |
| 6. јануар 2013. 18:00 | Поени: Кајл Ландри 29 Скокови: Кајл Ландри 5 Асистенције: Тајвејн Маки, Јувал Наими по 5 |         | Ерл Роуланд 22 Антанас Кавалијаускас, Гатис Јаховичс по 6 Ерл Роуланд 5 |     | Спортска палата Тријумф, Љуберци Судије: Јакуб Замојски, Петри Ментиле, Иво Долинек |  |

| 12. јануар 2013. 17:00 | | ВЕФ | 94 : 89                                              | Нептунас | Арена Рига, Рига Судије: Алексеј Давидов, Јоханес Сарекоски, Март Вехендрик |  |
| 12. јануар 2013. 17:00 | Четвртине: 20:26, 22:20, 30:13, 22:30                                                                |     |                                                      |          | Арена Рига, Рига Судије: Алексеј Давидов, Јоханес Сарекоски, Март Вехендрик |  |
| 12. јануар 2013. 17:00 | Поени: Антанас Кавалијаускас 21 Скокови: Антанас Кавалијаускас 10 Асистенције: Кристапс Јаниченокс 8 |     | Валдас Василијус 32 Дејвидас Гајлијус 7 Рашон Брад 5 |          | Арена Рига, Рига Судије: Алексеј Давидов, Јоханес Сарекоски, Март Вехендрик |  |

| 13. јануар 2013. 17:00 |                                                                              | Локомотива Кубањ | 75 : 54                                                     | Нимбурк | Баскет хол арена, Краснодар Судије: Миндаугас Вечерскис, Сергеј Чајковски, Александар Сирица |  |
| 13. јануар 2013. 17:00 | Четвртине: 18:17, 17:8, 21:16, 19:13                                         |                  |                                                             |         | Баскет хол арена, Краснодар Судије: Миндаугас Вечерскис, Сергеј Чајковски, Александар Сирица |  |
| 13. јануар 2013. 17:00 | Поени: Симас Јасаитис 17 Скокови: Алекс Марић 10 Асистенције: Сергеј Биков 6 |                  | Јиржи Велш, Мајкл Ефевберха по 11 Дру Нејмик 5 Јиржи Велш 8 |         | Баскет хол арена, Краснодар Судије: Миндаугас Вечерскис, Сергеј Чајковски, Александар Сирица |  |

| 13. јануар 2013. 17:40 |                                                                                                  | Нижњи Новгород | 55 : 54                                                                          | Цмоки-Минск | Палата спортова Нижњи Новгород, Нижњи Новгород Судије: Арнис Озолс, Јургис Лавринавичијус, Милан Брзјак |  |
| 13. јануар 2013. 17:40 | Четвртине: 12:19, 23:12, 10:10, 10:13                                                            |                |                                                                                  |             | Палата спортова Нижњи Новгород, Нижњи Новгород Судије: Арнис Озолс, Јургис Лавринавичијус, Милан Брзјак |  |
| 13. јануар 2013. 17:40 | Поени: Примож Брежец 16 Скокови: Семјон Антонов, Артјом Јаковенко по 7 Асистенције: Оби Тротер 4 |                | Александар Кудрјавцев 17 Александар Кудрјавцев 7 Атер Мејок, Павел Улијанко по 2 |             | Палата спортова Нижњи Новгород, Нижњи Новгород Судије: Арнис Озолс, Јургис Лавринавичијус, Милан Брзјак |  |

| 13. јануар 2013. 19:10 |                                                                                     | Јенисеј | 64 : 73                                           | ЦСКА | Спортска палата Иван Јаригин, Краснојарск Судије: Владимир Охрименко, Рафаел Ганијев, Сергеј Бељаков |  |
| 13. јануар 2013. 19:10 | Четвртине: 20:27, 17:9, 18:11, 9:26                                                 |         |                                                   |      | Спортска палата Иван Јаригин, Краснојарск Судије: Владимир Охрименко, Рафаел Ганијев, Сергеј Бељаков |  |
| 13. јануар 2013. 19:10 | Поени: Забијан Даудел 19 Скокови: Девон Џеферсон 8 Асистенције: Андреј Комаровски 5 |         | Ненад Крстић 16 Виктор Хрјапа 7 Милош Теодосић 10 |      | Спортска палата Иван Јаригин, Краснојарск Судије: Владимир Охрименко, Рафаел Ганијев, Сергеј Бељаков |  |

| 20. јануар 2013. 15:00 |                                                                                        | Нимбурк | 68 : 96                                      | Тријумф | ЧЕЗ Арена, Нимбурк Судије: Миливоје Јовчић, Марек Малишевски, Јурис Кокаинис |  |
| 20. јануар 2013. 15:00 | Четвртине: 17:23, 12:25, 17:18, 22:30                                                  |         |                                              |         | ЧЕЗ Арена, Нимбурк Судије: Миливоје Јовчић, Марек Малишевски, Јурис Кокаинис |  |
| 20. јануар 2013. 15:00 | Поени: Војцех Грубан 13 Скокови: Петр Бенда, Дру Нејмик по 6 Асистенције: Јиржи Велш 3 |         | Тајвејн Маки 16 Тајвејн Маки 6 Јувал Наими 8 |         | ЧЕЗ Арена, Нимбурк Судије: Миливоје Јовчић, Марек Малишевски, Јурис Кокаинис |  |

| 20. јануар 2013. 16:00 |                                                                                              | Жалгирис | 111 : 87                                                                  | Нептунас | Жалгирис арена, Каунас Судије: Томас Јасевичијус, Миндаугас Вечерскис, Вилијус Мачијулаитис |  |
| 20. јануар 2013. 16:00 | Четвртине: 27:17, 33:23, 23:31, 28:16                                                        |          |                                                                           |          | Жалгирис арена, Каунас Судије: Томас Јасевичијус, Миндаугас Вечерскис, Вилијус Мачијулаитис |  |
| 20. јануар 2013. 16:00 | Поени: Миндаугас Кузминскас 17 Скокови: Миндаугас Кузминскас 7 Асистенције: Оливер Лафајет 6 |          | Дејвидас Гајлијус 23 Валдас Василијус 6 Рашон Брад, Евалдус Дајнијус по 4 |          | Жалгирис арена, Каунас Судије: Томас Јасевичијус, Миндаугас Вечерскис, Вилијус Мачијулаитис |  |

| 20. јануар 2013. 17:00 |                                                                                | ЦСКА | 83 : 75                                              | ВЕФ | Универзални спортски комплекс ЦСКА, Москва Судије: Мурат Бириџик, Сергеј Чајковски, Александар Сирица |  |
| 20. јануар 2013. 17:00 | Четвртине: 19:13, 26:23, 20:19, 18:20                                          |      |                                                      |     | Универзални спортски комплекс ЦСКА, Москва Судије: Мурат Бириџик, Сергеј Чајковски, Александар Сирица |  |
| 20. јануар 2013. 17:00 | Поени: Ненад Крстић 21 Скокови: Виктор Хрјапа 13 Асистенције: Виктор Хрјапа 10 |      | Донатас Завацкас 16 Донатас Завацкас 4 Ерл Роуланд 9 |     | Универзални спортски комплекс ЦСКА, Москва Судије: Мурат Бириџик, Сергеј Чајковски, Александар Сирица |  |

| 26. јануар 2013. 17:00 |                                                                                         | Цмоки-Минск | 64 : 80                                                                | Локомотива Кубањ | Минск арена, Минск Судије: Томас Јасевичијус, Сергеј Зашчук, Роберт Паулик |  |
| 26. јануар 2013. 17:00 | Четвртине: 11:15, 18:13, 16:22, 19:30                                                   |             |                                                                        |                  | Минск арена, Минск Судије: Томас Јасевичијус, Сергеј Зашчук, Роберт Паулик |  |
| 26. јануар 2013. 17:00 | Поени: Александар Кудрявцев 12 Скокови: Александар Фомин 5 Асистенције: Три играча по 2 |             | Мантас Калнијетис, Алекс Марић по 20 Алекс Марић 9 Мантас Калнијетис 4 |                  | Минск арена, Минск Судије: Томас Јасевичијус, Сергеј Зашчук, Роберт Паулик |  |

| 27. јануар 2013. 17:40 | | Нижњи Новгород | 84 : 44                                                                   | Јенисеј | Палата спортова Нижњи Новгород, Нижњи Новгород Судије: Антон Махлин, Иља Путенко, Игор Деменков |  |
| 27. јануар 2013. 17:40 | Четвртине: 21:6, 20:16, 21:7, 22:15                                                                 |                |                                                                           |         | Палата спортова Нижњи Новгород, Нижњи Новгород Судије: Антон Махлин, Иља Путенко, Игор Деменков |  |
| 27. јануар 2013. 17:40 | Поени: Диџон Томпсон 25 Скокови: Вадим Панин, Артјом Јаковенко по 6 Асистенције: Четири играча по 3 |                | Девон Џеферсон, Елмедин Кикановић по 10 Девон Џеферсон 9 Забијан Даудел 2 |         | Палата спортова Нижњи Новгород, Нижњи Новгород Судије: Антон Махлин, Иља Путенко, Игор Деменков |  |

#### Фебруар
| 1. фебруар 2013. 19:00 | | Нептунас | 96 : 86                                             | Нимбурк | Клајпедска арена, Клајпеда Судије: Антон Махлин, Ингус Бауманис, Семјон Овинов |  |
| 1. фебруар 2013. 19:00 | Четвртине: 28:20, 24:20, 24:17, 20:29                                                                                |          |                                                     |         | Клајпедска арена, Клајпеда Судије: Антон Махлин, Ингус Бауманис, Семјон Овинов |  |
| 1. фебруар 2013. 19:00 | Поени: Дејвидас Гајлијус 22 Скокови: Лавринас Микалаускас, Витаутас Шаракаускас по 7 Асистенције: Евалдус Дајнијус 4 |          | Демонд Картер 23 Радослав Ранчик 12 Демонд Картер 6 |         | Клајпедска арена, Клајпеда Судије: Антон Махлин, Ингус Бауманис, Семјон Овинов |  |

| 2. фебруар 2013. 18:00 |                                                                              | Тријумф | 80 : 66                                                  | Цмоки-Минск | Спортска палата Тријумф, Љуберци Судије: Роберт Виклицки, Аре Халико, Гинтарас Виткаускас |  |
| 2. фебруар 2013. 18:00 | Четвртине: 15:17, 15:22, 26:7, 24:20                                         |         |                                                          |             | Спортска палата Тријумф, Љуберци Судије: Роберт Виклицки, Аре Халико, Гинтарас Виткаускас |  |
| 2. фебруар 2013. 18:00 | Поени: Сергеј Карасјов 18 Скокови: Тајвејн Маки 9 Асистенције: Кајл Ландри 9 |         | Александар Кудрјавцев 22 Атер Мејок 8 Четири играча по 2 |             | Спортска палата Тријумф, Љуберци Судије: Роберт Виклицки, Аре Халико, Гинтарас Виткаускас |  |

| 3. фебруар 2013. 17:00 |                                                                             | Локомотива Кубањ | 75 : 74                                               | Нижњи Новгород | Баскет хол арена, Краснодар Судије: Сергеј Михаилов, Алексеј Давидов, Јевгениј Ветров |  |
| 3. фебруар 2013. 17:00 | Четвртине: 19:17, 15:21, 24:14, 17:22                                       |                  |                                                       |                | Баскет хол арена, Краснодар Судије: Сергеј Михаилов, Алексеј Давидов, Јевгениј Ветров |  |
| 3. фебруар 2013. 17:00 | Поени: Никос Калатес 22 Скокови: Алекс Марић 10 Асистенције: Сергеј Биков 6 |                  | Артјом Јаковенко 20 Диџон Томпсон 9 Дмитриј Головин 3 |                | Баскет хол арена, Краснодар Судије: Сергеј Михаилов, Алексеј Давидов, Јевгениј Ветров |  |

| 3. фебруар 2013. 13:00 |                                                                                               | ЦСКА | 68 : 74                                                                        | Жалгирис | Универзални спортски комплекс ЦСКА, Москва Судије: Јакуб Замојски, Саша Пукл, Олег Латишев |  |
| 3. фебруар 2013. 13:00 | Четвртине: 21:16, 17:17, 16:19, 14:22                                                         |      |                                                                                |          | Универзални спортски комплекс ЦСКА, Москва Судије: Јакуб Замојски, Саша Пукл, Олег Латишев |  |
| 3. фебруар 2013. 13:00 | Поени: Милош Теодосић 13 Скокови: Виктор Хрјапа 5 Асистенције: Милош Теодосић, Сони Вимс по 3 |      | Миндаугас Кузминскас, Дарјуш Лавринович по 12 Тремел Дарден 6 Оливер Лафајет 5 |          | Универзални спортски комплекс ЦСКА, Москва Судије: Јакуб Замојски, Саша Пукл, Олег Латишев |  |

| 4. фебруар 2013. 19:30 |                                                                              | ВЕФ | 85 : 69                                            | Јенисеј | Арена Рига, Рига Судије: Томас Јасевичијус, Марек Малишевски, Март Вехендрик |  |
| 4. фебруар 2013. 19:30 | Четвртине: 22:19, 23:18, 21:12, 19:20                                        |     |                                                    |         | Арена Рига, Рига Судије: Томас Јасевичијус, Марек Малишевски, Март Вехендрик |  |
| 4. фебруар 2013. 19:30 | Поени: Донатас Завацкас 17 Скокови: Ерл Роуланд 7 Асистенције: Ерл Роуланд 9 |     | Девон Џеферсон 16 Андреј Комаровски 9 Џејсон Рич 3 |         | Арена Рига, Рига Судије: Томас Јасевичијус, Марек Малишевски, Март Вехендрик |  |

| 5. фебруар 2013. 19:30 |                                                                              | Тријумф | 69 : 70                                                                                        | Жалгирис | Спортска палата Тријумф, Љуберци Судије: Марек Цмикевич, Оскар Лучис, Вацлав Лукеш |  |
| 5. фебруар 2013. 19:30 | Четвртине: 16:20, 21:17, 22:22, 10:11                                        |         |                                                                                                |          | Спортска палата Тријумф, Љуберци Судије: Марек Цмикевич, Оскар Лучис, Вацлав Лукеш |  |
| 5. фебруар 2013. 19:30 | Поени: Сергеј Карасјов 23 Скокови: Кајл Ландри 10 Асистенције: Јувал Наими 6 |         | Паулијус Јанкунас 13 Оливер Лафајет, Паулијус Јанкунас по 6 Оливер Лафајет, Марко Поповић по 4 |          | Спортска палата Тријумф, Љуберци Судије: Марек Цмикевич, Оскар Лучис, Вацлав Лукеш |  |

| 9. фебруар 2013. 16:00 |                                                                                       | Жалгирис | 86 : 71                                                               | ВЕФ | Жалгирис Арена, Каунас Судије: Срђан Дозаи, Сергеф Михаилов, Марчин Ковалски |  |
| 9. фебруар 2013. 16:00 | Четвртине: 19:21, 25:16, 26:23, 16:11                                                 |          |                                                                       |     | Жалгирис Арена, Каунас Судије: Срђан Дозаи, Сергеф Михаилов, Марчин Ковалски |  |
| 9. фебруар 2013. 16:00 | Поени: Дарјуш Лавринович 14 Скокови: Дарјуш Лавринович 7 Асистенције: Марко Поповић 5 |          | Вил Данијелс 22 Артурс Стрелнијекс, Гатис Јаховичс по 4 Ерл Роуланд 6 |     | Жалгирис Арена, Каунас Судије: Срђан Дозаи, Сергеф Михаилов, Марчин Ковалски |  |

| 10. фебруар 2013. 19:10 | | Јенисеј | 87 : 94                                                | Локомотива Кубањ | Спортска палата Иван Јаригин, Красноярск Судије: Владимир Охрименко, Семјон Овинов, Максим Количев |  |
| 10. фебруар 2013. 19:10 | Четвртине: 23:19, 26:26, 16:22, 22:27                                                               |         |                                                        |                  | Спортска палата Иван Јаригин, Красноярск Судије: Владимир Охрименко, Семјон Овинов, Максим Количев |  |
| 10. фебруар 2013. 19:10 | Поени: Девон Џеферсон 24 Скокови: Девон Џеферсон 5 Асистенције: Девон Џеферсон, Забијан Даудел по 4 |         | Мантас Калнијетис 35 Алекс Марић 6 Мантас Калнијетис 7 |                  | Спортска палата Иван Јаригин, Красноярск Судије: Владимир Охрименко, Семјон Овинов, Максим Количев |  |

| 10. фебруар 2013. 17:40 |                                                                                   | Нижњи Новгород | 76 : 80                                                               | Тријумф | Палата спортова Нижњи Новгород, Нижњи Новгород Судије: Јакуб Замојски, Рафаел Ганијев, Сергеј Бељаков |  |
| 10. фебруар 2013. 17:40 | Четвртине: 13:20, 19:19, 16:19, 28:22                                             |                |                                                                       |         | Палата спортова Нижњи Новгород, Нижњи Новгород Судије: Јакуб Замојски, Рафаел Ганијев, Сергеј Бељаков |  |
| 10. фебруар 2013. 17:40 | Поени: Артјом Јаковенко 23 Скокови: Диџон Томпсон 6 Асистенције: Семјон Антонов 5 |                | Сергеј Карасјов 22 Јевгениј Валијев, Тајвејн Маки по 6 Тајвејн Маки 5 |         | Палата спортова Нижњи Новгород, Нижњи Новгород Судије: Јакуб Замојски, Рафаел Ганијев, Сергеј Бељаков |  |

| 10. фебруар 2013. 17:00 | | Цмоки-Минск | 93 : 71                                                                              | Нептунас | Минск арена, Минск Судије: Владимир Драбиковски, Сергеј Зашчук, Иља Путенко |  |
| 10. фебруар 2013. 17:00 | Четвртине: 24:17, 24:19, 20:18, 25:17                                                                   |             |                                                                                      |          | Минск арена, Минск Судије: Владимир Драбиковски, Сергеј Зашчук, Иља Путенко |  |
| 10. фебруар 2013. 17:00 | Поени: Хуан Смит 23 Скокови: Денис Коршук 11 Асистенције: Видас Гиневичијус, Александар Кудрјавцев по 4 |             | Дејвидас Гајлијус 17 Дејвидас Гајлијус, Витаутас Шаракаускас по 5 Евалдус Дајнијус 3 |          | Минск арена, Минск Судије: Владимир Драбиковски, Сергеј Зашчук, Иља Путенко |  |

| 16. фебруар 2013. 17:00 |                                                                              | ВЕФ | 85 : 89                                                                     | Нимбурк | Арена Рига, Рига Судије: Мартинас Гудас, Јоханес Сарекоски, Пјотр Ивашков |  |
| 16. фебруар 2013. 17:00 | Четвртине: 18:21, 27:21, 26:20, 14:27                                        |     |                                                                             |         | Арена Рига, Рига Судије: Мартинас Гудас, Јоханес Сарекоски, Пјотр Ивашков |  |
| 16. фебруар 2013. 17:00 | Поени: Вил Данијелс 24 Скокови: Џастин Хамилтон 8 Асистенције: Ерл Роуланд 8 |     | Радослав Ранчик и Мајкл Ефевберха по 24 Мајкл Ефевберха 7 Мајкл Ефевберха 5 |         | Арена Рига, Рига Судије: Мартинас Гудас, Јоханес Сарекоски, Пјотр Ивашков |  |

| 17. фебруар 2013. 16:00 | | Жалгирис | 86 : 61                                            | Јенисеј | Жалгирис арена, Каунас Судије: Аре Халико, Жденко Зубак, Јурис Кокаинис |  |
| 17. фебруар 2013. 16:00 | Четвртине: 30:19, 16:17, 19:14, 21:11                                                                              |          |                                                    |         | Жалгирис арена, Каунас Судије: Аре Халико, Жденко Зубак, Јурис Кокаинис |  |
| 17. фебруар 2013. 16:00 | Поени: Миндаугас Кузминскас 22 Скокови: Миндаугас Кузминскас 8 Асистенције: Оливер Лафајет, Адас Јушкевичијус по 4 |          | Девон Џеферсон 16 Елмедин Кикановић 8 Џејсон Рич 6 |         | Жалгирис арена, Каунас Судије: Аре Халико, Жденко Зубак, Јурис Кокаинис |  |

| 17. фебруар 2013. 17:00 | | ЦСКА | 68 : 57                                                         | Цмоки-Минск | Универзални спортски комплекс ЦСКА, Москва Судије: Томас Јасевичијус, Арнис Озолс, Сергеј Чајковски |  |
| 17. фебруар 2013. 17:00 | Четвртине: 21:18, 21:8, 22:12, 4:19                                                                                    |      |                                                                 |             | Универзални спортски комплекс ЦСКА, Москва Судије: Томас Јасевичијус, Арнис Озолс, Сергеј Чајковски |  |
| 17. фебруар 2013. 17:00 | Поени: Зоран Ерцег 19 Скокови: Алексеј Зозулин, Александар Каун по 7 Асистенције: Антон Понкрашов, Милош Теодосић по 5 |      | Видас Гиневичијус 12 Александар Пустогвар 7 Видас Гиневичијус 4 |             | Универзални спортски комплекс ЦСКА, Москва Судије: Томас Јасевичијус, Арнис Озолс, Сергеј Чајковски |  |

| 17. фебруар 2013. 18:00 |                                                                                              | Нептунас | 72 : 90                                                    | Нижњи Новгород | Клајпедска арена, Клајпеда Судије: Лахдо Шаро, Роберт Виклицки, Војцех Лишка |  |
| 17. фебруар 2013. 18:00 | Четвртине: 29:23, 21:26, 21:26, 10:20                                                        |          |                                                            |                | Клајпедска арена, Клајпеда Судије: Лахдо Шаро, Роберт Виклицки, Војцех Лишка |  |
| 17. фебруар 2013. 18:00 | Поени: Валдас Василијус 16 Скокови: Витаутас Шаракаускас 8 Асистенције: Маријус Рункаускас 5 |          | Павел Коробков, Оби Тротер 17 Диџон Томпсон 7 Оби Тротер 7 |                | Клајпедска арена, Клајпеда Судије: Лахдо Шаро, Роберт Виклицки, Војцех Лишка |  |

| 17. фебруар 2013. 18:00 |                                                                              | Тријумф | 78 : 89                                          | Локомотива Кубањ | Спортска палата Тријумф, Љуберци Судије: Олег Латишев, Игор Деменков, Јевгениј Ветров |  |
| 17. фебруар 2013. 18:00 | Четвртине: 15:23, 22:20, 23:18, 18:28                                        |         |                                                  |                  | Спортска палата Тријумф, Љуберци Судије: Олег Латишев, Игор Деменков, Јевгениј Ветров |  |
| 17. фебруар 2013. 18:00 | Поени: Сергеј Карасјов 20 Скокови: Кајл Ландри 8 Асистенције: Тајвејн Маки 7 |         | Никос Калатес 19 Никос Калатес 8 Никос Калатес 8 |                  | Спортска палата Тријумф, Љуберци Судије: Олег Латишев, Игор Деменков, Јевгениј Ветров |  |

| 28. фебруар 2013. 19:00 | | Цмоки-Минск | 74 : 85                                        | ВЕФ | Минск арена, Минск Судије: Сергеј Круг, Генадиј Пономарјов, Војцех Лишка |  |
| 28. фебруар 2013. 19:00 | Четвртине: 18:22, 23:22, 14:24, 19:17                                                                |             |                                                |     | Минск арена, Минск Судије: Сергеј Круг, Генадиј Пономарјов, Војцех Лишка |  |
| 28. фебруар 2013. 19:00 | Поени: Александар Кудрјавцев 25 Скокови: Александар Пустогвар 5 Асистенције: Александар Кудрјавцев 4 |             | Ерл Роуланд 19 Џастин Хамилтон 7 Ерл Роуланд 4 |     | Минск арена, Минск Судије: Сергеј Круг, Генадиј Пономарјов, Војцех Лишка |  |

#### Март
| 3. март 2013. 15:00 |                                                                             | Нимбурк | 84 : 90                                                  | Жалгирис | ЧЕЗ Арена, Нимбурк Судије: Синиша Херцег, Милан Брзјак, Јевгениј Ветров |  |
| 3. март 2013. 15:00 | Четвртине: 17:23, 22:21, 23:27, 22:19                                       |         |                                                          |          | ЧЕЗ Арена, Нимбурк Судије: Синиша Херцег, Милан Брзјак, Јевгениј Ветров |  |
| 3. март 2013. 15:00 | Поени: Радослав Ранчик 20 Скокови: Павел Хоушка 5 Асистенције: Јиржи Велш 9 |         | Оливер Лафајет 15 Миндаугас Кузминскас 9 Марко Поповић 2 |          | ЧЕЗ Арена, Нимбурк Судије: Синиша Херцег, Милан Брзјак, Јевгениј Ветров |  |

| 3. март 2013. 17:40 |                                                                                | Нижњи Новгород | 70 : 68                                                                      | ЦСКА | Палата спортова Нижњи Новгород, Нижњи Новгород Судије: Петри Ментиле, Алексеј Давидов, Иља Путенко |  |
| 3. март 2013. 17:40 | Четвртине: 15:16, 21:15, 19:17, 15:20                                          |                |                                                                              |      | Палата спортова Нижњи Новгород, Нижњи Новгород Судије: Петри Ментиле, Алексеј Давидов, Иља Путенко |  |
| 3. март 2013. 17:40 | Поени: Семјон Антонов 17 Скокови: Диџон Томпсон 13 Асистенције: Иван Савељев 4 |                | Александар Каун, Ненад Крстић по 16 Андреј Воронцевич 9 Теодорос Папалукас 3 |      | Палата спортова Нижњи Новгород, Нижњи Новгород Судије: Петри Ментиле, Алексеј Давидов, Иља Путенко |  |

| 3. март 2013. 17:00 | | Локомотива Кубањ | 84 : 48                                                   | Нептунас | Баскет хол арена, Краснодар Судије: Борис Шуљга, Борис Габара, Андреј Шарапа |  |
| 3. март 2013. 17:00 | Четвртине: 24:15, 27:7, 12:18, 21:8                                                                     |                  |                                                           |          | Баскет хол арена, Краснодар Судије: Борис Шуљга, Борис Габара, Андреј Шарапа |  |
| 3. март 2013. 17:00 | Поени: Дерик Браун, Мантас Калнијетис по 14 Скокови: Ричард Хендрикс 8 Асистенције: Мантас Калнијетис 6 |                  | Дејвидас Гајлијус 10 Симас Галдикас 10 Мартинас Мажејка 2 |          | Баскет хол арена, Краснодар Судије: Борис Шуљга, Борис Габара, Андреј Шарапа |  |

| 3. март 2013. 19:10 |                                                                          | Тријумф | 74 : 78                                         | Јенисеј | Спортска палата Тријумф, Љуберци Судије: Сергеј Круг, Сергеј Михаилов, Максим Количев |  |
| 3. март 2013. 19:10 | Четвртине: 15:18, 26:23, 22:21, 11:16                                    |         |                                                 |         | Спортска палата Тријумф, Љуберци Судије: Сергеј Круг, Сергеј Михаилов, Максим Количев |  |
| 3. март 2013. 19:10 | Поени: Џејсон Рич 21 Скокови: Џејсон Рич 7 Асистенције: Забијан Даудел 9 |         | Кајл Ландри 22 Сергеј Карасјов 7 Тајвејн Маки 7 |         | Спортска палата Тријумф, Љуберци Судије: Сергеј Круг, Сергеј Михаилов, Максим Количев |  |

| 10. март 2013. 19:10 |                                                                                   | Јенисеј | 81 : 59                                            | Нимбурк | Спортска палата Иван Јаригин, Краснојарск Судије: Сергеј Зашчук, Пјотр Ивашков, Вилијус Мачијулаитис |  |
| 10. март 2013. 19:10 | Четвртине: 24:19, 22:9, 12:18, 23:13                                              |         |                                                    |         | Спортска палата Иван Јаригин, Краснојарск Судије: Сергеј Зашчук, Пјотр Ивашков, Вилијус Мачијулаитис |  |
| 10. март 2013. 19:10 | Поени: Забијан Даудел 20 Скокови: Девон Џеферсон 16 Асистенције: Забијан Даудел 6 |         | Лукаш Пализа 12 Мајкл Ефевберха 7 Миљан Павковић 8 |         | Спортска палата Иван Јаригин, Краснојарск Судије: Сергеј Зашчук, Пјотр Ивашков, Вилијус Мачијулаитис |  |

| 10. март 2013. 17:00 | | Цмоки-Минск | 86 : 82                                                                    | Жалгирис | Минск арена, Минск Судије: Владимир Охрименко, Оскар Лучис, Рафаел Ганијев |  |
| 10. март 2013. 17:00 | Четвртине: 24:20, 15:14, 24:22, 23:26                                                                           |             |                                                                            |          | Минск арена, Минск Судије: Владимир Охрименко, Оскар Лучис, Рафаел Ганијев |  |
| 10. март 2013. 17:00 | Поени: Тјер Браун, Александар Кудрјавцев по 16 Скокови: Алексеј Лашкевич 7 Асистенције: Александар Кудрјавцев 6 |             | Тремел Дарден 14 Тремел Дарден, Оливер Лафајет по 6 Витенис Липкевичијус 3 |          | Минск арена, Минск Судије: Владимир Охрименко, Оскар Лучис, Рафаел Ганијев |  |

| 10. март 2013. 17:00 |                                                                                           | ВЕФ | 87 : 89                                            | Нижњи Новгород | Арена Рига, Рига Судије: Иво Долинек, Марек Малишевски, Сергеј Чајковски |  |
| 10. март 2013. 17:00 | Четвртине: 23:24, 14:21, 27:16, 23:28                                                     |     |                                                    |                | Арена Рига, Рига Судије: Иво Долинек, Марек Малишевски, Сергеј Чајковски |  |
| 10. март 2013. 17:00 | Поени: Ерл Роуланд 29 Скокови: Антанас Кавалијаускас 8 Асистенције: Кристапс Јаниченокс 5 |     | Диџон Томпсон 24 Диџон Томпсон 12 Семјон Антонов 4 |                | Арена Рига, Рига Судије: Иво Долинек, Марек Малишевски, Сергеј Чајковски |  |

| 10. март 2013. 17:00 |                                                                                         | ЦСКА | 83 : 56                                                            | Локомотива Кубањ | Универзални спортски комплекс ЦСКА, Москва Судије: Олег Латишев, Јургис Лавринавичијус, Аре Халико |  |
| 10. март 2013. 17:00 | Четвртине: 15:15, 25:19, 18:13, 25:9                                                    |      |                                                                    |                  | Универзални спортски комплекс ЦСКА, Москва Судије: Олег Латишев, Јургис Лавринавичијус, Аре Халико |  |
| 10. март 2013. 17:00 | Поени: Сони Вимс 17 Скокови: Виктор Хрјапа 8 Асистенције: Сони Вимс, Виктор Хрјапа по 5 |      | Мантас Калнијетис, Никос Калатес по 13 Дерик Браун 5 Дерик Браун 4 |                  | Универзални спортски комплекс ЦСКА, Москва Судије: Олег Латишев, Јургис Лавринавичијус, Аре Халико |  |

| 10. март 2013. 18:00 |                                                                                          | Нептунас | 88 : 97                                       | Тријумф | Клајпедска арена, Клајпеда Судије: Марек Цмикевич, Јурис Кокаинис, Томаш Кудлицки |  |
| 10. март 2013. 18:00 | Четвртине: 20:36, 17:17, 24:20, 27:24                                                    |          |                                               |         | Клајпедска арена, Клајпеда Судије: Марек Цмикевич, Јурис Кокаинис, Томаш Кудлицки |  |
| 10. март 2013. 18:00 | Поени: Дејвидас Гајлијус 18 Скокови: Дејвидас Гајлијус 6 Асистенције: Четири играча по 3 |          | Кајл Ландри 21 Тајвејн Маки 10 Тајвејн Маки 9 |         | Клајпедска арена, Клајпеда Судије: Марек Цмикевич, Јурис Кокаинис, Томаш Кудлицки |  |

| 17. март 2013. 17:00 |                                                                                | Нимбурк | 63 : 76                                      | ЦСКА | O2 арена, Праг Судије: Марек Цмикевич, Апостолос Калпакас, Оскар Лучис |  |
| 17. март 2013. 17:00 | Четвртине: 14:15, 19:26, 16:10, 14:25                                          |         |                                              |      | O2 арена, Праг Судије: Марек Цмикевич, Апостолос Калпакас, Оскар Лучис |  |
| 17. март 2013. 17:00 | Поени: Радослав Ранчик 26 Скокови: Мајкл Ефевберха 9 Асистенције: Јиржи Велш 6 |         | Сони Вимс 15 Ненад Крстић 9 Милош Теодосић 8 |      | O2 арена, Праг Судије: Марек Цмикевич, Апостолос Калпакас, Оскар Лучис |  |

| 24. март 2013. 19:10 |                                                                                  | Јенисеј | 63 : 77                                                   | Нептунас | Спортска палата Иван Јаригин, Краснојарск Судије: Борис Шуљга, Ингус Бауманис, Милан Брзјак |  |
| 24. март 2013. 19:10 | Четвртине: 15:26, 18:13, 14:14, 16:24                                            |         |                                                           |          | Спортска палата Иван Јаригин, Краснојарск Судије: Борис Шуљга, Ингус Бауманис, Милан Брзјак |  |
| 24. март 2013. 19:10 | Поени: Џејсон Рич 17 Скокови: Елмедин Кикановић 10 Асистенције: Забијан Даудел 5 |         | Маријус Рункаускас 17 Витаутас Шаракаускас 9 Рашон Брад 5 |          | Спортска палата Иван Јаригин, Краснојарск Судије: Борис Шуљга, Ингус Бауманис, Милан Брзјак |  |

| 24. март 2013. 18:00 |                                                                           | Тријумф | 62 : 82                                               | ЦСКА | Спортска палата Тријумф, Љуберци Судије: Томас Јасевичијус, Антон Махлин, Семјон Овинов |  |
| 24. март 2013. 18:00 | Четвртине: 17:20, 13:20, 13:23, 19:19                                     |         |                                                       |      | Спортска палата Тријумф, Љуберци Судије: Томас Јасевичијус, Антон Махлин, Семјон Овинов |  |
| 24. март 2013. 18:00 | Поени: Тајвејн Маки 13 Скокови: Кајл Ландри 7 Асистенције: Тајвејн Маки 5 |         | Сони Вимс 17 Андреј Воронцевич 8 Теодорос Папалукас 6 |      | Спортска палата Тријумф, Љуберци Судије: Томас Јасевичијус, Антон Махлин, Семјон Овинов |  |

| 24. март 2013. 17:00 |                                                                               | Локомотива Кубањ | 95 : 98                                             | ВЕФ | Палата спортова Нижњи Новгород, Нижњи Новгород Судије: Илија Белошевић, Жденко Зубак, Гинтарас Виткаускас |  |
| 24. март 2013. 17:00 | Четвртине: 22:22, 19:17, 19:27, 35:32                                         |                  |                                                     |     | Палата спортова Нижњи Новгород, Нижњи Новгород Судије: Илија Белошевић, Жденко Зубак, Гинтарас Виткаускас |  |
| 24. март 2013. 17:00 | Поени: Џими Барон 20 Скокови: Ричард Хендрикс 10 Асистенције: Никос Калатес 9 |                  | Каспарс Берзињш 20 Каспарс Берзињш 13 Ерл Роуланд 5 |     | Палата спортова Нижњи Новгород, Нижњи Новгород Судије: Илија Белошевић, Жденко Зубак, Гинтарас Виткаускас |  |

| 24. март 2013. 16:00 |                                                                                            | Жалгирис | 69 : 62                                                         | Нижњи Новгород | Жалгирис арена, Каунас Судије: Јакуб Замојски, Роберт Виклицки, Јоханес Сарекоски |  |
| 24. март 2013. 16:00 | Четвртине: 9:13, 24:19, 18:19, 18:11                                                       |          |                                                                 |                | Жалгирис арена, Каунас Судије: Јакуб Замојски, Роберт Виклицки, Јоханес Сарекоски |  |
| 24. март 2013. 16:00 | Поени: Миндаугас Кузминскас 18 Скокови: Кшиштоф Лавринович 9 Асистенције: Доналд Макграт 3 |          | Диџон Томпсон 19 Диџон Томпсон 9 Диџон Томпсон, Оби Тротер по 4 |                | Жалгирис арена, Каунас Судије: Јакуб Замојски, Роберт Виклицки, Јоханес Сарекоски |  |

| 24. март 2013. 17:00 | | Цмоки-Минск | 71 : 63                                                | Нимбурк | Минск арена, Минск Судије: Сергеј Чајковски, Алексеј Давидов, Максим Количев |  |
| 24. март 2013. 17:00 | Четвртине: 16:13, 20:18, 17:11, 18:21                                                                       |             |                                                        |         | Минск арена, Минск Судије: Сергеј Чајковски, Алексеј Давидов, Максим Количев |  |
| 24. март 2013. 17:00 | Поени: Тјер Браун 18 Скокови: Алексеј Лашкевич 9 Асистенције: Видас Гиневичијус, Александар Кудрјавцев по 2 |             | Радослав Ранчик 11 Радослав Ранчик 8 Радослав Ранчик 3 |         | Минск арена, Минск Судије: Сергеј Чајковски, Алексеј Давидов, Максим Количев |  |

## Плеј-оф
|  | Осмина финала           | Осмина финала    |                  |   | Четвртфинале | Четвртфинале |  |  | Полуфинале | Полуфинале |  |  | Финале | Финале |
|  |                         |                  |                  |   |              |              |  |  |            |            |  |  |        |        |
|  |                         |                  |                  |   |              |              |  |  |            |            |  |  |        |        |
|  |                         |                  |                  |   |              |              |  |  |            |            |  |  |        |        |
|  |                         |                  |                  |   |              |              |  |  |            |            |  |  |        |        |
|  |                         |                  |                  |   |              |              |  |  |            |            |  |  |        |        |
|  |                         |                  |                  |   |              |              |  |  |            |            |  |  |        |        |
|  | Химки                   | 3                |                  |   |              |              |  |  |            |            |  |  |        |        |
|  | Химки                   | 3                |                  |   |              |              |  |  |            |            |  |  |        |        |
|  |                         |                  | ВЕФ              | 0 |              |              |  |  |            |            |  |  |        |        |
|  | ВЕФ                     | 2                | ВЕФ              | 0 |              |              |  |  |            |            |  |  |        |        |
|  | ВЕФ                     | 2                |                  |   |              |              |  |  |            |            |  |  |        |        |
|  | Астана                  | 1                |                  |   |              |              |  |  |            |            |  |  |        |        |
|  | Астана                  | 1                | Химки            | 2 |              |              |  |  |            |            |  |  |        |        |
|  |                         |                  | Химки            | 2 |              |              |  |  |            |            |  |  |        |        |
|  |                         | ЦСКА             | 3                |   |              |              |  |  |            |            |  |  |        |        |
|  |                         | ЦСКА             | 3                |   |              |              |  |  |            |            |  |  |        |        |
|  |                         |                  |                  |   |              |              |  |  |            |            |  |  |        |        |
|  |                         |                  |                  |   |              |              |  |  |            |            |  |  |        |        |
|  | ЦСКА                    | 3                |                  |   |              |              |  |  |            |            |  |  |        |        |
|  | ЦСКА                    | 3                |                  |   |              |              |  |  |            |            |  |  |        |        |
|  |                         |                  | Краснаја крила   | 1 |              |              |  |  |            |            |  |  |        |        |
|  | Краснаја крила          | 2                | Краснаја крила   | 1 |              |              |  |  |            |            |  |  |        |        |
|  | Краснаја крила          | 2                |                  |   |              |              |  |  |            |            |  |  |        |        |
|  | Тријумф                 | 0                |                  |   |              |              |  |  |            |            |  |  |        |        |
|  | Тријумф                 | 0                | ЦСКА             | 3 |              |              |  |  |            |            |  |  |        |        |
|  |                         |                  | ЦСКА             | 3 |              |              |  |  |            |            |  |  |        |        |
|  |                         | Локомотива Кубањ | 1                |   |              |              |  |  |            |            |  |  |        |        |
|  |                         | Локомотива Кубањ | 1                |   |              |              |  |  |            |            |  |  |        |        |
|  |                         |                  |                  |   |              |              |  |  |            |            |  |  |        |        |
|  |                         |                  |                  |   |              |              |  |  |            |            |  |  |        |        |
|  | Жалгирис                | 3                |                  |   |              |              |  |  |            |            |  |  |        |        |
|  | Жалгирис                | 3                |                  |   |              |              |  |  |            |            |  |  |        |        |
|  |                         |                  | Нижњи Новгород   | 1 |              |              |  |  |            |            |  |  |        |        |
|  | Спартак Санкт Петербург | 1                | Нижњи Новгород   | 1 |              |              |  |  |            |            |  |  |        |        |
|  | Спартак Санкт Петербург | 1                |                  |   |              |              |  |  |            |            |  |  |        |        |
|  | Нижњи Новгород          | 2                |                  |   |              |              |  |  |            |            |  |  |        |        |
|  | Нижњи Новгород          | 2                | Жалгирис         | 1 |              |              |  |  |            |            |  |  |        |        |
|  |                         |                  | Жалгирис         | 1 |              |              |  |  |            |            |  |  |        |        |
|  |                         | Локомотива Кубањ | 3                |   |              |              |  |  |            |            |  |  |        |        |
|  |                         | Локомотива Кубањ | 3                |   |              |              |  |  |            |            |  |  |        |        |
|  |                         |                  |                  |   |              |              |  |  |            |            |  |  |        |        |
|  |                         |                  |                  |   |              |              |  |  |            |            |  |  |        |        |
|  | УНИКС                   | 1                |                  |   |              |              |  |  |            |            |  |  |        |        |
|  | УНИКС                   | 1                |                  |   |              |              |  |  |            |            |  |  |        |        |
|  |                         |                  | Локомотива Кубањ | 3 |              |              |  |  |            |            |  |  |        |        |
|  | Локомотива Кубањ        | 2                | Локомотива Кубањ | 3 |              |              |  |  |            |            |  |  |        |        |
|  | Локомотива Кубањ        | 2                |                  |   |              |              |  |  |            |            |  |  |        |        |
|  | Доњецк                  | 0                |                  |   |              |              |  |  |            |            |  |  |        |        |
|  | Доњецк                  | 0                |                  |   |              |              |  |  |            |            |  |  |        |        |

У осмини финала играло се на две добијене утакмице (формат 1-1-1). У четвртфиналу, полуфиналу и финалу играло се на три добијене утакмице (формат 2-2-1).

## Осмина финала

### ВЕФ - Астана
| 1. мај 2013. 18:00 |                                                                             | Астана | 89 : 76                                                        | ВЕФ | Стадион Алау, Астана Судије: Мурат Бириџик, Сергеј Круг, Миндаугас Вечерскис |  |
| 1. мај 2013. 18:00 | Четвртине: 18:20, 18:23, 26:12, 27:21                                       |        |                                                                |     | Стадион Алау, Астана Судије: Мурат Бириџик, Сергеј Круг, Миндаугас Вечерскис |  |
| 1. мај 2013. 18:00 | Поени: Дејвид Сајмон 19 Скокови: Три играча по 5 Асистенције: Џери Џонсон 9 |        | Три играча по 12 Антанас Кавалијаускас 9 Кристапс Јаниченокс 6 |     | Стадион Алау, Астана Судије: Мурат Бириџик, Сергеј Круг, Миндаугас Вечерскис |  |

| 3. мај 2013. 19:30 |                                                                                                | ВЕФ | 87 : 54                                           | Астана | Арена Рига, Рига Судије: Томас Јасевичијус, Апостолос Калпакас, Аре Халико |  |
| 3. мај 2013. 19:30 | Четвртине: 28:20, 16:14, 29:15, 14:5                                                           |     |                                                   |        | Арена Рига, Рига Судије: Томас Јасевичијус, Апостолос Калпакас, Аре Халико |  |
| 3. мај 2013. 19:30 | Поени: Ерл Роуланд 20 Скокови: Вил Данијелс и Донатас Завацкас по 7 Асистенције: Ерл Роуланд 3 |     | Брајон Раш 18 Дмитриј Климов 6 Четири играча по 2 |        | Арена Рига, Рига Судије: Томас Јасевичијус, Апостолос Калпакас, Аре Халико |  |

| 4. мај 2013. 17:00 | | ВЕФ | 76 : 67                                           | Астана | Арена Рига, Рига Судије: Томас Јасевичијус, Апостолос Калпакас, Аре Халико |  |
| 4. мај 2013. 17:00 | Четвртине: 24:8, 14:12, 26:19, 12:28                                                                      |     |                                                   |        | Арена Рига, Рига Судије: Томас Јасевичијус, Апостолос Калпакас, Аре Халико |  |
| 4. мај 2013. 17:00 | Поени: Даирис Бертанс 13 Скокови: Вил Данијелс и Антанас Кавалијаускас по 8 Асистенције: Даирис Бертанс 5 |     | Дејвид Сајмон 20 Антон Пономарјов 10 Брајон Раш 5 |        | Арена Рига, Рига Судије: Томас Јасевичијус, Апостолос Калпакас, Аре Халико |  |

ВЕФ је остварио победу у серији са 2:1.

### Краснаја крила - Тријумф
| 1. мај 2013. 13:00 | Отчёт | Тријумф                                                                   | 69 : 76 | Краснаја крила                                   | Спортска палата Тријумф, Љуберци |  |
| 1. мај 2013. 13:00 | Отчёт | Четвртине: 21:22, 15:21, 15:16, 18:17                                     |         |                                                  | Спортска палата Тријумф, Љуберци |  |
| 1. мај 2013. 13:00 | Отчёт | Поени: Тасмин Мичел 20 Скокови: Кајл Ландри 8 Асистенције: Тајвејн Маки 6 |         | Никита Балашов 14 Никита Балашов 10 Арон Мајлс 5 | Спортска палата Тријумф, Љуберци |  |

| 3. мај 2013. 13:00 |                                                                             | Краснаја крила | 77 : 67                                      | Тријумф | МТЛ арена, Самара |  |
| 3. мај 2013. 13:00 | Четвртине: 22:12, 17:27, 20:12, 18:16                                       |                |                                              |         | МТЛ арена, Самара |  |
| 3. мај 2013. 13:00 | Поени: Честер Симонс 25 Скокови: Честер Симонс 10 Асистенције: Арон Мајлс 5 |                | Тајвејн Маки 22 Кајл Ландри 9 Тајвејн Маки 4 |         | МТЛ арена, Самара |  |

Краснаја крила су остварила победу у серији са 2:0.

### Спартак Санкт Петербург - Нижњи Новгород
| 2. мај 2013. 13:00 |                                                                          | Нижњи Новгород | 69 : 83                                                | Спартак Санкт Петербург | Палата спортова Нижњи Новгород, Нижњи Новгород Судије: Саша Пукл, Владимир Охрименко, Алексеј Давидов |  |
| 2. мај 2013. 13:00 | Четвртине: 15:19, 20:18, 24:13, 10:33                                    |                |                                                        |                         | Палата спортова Нижњи Новгород, Нижњи Новгород Судије: Саша Пукл, Владимир Охрименко, Алексеј Давидов |  |
| 2. мај 2013. 13:00 | Поени: Семјон Антонов 17 Скокови: Оби Тротер 5 Асистенције: Оби Тротер 3 |                | Лукас Маврокефалидис 19 Џошуа Картер 8 Три играча по 3 |                         | Палата спортова Нижњи Новгород, Нижњи Новгород Судије: Саша Пукл, Владимир Охрименко, Алексеј Давидов |  |

| 4. мај 2013. 13:00 | | Спартак Санкт Петербург | 57 : 62                                              | Нижњи Новгород | Спортски центар Јубилејни, Санкт Петербург Судије: Олег Латишев, Иво Долинек, Семјон Овинов |  |
| 4. мај 2013. 13:00 | Четвртине: 11:22, 12:15, 18:12, 16:13                                                                        |                         |                                                      |                | Спортски центар Јубилејни, Санкт Петербург Судије: Олег Латишев, Иво Долинек, Семјон Овинов |  |
| 4. мај 2013. 13:00 | Поени: Зак Рајт 15 Скокови: Лукас Маврокефалидис 6 Асистенције: Василиј Заворујев, Лукас Маврокефалидис по 3 |                         | Семјон Антонов 13 Артјом Јаковенко 6 Три играча по 3 |                | Спортски центар Јубилејни, Санкт Петербург Судије: Олег Латишев, Иво Долинек, Семјон Овинов |  |

| . мај 2013. 13:00 |                                                                                            | Спартак Санкт Петербург | 85 : 88                                                           | Нижњи Новгород | Спортски центар Јубилејни, Санкт Петербург Судије: Олег Латишев, Иво Долинек, Семјон Овинов |  |
| . мај 2013. 13:00 | Четвртине: 10:18, 11:18, 24:14, 25:20                                                      |                         |                                                                   |                | Спортски центар Јубилејни, Санкт Петербург Судије: Олег Латишев, Иво Долинек, Семјон Овинов |  |
| . мај 2013. 13:00 | Поени: Лукас Маврокефалидис 25 Скокови: Никита Курбанов 9 Асистенције: Василиј Заворујев 8 |                         | Диџон Томпсон 22 Семјон Антонов 10 Оби Тротер, Диџон Томпсон по 5 |                | Спортски центар Јубилејни, Санкт Петербург Судије: Олег Латишев, Иво Долинек, Семјон Овинов |  |

Нижњи Новгород је остварио победу у серији са 2:1.

### Локомотива Кубањ - Доњецк
| 2. мај 2013. 14:00 | | Доњецк | 80 : 86                                                                   | Локомотива Кубањ | Арена Дружба, Доњецк Судије: Јакуб Замојски, Роберт Виклицки, Јургис Лавринавичијус |  |
| 2. мај 2013. 14:00 | Четвртине: 21:18, 18:23, 23:25, 18:20                                                                        |        |                                                                           |                  | Арена Дружба, Доњецк Судије: Јакуб Замојски, Роберт Виклицки, Јургис Лавринавичијус |  |
| 2. мај 2013. 14:00 | Поени: Даријус Сонгајла 24 Скокови: Даријус Сонгајла 9 Асистенције: Олександр Липовиј, Даријус Сонгајла по 5 |        | Мантас Калнијетис 22 Алекс Марић, Симас Јасаитис по 8 Мантас Калнијетис 5 |                  | Арена Дружба, Доњецк Судије: Јакуб Замојски, Роберт Виклицки, Јургис Лавринавичијус |  |

| 4. мај 2013. 17:00 |                                                                               | Локомотива Кубањ | 88 : 77                                        | Доњецк | Баскет хол арена, Краснодар Судије: Петри Ментиле, Марек Цмикевич, Оскар Лучис |  |
| 4. мај 2013. 17:00 | Четвртине: 24:16, 26:26, 26:15, 12:20                                         |                  |                                                |        | Баскет хол арена, Краснодар Судије: Петри Ментиле, Марек Цмикевич, Оскар Лучис |  |
| 4. мај 2013. 17:00 | Поени: Никос Калатес 23 Скокови: Никос Калатес 9 Асистенције: Никос Калатес 8 |                  | Диор Фишер 14 Иван Раденовић 9 Кертис Милајг 6 |        | Баскет хол арена, Краснодар Судије: Петри Ментиле, Марек Цмикевич, Оскар Лучис |  |

Локомотива Кубањ је остварила победу у серији са 2:0. 

## Четвертфинале

### Химки - ВЕФ
| 16. мај 2013. 19:30 |                                                                           | Химки | 103 : 82                                                         | ВЕФ | Кошаркашки центар Химки, Химки Судије: Јакуб Замојски, Роберт Виклицки, Лахдо Шаро |  |
| 16. мај 2013. 19:30 | Четвртине: 29:18, 18:18, 29:17, 27:29                                     |       |                                                                  |     | Кошаркашки центар Химки, Химки Судије: Јакуб Замојски, Роберт Виклицки, Лахдо Шаро |  |
| 16. мај 2013. 19:30 | Поени: Сергеј Моња 16 Скокови: Пол Дејвис 7 Асистенције: Зоран Планинић 6 |       | Кристапс Јаниченокс 15 Вил Данијелс 8 Дејвис Гекс, Ерл Роуланд 3 |     | Кошаркашки центар Химки, Химки Судије: Јакуб Замојски, Роберт Виклицки, Лахдо Шаро |  |

| 17. мај 2013. 19:30 |                                                                                | Химки | 104 : 82                                        | ВЕФ | Кошаркашки центар Химки, Химки Судије: Јакуб Замојски, Роберт Виклицки, Лахдо Шаро |  |
| 17. мај 2013. 19:30 | Четвртине: 27:27, 30:20, 21:19, 26:16                                          |       |                                                 |     | Кошаркашки центар Химки, Химки Судије: Јакуб Замојски, Роберт Виклицки, Лахдо Шаро |  |
| 17. мај 2013. 19:30 | Поени: Виталиј Фридзон 15 Скокови: Пол Дејвис 6 Асистенције: Зоран Планинић 13 |       | Ерл Роуланд 20 Донатас Завацкас 6 Ерл Роуланд 3 |     | Кошаркашки центар Химки, Химки Судије: Јакуб Замојски, Роберт Виклицки, Лахдо Шаро |  |

| 19. мај 2013. 17:00 |                                                                                   | ВЕФ | 60 : 82                                                                                | Химки | Арена Рига, Рига |  |
| 19. мај 2013. 17:00 | Четвртине: 12:28, 12:13, 15:22, 21:19                                             |     |                                                                                        |       | Арена Рига, Рига |  |
| 19. мај 2013. 17:00 | Поени: Анжејс Пасечникс 14 Скокови: Лаурис Блаус 11 Асистенције: Даирис Бертанс 4 |     | Џејмс Огастин 16 Крешимир Лончар, Џејмс Огастин по 7 Егор Вјалцев, Зоран Планинић по 4 |       | Арена Рига, Рига |  |

Химки је остварио победу у серији са 3:0.

### ЦСКА – Краснаја крила
| 16. мај 2013. 19:00 |                                                                             | ЦСКА | 77 : 46                                                  | Краснаја крила | Универзални спортски комплекс ЦСКА, Москва Судије: Саша Пукл, Владимир Охрименко, Иља Путенко |  |
| 16. мај 2013. 19:00 | Четвртине: 18:18, 22:12, 22:9, 15:7                                         |      |                                                          |                | Универзални спортски комплекс ЦСКА, Москва Судије: Саша Пукл, Владимир Охрименко, Иља Путенко |  |
| 16. мај 2013. 19:00 | Поени: Александар Каун 16 Скокови: Ненад Крстић 10 Асистенције: Сони Вимс 7 |      | Андре Смит 10 Арон Мајлс, Антон Пушков по 4 Арон Мајлс 3 |                | Универзални спортски комплекс ЦСКА, Москва Судије: Саша Пукл, Владимир Охрименко, Иља Путенко |  |

| 17. мај 2013. 19:00 |                                                                               | ЦСКА | 87 : 78                                    | Краснаја крила | Универзални спортски комплекс ЦСКА, Москва Судије: Саша Пукл, Владимир Охрименко, Иља Путенко |  |
| 17. мај 2013. 19:00 | Четвртине: 29:21, 19:17, 16:10, 23:30                                         |      |                                            |                | Универзални спортски комплекс ЦСКА, Москва Судије: Саша Пукл, Владимир Охрименко, Иља Путенко |  |
| 17. мај 2013. 19:00 | Поени: Виктор Хрјапа 16 Скокови: Виктор Хрјапа 8 Асистенције: Виктор Хрјапа 6 |      | Честер Симонс 23 Андре Смит 7 Арон Мајлс 4 |                | Универзални спортски комплекс ЦСКА, Москва Судије: Саша Пукл, Владимир Охрименко, Иља Путенко |  |

| 19. мај 2013. 13:00 |                                                                      | Краснаја крила | 50 : 49                                                 | ЦСКА | МТЛ арена, Самара Судије: Иво Долинек, Оскар Лучис, Алексеј Давидов |  |
| 19. мај 2013. 13:00 | Четвртине: 15:8, 10:14, 11:10, 14:17                                 |                |                                                         |      | МТЛ арена, Самара Судије: Иво Долинек, Оскар Лучис, Алексеј Давидов |  |
| 19. мај 2013. 13:00 | Поени: Омар Томас 14 Скокови: Андре Смит 8 Асистенције: Арон Мајлс 6 |                | Андреј Воронцевич 15 Виктор Хрјапа 11 Антон Понкрашов 4 |      | МТЛ арена, Самара Судије: Иво Долинек, Оскар Лучис, Алексеј Давидов |  |

| 20. мај 2013. 19:00 |                                                                      | Краснаја крила | 56 : 69                                                           | ЦСКА | МТЛ арена, Самара Судије: Иво Долинек, Оскар Лучис, Алексеј Давидов |  |
| 20. мај 2013. 19:00 | Четвртине: 7:15, 18:20, 12:16, 19:18                                 |                |                                                                   |      | МТЛ арена, Самара Судије: Иво Долинек, Оскар Лучис, Алексеј Давидов |  |
| 20. мај 2013. 19:00 | Поени: Андре Смит 11 Скокови: Арон Мајлс 6 Асистенције: Арон Мајлс 8 |                | Владимир Мицов 18 Ненад Крстић 8 Ненад Крстић, Виктор Хрјапа по 3 |      | МТЛ арена, Самара Судије: Иво Долинек, Оскар Лучис, Алексеј Давидов |  |

ЦСКА је остварио победу у серији са 3:1.

### Жалгирис - Нижњи Новгород
| 15. мај 2013. 19:20 |                                                                                       | Жалгирис | 75 : 63                                           | Нижњи Новгород | Жалгирис арена, Каунас Судије: Дамир Јавор, Петри Ментиле, Јурис Кокаинис |  |
| 15. мај 2013. 19:20 | Четвртине: 24:21, 19:12, 18:15, 14:15                                                 |          |                                                   |                | Жалгирис арена, Каунас Судије: Дамир Јавор, Петри Ментиле, Јурис Кокаинис |  |
| 15. мај 2013. 19:20 | Поени: Дарјуш Лавринович 20 Скокови: Три играча по 4 Асистенције: Римантас Каукенас 7 |          | Диџон Томпсон 17 Диџон Томпсон 7 Семјон Антонов 6 |                | Жалгирис арена, Каунас Судије: Дамир Јавор, Петри Ментиле, Јурис Кокаинис |  |

| 16. мај 2013. 19:20 |                                                                                       | Жалгирис | 66 : 62                                                | Нижњи Новгород | Жалгирис арена, Каунас Судије: Дамир Јавор, Петри Ментиле, Јурис Кокаинис |  |
| 16. мај 2013. 19:20 | Четвртине: 17:19, 15:19, 24:9, 10:15                                                  |          |                                                        |                | Жалгирис арена, Каунас Судије: Дамир Јавор, Петри Ментиле, Јурис Кокаинис |  |
| 16. мај 2013. 19:20 | Поени: Дарјуш Лавринович 19 Скокови: Три играча по 5 Асистенције: Адас Јушкевичијус 3 |          | Дмитриј Головин 12 Дмитриј Головин 8 Дмитриј Головин 7 |                | Жалгирис арена, Каунас Судије: Дамир Јавор, Петри Ментиле, Јурис Кокаинис |  |

| 18. мај 2013. 13:00 |                                                                              | Нижњи Новгород | 60 : 59                                                    | Жалгирис | Палата спортова Ниљњи Новгород, Нижњи Новгород Судије: Мурат Бириџик, Арнис Озолс, Жденко Зубак |  |
| 18. мај 2013. 13:00 | Четвртине: 19:22, 18:19, 14:14, 9:4                                          |                |                                                            |          | Палата спортова Ниљњи Новгород, Нижњи Новгород Судије: Мурат Бириџик, Арнис Озолс, Жденко Зубак |  |
| 18. мај 2013. 13:00 | Поени: Семјон Антонов 13 Скокови: Вадим Панин 7 Асистенције: Диџон Томпсон 6 |                | Оливер Лафајет 17 Миндаугас Кузминскас 10 Оливер Лафајет 4 |          | Палата спортова Ниљњи Новгород, Нижњи Новгород Судије: Мурат Бириџик, Арнис Озолс, Жденко Зубак |  |

| 19. мај 2013. 17:30 |                                                                                    | Нижњи Новгород | 59 : 66                                                | Жалгирис | Палата спортова Ниљњи Новгород, Нижњи Новгород Судије: Мурат Бириџик, Арнис Озолс, Жденко Зубак |  |
| 19. мај 2013. 17:30 | Четвртине: 19:10, 12:18, 13:19, 15:19                                              |                |                                                        |          | Палата спортова Ниљњи Новгород, Нижњи Новгород Судије: Мурат Бириџик, Арнис Озолс, Жденко Зубак |  |
| 19. мај 2013. 17:30 | Поени: Семјон Антонов 18 Скокови: Артјом Јаковенко 6 Асистенције: Семјон Антонов 4 |                | Оливер Лафајет 19 Миндаугас Кузминскас 7 Марио Делаш 3 |          | Палата спортова Ниљњи Новгород, Нижњи Новгород Судије: Мурат Бириџик, Арнис Озолс, Жденко Зубак |  |

Жалгирис је остварио победу у серији са 3:1.

### УНИКС – Локомотива Кубањ
| 15. мај 2013. 19:00 |                                                                              | УНИКС | 72 : 80                                                              | Локомотива Кубањ | Баскет хол Казањ, Казањ Судије: Фернандо Роша, Томас Јасевичијус, Сергеј Круг |  |
| 15. мај 2013. 19:00 | Четвртине: 18:23, 17:23, 15:23, 22:11                                        |       |                                                                      |                  | Баскет хол Казањ, Казањ Судије: Фернандо Роша, Томас Јасевичијус, Сергеј Круг |  |
| 15. мај 2013. 19:00 | Поени: Чак Ајдсон 19 Скокови: Владимир Веременко 7 Асистенције: Чак Ајдсон 4 |       | Никос Калатес 20 Алекс Марић 8 Никос Калатес, Мантас Калнијетис по 4 |                  | Баскет хол Казањ, Казањ Судије: Фернандо Роша, Томас Јасевичијус, Сергеј Круг |  |

| 16. мај 2013. 19:00 |                                                                        | УНИКС | 65 : 77                                                                        | Локомотива Кубањ | Баскет хол Казањ, Казањ Судије: Фернандо Роша, Томас Јасевичијус, Сергеј Круг |  |
| 16. мај 2013. 19:00 | Четвртине: 22:20, 17:20, 12:18, 14:19                                  |       |                                                                                |                  | Баскет хол Казањ, Казањ Судије: Фернандо Роша, Томас Јасевичијус, Сергеј Круг |  |
| 16. мај 2013. 19:00 | Поени: Терел Лидеј 14 Скокови: Јан Вујукас 6 Асистенције: Чак Ајдсон 4 |       | Ричард Хендрикс 15 Ричард Хендрикс 8 Максим Григоријев, Мантас Калнијетис по 4 |                  | Баскет хол Казањ, Казањ Судије: Фернандо Роша, Томас Јасевичијус, Сергеј Круг |  |

| 18. мај 2013. 17:00 |                                                                                | Локомотива Кубањ | 65 : 68                                                         | УНИКС | Баскет хол арена, Краснодар Судије: Олег Латишев, Јургис Лавринавичијус, Антон Махлин |  |
| 18. мај 2013. 17:00 | Четвртине: 12:21, 20:20, 17:20, 16:7                                           |                  |                                                                 |       | Баскет хол арена, Краснодар Судије: Олег Латишев, Јургис Лавринавичијус, Антон Махлин |  |
| 18. мај 2013. 17:00 | Поени: Никос Калатес 18 Скокови: Симас Јасаитис 6 Асистенције: Никос Калатес 8 |                  | Терел Лидеј 15 Костас Кајмакоглу 9 Јан Вујукас, Чак Ајдсон по 3 |       | Баскет хол арена, Краснодар Судије: Олег Латишев, Јургис Лавринавичијус, Антон Махлин |  |

| 19. мај 2013. 17:00 |                                                                               | Локомотива Кубањ | 68 : 64                                                         | УНИКС | Баскет хол арена, Краснодар Судије: Олег Латишев, Јургис Лавринавичијус, Антон Махлин |  |
| 19. мај 2013. 17:00 | Четвртине: 10:19, 19:23, 23:7, 16:15                                          |                  |                                                                 |       | Баскет хол арена, Краснодар Судије: Олег Латишев, Јургис Лавринавичијус, Антон Махлин |  |
| 19. мај 2013. 17:00 | Поени: Дерик Браун 14 Скокови: Ричард Хендрикс 8 Асистенције: Никос Калатес 4 |                  | Костас Кајмакоглу 16 Чак Ајдсон 9 Мајер Четмен, Чак Ајдсон по 5 |       | Баскет хол арена, Краснодар Судије: Олег Латишев, Јургис Лавринавичијус, Антон Махлин |  |

Локомотива Кубањ је остварила победу у серији са 3:1.

## Полуфинале

### Химки - ЦСКА
| 25. мај 2013. 13:00 |                                                                                 | Химки | 83 : 80                                                                                 | ЦСКА | Кошаркашки центар Химки, Химки Судије: Борис Рижик, Томас Јасевичијус, Дамир Јавор |  |
| 25. мај 2013. 13:00 | Четвртине: 20:13, 21:17, 22:28, 20:22                                           |       |                                                                                         |      | Кошаркашки центар Химки, Химки Судије: Борис Рижик, Томас Јасевичијус, Дамир Јавор |  |
| 25. мај 2013. 13:00 | Поени: Зоран Планинић 25 Скокови: Џејмс Огастин 6 Асистенције: Зоран Планинић 6 |       | Ненад Крстић 16 Андреј Воронцевич, Ненад Крстић по 7 Милош Теодосић, Виктор Хрјапа по 4 |      | Кошаркашки центар Химки, Химки Судије: Борис Рижик, Томас Јасевичијус, Дамир Јавор |  |

| 26. мај 2013. 18:30 |                                                                                | Химки | 72 : 74                                            | ЦСКА | Кошаркашки центар Химки, Химки Судије: Сретен Радовић, Јакуб Замојски, Јургис Лавринавичијус |  |
| 26. мај 2013. 18:30 | Четвртине: 23:27, 11:15, 20:17, 18:15                                          |       |                                                    |      | Кошаркашки центар Химки, Химки Судије: Сретен Радовић, Јакуб Замојски, Јургис Лавринавичијус |  |
| 26. мај 2013. 18:30 | Поени: Виталиј Фридзон 16 Скокови: Сергеј Моња 9 Асистенције: Зоран Планинић 5 |       | Владимир Мицов 16 Виктор Хрјапа 7 Владимир Мицов 4 |      | Кошаркашки центар Химки, Химки Судије: Сретен Радовић, Јакуб Замојски, Јургис Лавринавичијус |  |

| 28. мај 2013. 19:00 |                                                                                                  | ЦСКА | 61 : 47                                      | Химки | Универзални спортски комплекс ЦСКА, Москва Судије: Фернандо Роша, Саша Пукл, Антон Махлин |  |
| 28. мај 2013. 19:00 | Четвртине: 15:12, 12:5, 14:10, 20:20                                                             |      |                                              |       | Универзални спортски комплекс ЦСКА, Москва Судије: Фернандо Роша, Саша Пукл, Антон Махлин |  |
| 28. мај 2013. 19:00 | Поени: Виктор Хрјапа 13 Скокови: Виктор Хрјапа 8 Асистенције: Владимир Мицов, Виктор Хрјапа по 4 |      | Пол Дејвис 12 Сергеј Моња 7 Петери Копонен 4 |       | Универзални спортски комплекс ЦСКА, Москва Судије: Фернандо Роша, Саша Пукл, Антон Махлин |  |

| 29. мај 2013. 19:00 |                                                                                    | ЦСКА | 75 : 77                                                     | Химки | Универзални спортски комплекс ЦСКА, Москва Судије: Борис Рижик, Срђан Дозаи, Арнис Озолс |  |
| 29. мај 2013. 19:00 | Четвртине: 18:12, 26:21, 20:19, 11:25                                              |      |                                                             |       | Универзални спортски комплекс ЦСКА, Москва Судије: Борис Рижик, Срђан Дозаи, Арнис Озолс |  |
| 29. мај 2013. 19:00 | Поени: Владимир Мицов 13 Скокови: Андреј Воронцевич 8 Асистенције: Виктор Хрјапа 7 |      | Сергеј Моња 15 Пол Дејвис 8 Пол Дејвис, Зоран Планинић по 4 |       | Универзални спортски комплекс ЦСКА, Москва Судије: Борис Рижик, Срђан Дозаи, Арнис Озолс |  |

| 31. мај 2013. 19:00 |                                                                                | Химки | 64 : 87                                                     | ЦСКА | Кошаркашки центар Химки, Химки Судије: Миливоје Јовчић, Фернандо Роша, Аре Халико |  |
| 31. мај 2013. 19:00 | Четвртине: 17:17, 20:20, 10:22, 17:28                                          |       |                                                             |      | Кошаркашки центар Химки, Химки Судије: Миливоје Јовчић, Фернандо Роша, Аре Халико |  |
| 31. мај 2013. 19:00 | Поени: Крешимир Лончар 14 Скокови: Сергеј Моња 7 Асистенције: Зоран Планинић 5 |       | Сони Вимс, Виктор Хрјапа 14 Виктор Хрјапа 7 Виктор Хрјапа 8 |      | Кошаркашки центар Химки, Химки Судије: Миливоје Јовчић, Фернандо Роша, Аре Халико |  |

ЦСКА је остварио победу у серији са 3:2.

### Жалгирис – Локомотива Кубањ
| 24. мај 2013. 20:00 |                                                                                          | Жалгирис | 80 : 53                                              | Локомотива Кубањ | Жалгирис арена, Каунас Судије: Сретен Радовић, Јакуб Замојски, Сергеј Зашчук |  |
| 24. мај 2013. 20:00 | Четвртине: 25:18, 19:13, 17:14, 19:8                                                     |          |                                                      |                  | Жалгирис арена, Каунас Судије: Сретен Радовић, Јакуб Замојски, Сергеј Зашчук |  |
| 24. мај 2013. 20:00 | Поени: Кшиштоф Лавринович 19 Скокови: Кшиштоф Лавринович 6 Асистенције: Оливер Лафајет 5 |          | Мантас Калнијетис 12 Андреј Зубков 5 Никос Калатес 4 |                  | Жалгирис арена, Каунас Судије: Сретен Радовић, Јакуб Замојски, Сергеј Зашчук |  |

| 25. мај 2013. 19:00 |                                                                                        | Жалгирис | 63 : 85                                                            | Локомотива Кубањ | Жалгирис арена, Каунас Судије: Срђан Дозаи, Борис Шуљга, Аре Халико |  |
| 25. мај 2013. 19:00 | Четвртине: 16:21, 18:17, 14:24, 15:23                                                  |          |                                                                    |                  | Жалгирис арена, Каунас Судије: Срђан Дозаи, Борис Шуљга, Аре Халико |  |
| 25. мај 2013. 19:00 | Поени: Дарјуш Лавринович 12 Скокови: Дарјуш Лавринович 6 Асистенције: Оливер Лафајет 6 |          | Дерик Браун 23 Дерик Браун 7 Никос Калатес, Мантас Калнијетис по 8 |                  | Жалгирис арена, Каунас Судије: Срђан Дозаи, Борис Шуљга, Аре Халико |  |

| 27. мај 2013. 21:00 |                                                                                  | Локомотива Кубањ | 82 : 72                                                     | Жалгирис | Баскет хол арена, Краснодар Судије: Борис Рижик, Саша Пукл, Дамир Јавор |  |
| 27. мај 2013. 21:00 | Четвртине: 25:21, 17:23, 17:10, 23:18                                            |                  |                                                             |          | Баскет хол арена, Краснодар Судије: Борис Рижик, Саша Пукл, Дамир Јавор |  |
| 27. мај 2013. 21:00 | Поени: Никос Калатес 20 Скокови: Ричард Хендрикс 7 Асистенције: Никос Калатес 12 |                  | Кшиштоф Лавринович 24 Кшиштоф Лавринович 7 Оливер Лафајет 7 |          | Баскет хол арена, Краснодар Судије: Борис Рижик, Саша Пукл, Дамир Јавор |  |

| 28. мај 2013. 19:00 |                                                                                          | Локомотива Кубањ | 84 : 62                                                | Жалгирис | Баскет хол арена, Краснодар Судије: Срђан Дозаи, Сергеј Зашчук, Марек Малишевски |  |
| 28. мај 2013. 19:00 | Четвртине: 15:11, 17:16, 30:19, 22:16                                                    |                  |                                                        |          | Баскет хол арена, Краснодар Судије: Срђан Дозаи, Сергеј Зашчук, Марек Малишевски |  |
| 28. мај 2013. 19:00 | Поени: Мантас Калнијетис 18 Скокови: Ричард Хендрикс 8 Асистенције: Мантас Калнијетис 10 |                  | Три играча по 10 Кшиштоф Лавринович 6 Оливер Лафајет 6 |          | Баскет хол арена, Краснодар Судије: Срђан Дозаи, Сергеј Зашчук, Марек Малишевски |  |

Локомотива Кубањ је остварила победу у серији са 3:1.

## Финале ЦСКА – Локомотива Кубањ
| 3. јун 2013. 19:00 |                                                                             | ЦСКА | 72 : 65                                                                        | Локомотива Кубањ | Универзални спортски комплекс ЦСКА, Москва Судије: Јакуб Замојски, Дамир Јавор, Сергеј Зашчук |  |
| 3. јун 2013. 19:00 | Четвртине: 21:14, 18:19, 17:19, 16:13                                       |      |                                                                                |                  | Универзални спортски комплекс ЦСКА, Москва Судије: Јакуб Замојски, Дамир Јавор, Сергеј Зашчук |  |
| 3. јун 2013. 19:00 | Поени: Арон Џексон 15 Скокови: Виктор Хрјапа 7 Асистенције: Виктор Хрјапа 8 |      | Мантас Калнијетис 13 Андреј Зубков, Мантас Калнијетис по 4 Мантас Калнијетис 7 |                  | Универзални спортски комплекс ЦСКА, Москва Судије: Јакуб Замојски, Дамир Јавор, Сергеј Зашчук |  |

| 4. јун 2013. 19:00 |                                                                                | ЦСКА | 64 : 54                                                         | Локомотива Кубањ | Универзални спортски комплекс ЦСКА, Москва Судије: Илија Белошевић, Срђан Дозаи, Олег Латишев |  |
| 4. јун 2013. 19:00 | Четвртине: 18:9, 14:13, 18:14, 14:18                                           |      |                                                                 |                  | Универзални спортски комплекс ЦСКА, Москва Судије: Илија Белошевић, Срђан Дозаи, Олег Латишев |  |
| 4. јун 2013. 19:00 | Поени: Сони Вимс 13 Скокови: Андреј Воронцевич 11 Асистенције: Три играча по 3 |      | Дерик Браун 12 Алекс Марић, Симас Јасаитис по 4 Никос Калатес 7 |                  | Универзални спортски комплекс ЦСКА, Москва Судије: Илија Белошевић, Срђан Дозаи, Олег Латишев |  |

| 6. јун 2013. 19:00 |                                                                           | Локомотива Кубањ | 69 : 58                                                               | ЦСКА | Баскет хол арена, Краснодар Судије: Сретен Радовић, Томас Јасевичијус, Иља Путенко |  |
| 6. јун 2013. 19:00 | Четвртине: 21:19, 17:8, 11:11, 20:20                                      |                  |                                                                       |      | Баскет хол арена, Краснодар Судије: Сретен Радовић, Томас Јасевичијус, Иља Путенко |  |
| 6. јун 2013. 19:00 | Поени: Дерик Браун 19 Скокови: Дерик Браун 8 Асистенције: Никос Калатес 8 |                  | Владимир Мицов 16 Андреј Воронцевич, Виктор Хрјапа по 7 Арон Џексон 4 |      | Баскет хол арена, Краснодар Судије: Сретен Радовић, Томас Јасевичијус, Иља Путенко |  |

| 7. јун 2013. 20:00 |                                                                             | Локомотива Кубањ | 54 : 59                                           | ЦСКА | Баскет хол арена, Краснодар Судије: Борис Рижик, Борис Шуљга, Аре Халико |  |
| 7. јун 2013. 20:00 | Четвртине: 18:12, 15:15, 14:23, 7:9                                         |                  |                                                   |      | Баскет хол арена, Краснодар Судије: Борис Рижик, Борис Шуљга, Аре Халико |  |
| 7. јун 2013. 20:00 | Поени: Дерик Браун 16 Скокови: Никос Калатес 6 Асистенције: Никос Калатес 7 |                  | Сони Вимс 24 Андреј Воронцевич 9 Владимир Мицов 6 |      | Баскет хол арена, Краснодар Судије: Борис Рижик, Борис Шуљга, Аре Халико |  |

ЦСКА је остварио победу у финалу са 3:1.
| Првак ВТБ јунајтед лиге 2012/13. |
| -------------------------------- |
| ЦСКА Русија 4. титула            |

## Награде
- Најкориснији играч (МВП):  Ерл Роуланд (ВЕФ)[1]
- Најкориснији играч плеј-офа:  Виктор Хрјапа (ЦСКА Москва)
- Најбољи млади играч:  Сергеј Карасјов (Тријумф)

### Награде према националности
По први пут награде су додељиване најбољим играчима из земље из које долази екипа за коју су наступали.
| Држава     | Играч               | Екипа            | Реф.  |
| ---------- | ------------------- | ---------------- | ----- |
| Чешка      | Петр Бенда          | Нимбурк          | [ 2 ] |
| Естонија   | Танел Сок           | Калев            | [ 3 ] |
| Пољска     | Арон Сел            | Туров            | [ 4 ] |
| Казахстан  | Антон Пономарјов    | Астана           | [ 5 ] |
| Белорусија | Владимир Веременко  | УНИКС            | [ 6 ] |
| Летонија   | Кристапс Јаниченокс | ВЕФ              | [ 7 ] |
| Украјина   | Олексиј Печеров     | Азовмаш          | [ 7 ] |
| Литванија  | Мантас Калнијетис   | Локомотива Кубањ | [ 8 ] |
| Русија     | Виктор Хрјапа       | ЦСКА             | [ 9 ] |

### Најкориснији играч месеца
| Месец    | Играч              | Екипа                   | Реф.   |
| -------- | ------------------ | ----------------------- | ------ |
| Октобар  | Кшиштоф Лавринович | Жалгирис                | [ 7 ]  |
| Новембар | Ерл Роуланд        | ВЕФ                     | [ 10 ] |
| Децембар | Милош Теодосић     | ЦСКА Москва             | [ 11 ] |
| Јануар   | Зак Рајт           | Спартак Санкт Петербург | [ 12 ] |
| Фебруар  | Мантас Калнијетис  | Локомотива Кубањ        | [ 13 ] |
| Март     | Даријус Сонгајла   | Азовмаш                 | [ 14 ] |

### Најбоља петорка месеца
| Играч (подебљано) | МВП месеца |

#### Најбоља петорка у октобру
| Позиција   | Играч              | Екипа                   | Линк   |
| ---------- | ------------------ | ----------------------- | ------ |
| Плејмејкер | Патрик Беверли     | Спартак Санкт Петербург | [ 15 ] |
| Бек        | Кеј Си Риверс      | Химки                   | [ 15 ] |
| Крило      | Виктор Хрјапа      | ЦСКА Москва             | [ 15 ] |
| Крило      | Ерл Роуланд        | ВЕФ                     | [ 15 ] |
| Центар     | Кшиштоф Лавринович | Жалгирис                | [ 15 ] |

#### Најбоља петорка у новембру
| Позиција   | Играч                | Екипа                   | Реф.   |
| ---------- | -------------------- | ----------------------- | ------ |
| Бек        | Зоран Планинић       | Химки                   | [ 16 ] |
| Плејмејкер | Ерл Роуланд          | ВЕФ                     | [ 16 ] |
| Крило      | Честер Симонс        | Краснаја крила          | [ 16 ] |
| Крило      | Донатас Завацкас     | ВЕФ                     | [ 16 ] |
| Центар     | Лукас Маврокефалидис | Спартак Санкт Петербург | [ 16 ] |

#### Најбоља петорка у децембру
| Позиција      | Играч              | Екипа            | Реф.   |
| ------------- | ------------------ | ---------------- | ------ |
| Плејмејкер    | Милош Теодосић     | ЦСКА Москва      | [ 17 ] |
| Бек           | Никос Калатес      | Локомотива Кубањ | [ 17 ] |
| Крило         | Виктор Хрјапа      | ЦСКА Москва      | [ 17 ] |
| Крилни центар | Јан Вујукас        | УНИКС            | [ 17 ] |
| Центар        | Кшиштоф Лавринович | Жалгирис         | [ 17 ] |

#### Најбоља петорка у јануару
| Позиција      | Играч         | Екипа                   | Реф.   |
| ------------- | ------------- | ----------------------- | ------ |
| Плејмејкер    | Зак Рајт      | Спартак Санкт Петербург | [ 18 ] |
| Бек           | Арон Мајлс    | Краснаја крила          | [ 18 ] |
| Крилни центар | Виктор Хрјапа | ЦСКА Москва             | [ 18 ] |
| Крилни центар | Пол Дејвис    | Химки                   | [ 18 ] |
| Центар        | Алекс Марић   | Локомотива Кубањ        | [ 18 ] |

#### Најбоља петорка у фебруару
| Позиција      | Играч                | Екипа            | Реф.   |
| ------------- | -------------------- | ---------------- | ------ |
| Бек           | Мантас Калнијетис    | Локомотива Кубањ | [ 19 ] |
| Плејмејкер    | Сергеј Карасјов      | Тријумф          | [ 19 ] |
| Крило         | Миндаугас Кузминскас | Жалгирис         | [ 19 ] |
| Крилни центар | Костас Кајмакоглу    | УНИКС            | [ 19 ] |
| Центар        | Пол Дејвис           | Химки            | [ 19 ] |

#### Најбоља петорка у марту
| Позиција   | Играч            | Екипа          | Реф.   |
| ---------- | ---------------- | -------------- | ------ |
| Бек        | Петери Копонен   | Химки          | [ 20 ] |
| Плејмејкер | Ерл Роуланд      | ВЕФ            | [ 20 ] |
| Крило      | Чак Ајдсон       | УНИКС          | [ 20 ] |
| Крило      | Диџон Томпсон    | Нижњи Новгород | [ 20 ] |
| Центар     | Даријус Сонгајла | Доњецк         | [ 20 ] |